# Aschersleben
Aschersleben (Ausspracheⓘ) ist eine Stadt am Nordostrand des Harzes im Tal der Eine in Sachsen-Anhalt. Sie ist die drittgrößte Stadt des Salzlandkreises und die älteste urkundlich erwähnte Stadt in Sachsen-Anhalt. Aufgrund der geografischen Lage wird Aschersleben auch als das „Tor zum Harz“ bezeichnet.
Aschersleben war der Sitz der Askanier, die ihren Namen von Ascania (auch Ascharia), dem latinisierten Namen ihres Burgbesitzes ableiteten. Im 12. Jahrhundert wurde es unter dem Askanier Albrecht dem Bären zum Mittelpunkt des späteren Fürstentums Anhalt. Im späten Mittelalter war die Stadt Mitglied der Hanse. Als eine von wenigen Städten Deutschlands besitzt sie eine sehr gut erhaltene Stadtbefestigungsanlage und eine weitgehend intakte Innenstadt aus dem Mittelalter.

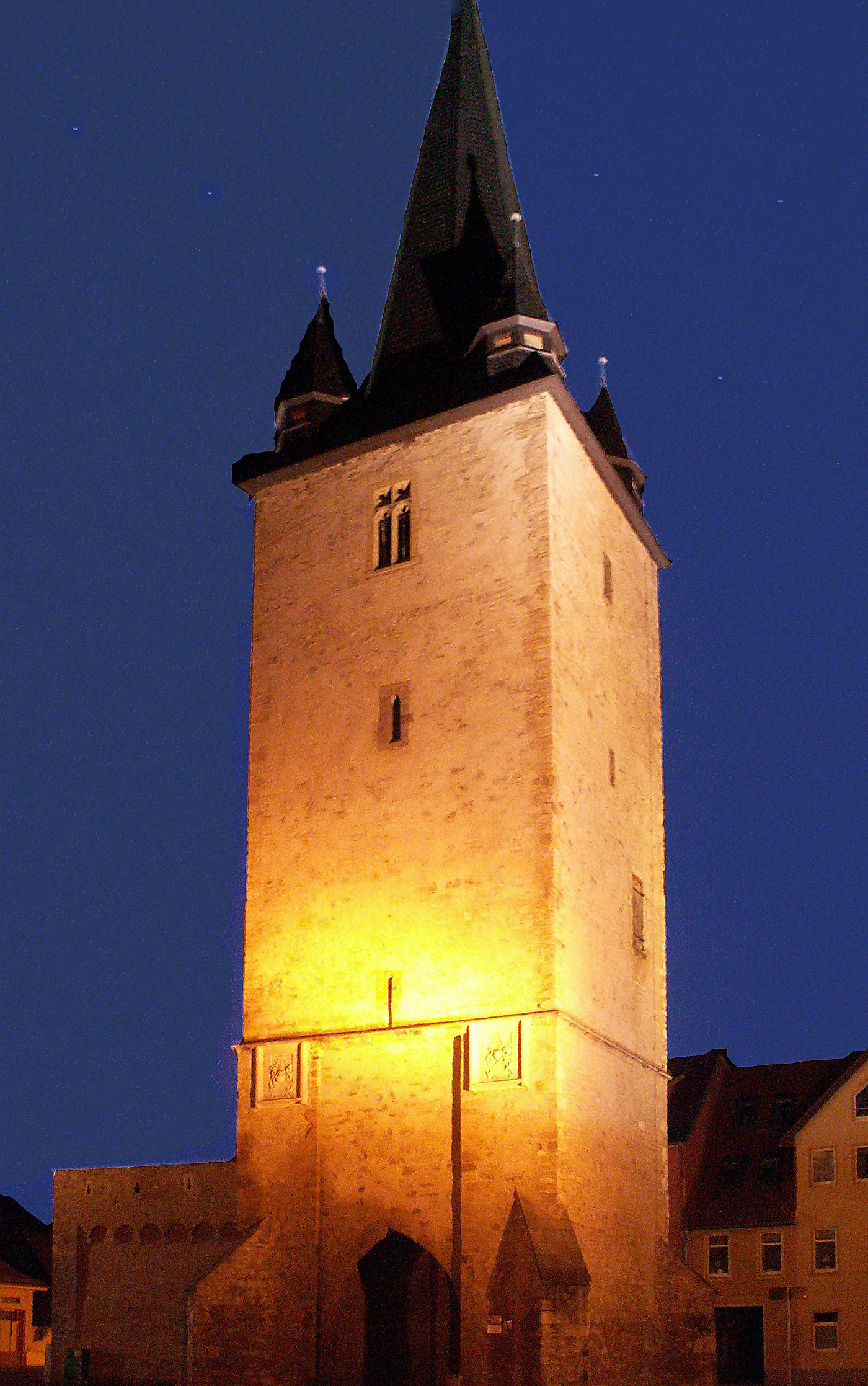
Johannisturm bei Nacht

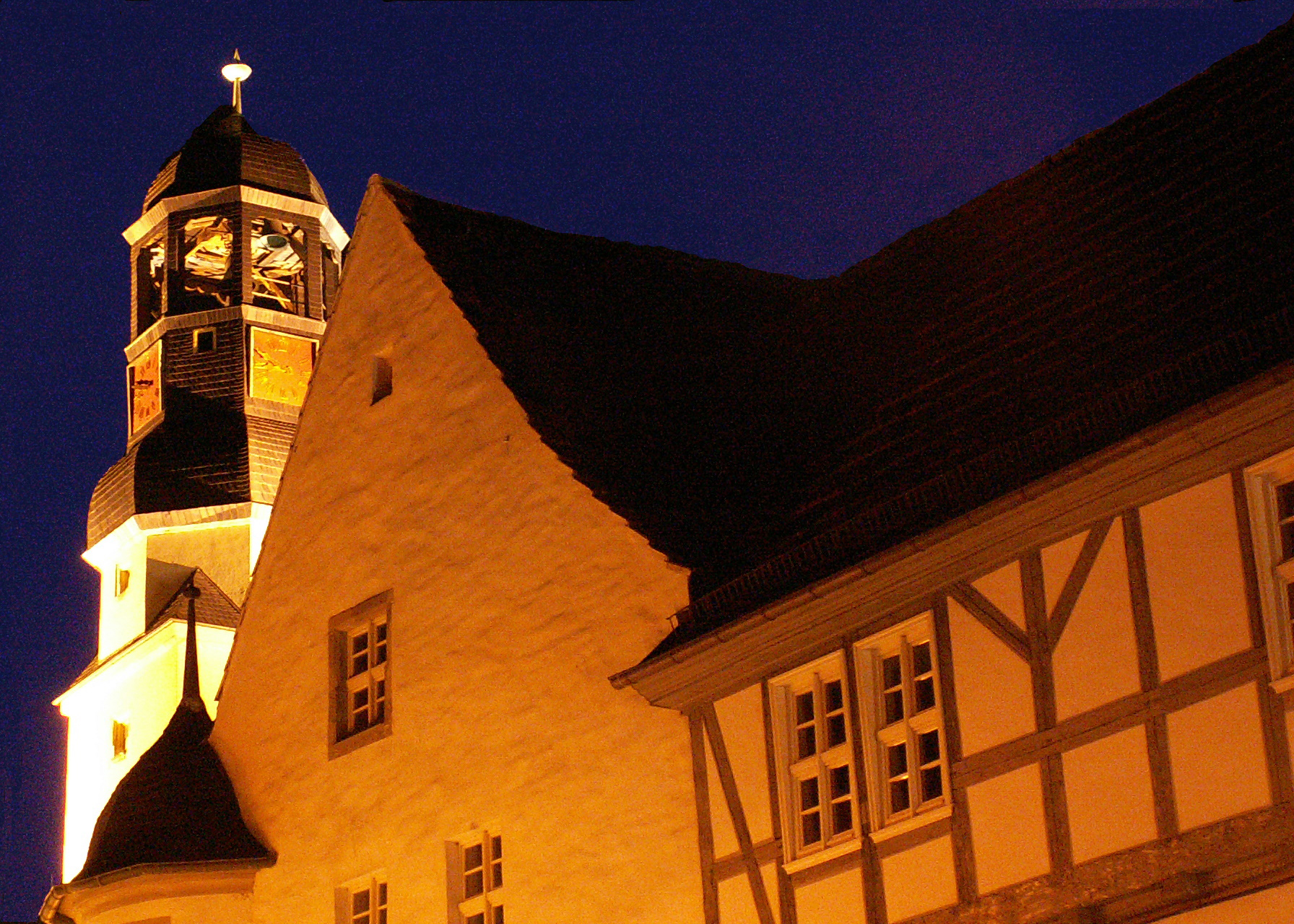
Rathausturm von Aschersleben

Die Stadt befindet sich im Umbau und war Teil der Internationalen Bauausstellung Stadtumbau Sachsen-Anhalt 2010. 2010 war sie Gastgeberin der Landesgartenschau Sachsen-Anhalt. Aschersleben hat den Rang eines Mittelzentrums. Bedingt durch eine günstige klimatische Lage im Regenschatten des Harzes wurde die Stadt zum Zentrum des Majorananbaus in Deutschland.

## Geographie
Aschersleben liegt zwischen dem Harz und der Magdeburger Börde, etwa 50 Kilometer südwestlich von Magdeburg, sowie etwa 50 Kilometer nordwestlich von Halle (Saale). Die Stadt liegt in einer schmalen Flussniederung der Eine, die im Süden und Südwesten vom Wolfsberg begrenzt wird und südöstlich der Stadt in die Wipper fließt. Ein in Nordwest-Südost-Richtung verlaufender, etwa zwei Kilometer langer Muschelkalkrücken, der als Alte Burg bezeichnet wird, erhebt sich im Mittel etwa 40 Meter über der Stadt und erreicht an der Westdorfer Warte seinen höchsten Punkt (160 m ü. NN).

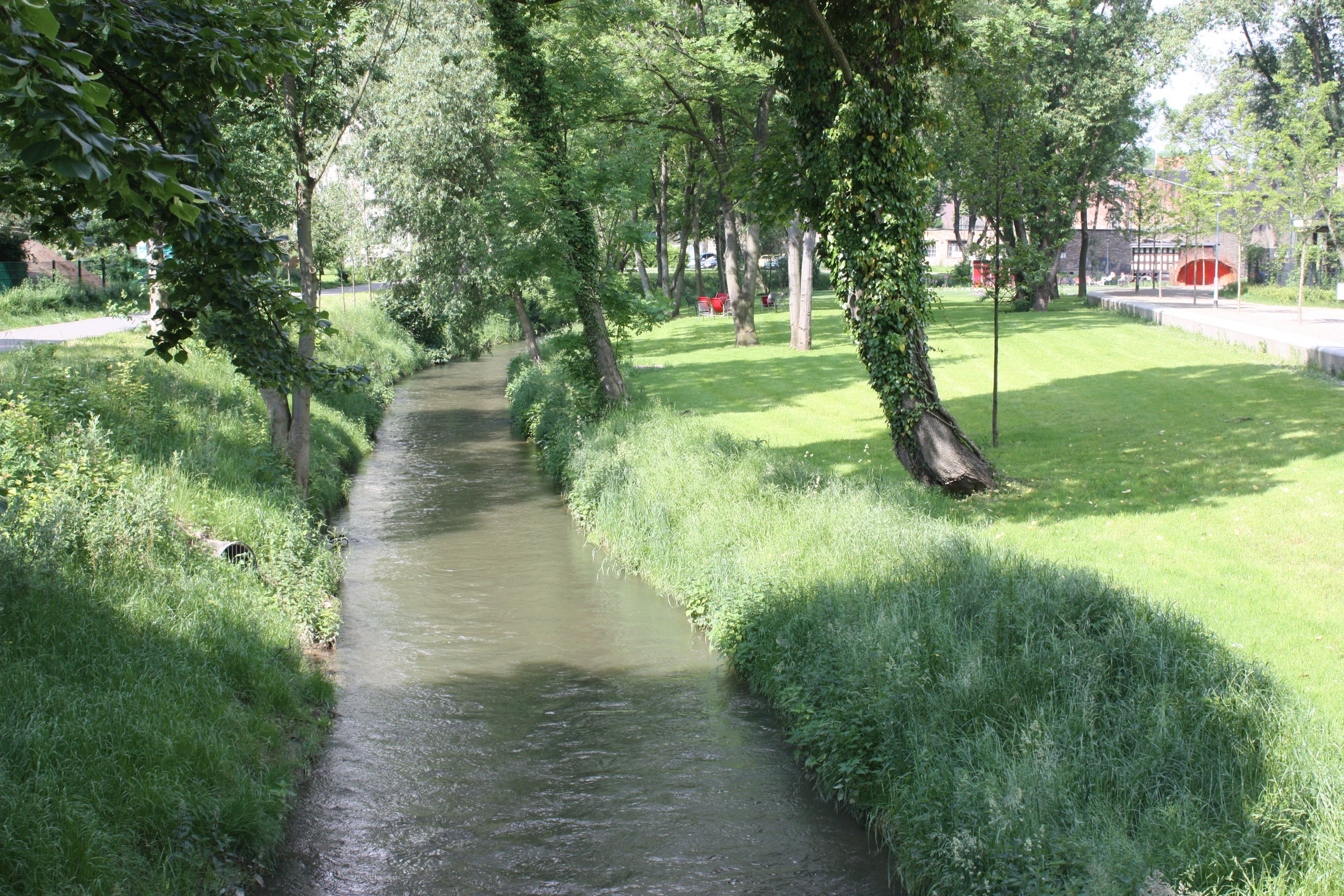
Der Fluss Eine

Die Umgebung der Stadt ist von hügeligem Ackerland geprägt. Nordwestlich liegen mit dem Concordiasee und dem Königsauer See zwei große geflutete Tagebauflächen. Westlich der Stadt existiert noch ein Rest des einst bis Gatersleben reichenden Ascherslebener Sees.
Bis 1945 lag Aschersleben in der Provinz Sachsen und im Westen, Osten und Südosten vom Herzogtum Anhalt umgeben. Die Landesgrenze, deren alte Grenzsteine noch sichtbar sind, war teilweise nur zwei Kilometer von der Stadtgrenze entfernt. Südlich von Aschersleben verläuft die Sprachgrenze zwischen den deutschen Dialekten Ostfälisch und Thüringisch, die sogenannte Benrather Linie.

### Stadtgliederung und Ortsteile

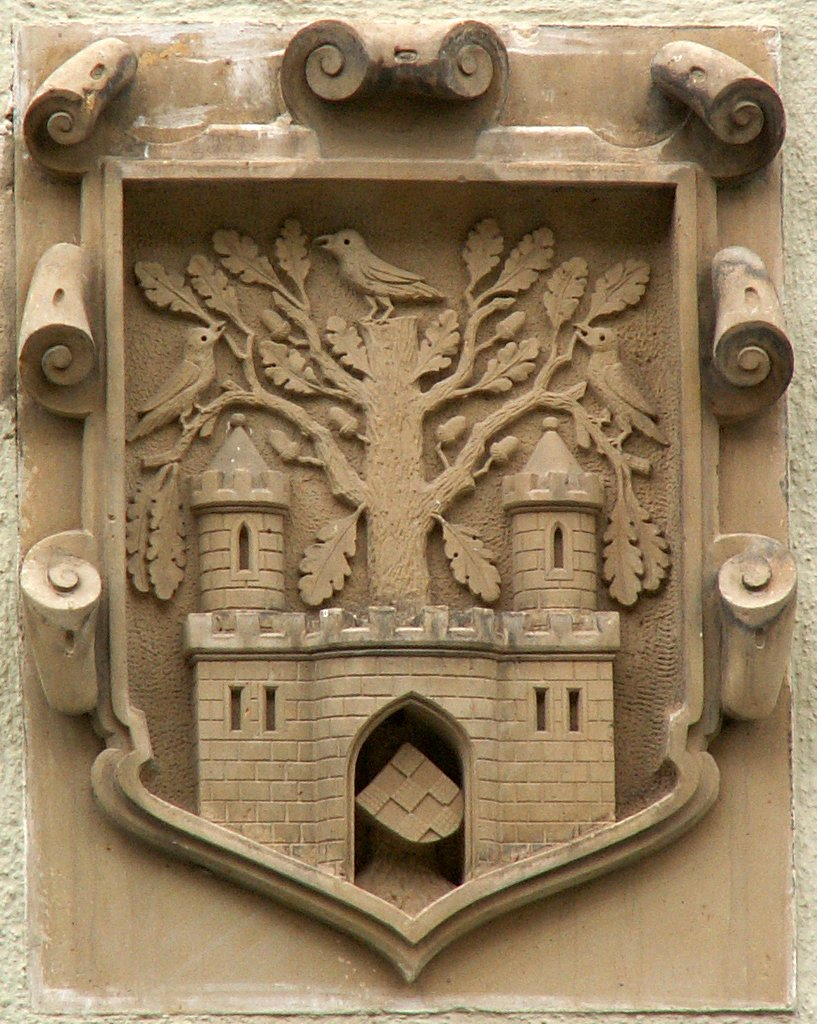
Steinernes Wappen von Aschersleben

Die mittelalterliche Stadt um das Jahr 1000 entwickelte sich zunächst aus zwei voneinander unabhängigen Stadtteilen, der Bischofsstadt und der Grafenstadt der askanischen Grafen. Die Bischofsstadt war im Besitz des Halberstädter Bischofs und umfasste das Gebiet zwischen Breiter Straße im Norden und Hopfenmarkt im Süden. Sie beinhaltete die erste romanische Stephanikirche und einen relativ großen Marktplatz um diese Kirche herum. Sie wurde deshalb auch Stephansstadt genannt. Im 12. Jahrhundert war es Albrecht dem Bären gelungen, sich 3.000 Lehnshufen des Klosters Fulda anzueignen, wozu auch der Aschersleber Besitz Fuldas gehörte. Er befand sich südwestlich der Bischofsstadt. Später kamen Erweiterungen hinzu, die bis zum heutigen Schuhstieg reichten und somit an die Bischofsstadt grenzten. Zu den askanischen Besitzungen gehörten weiterhin die sogenannte Neustadt und die Ortsteile Über dem Wasser und Über den Steinen sowie der Bereich des Kiethofes in der späteren Wasservorstadt am Apothekergraben.

Entstehungsgeschichte der Altstadt von Aschersleben.

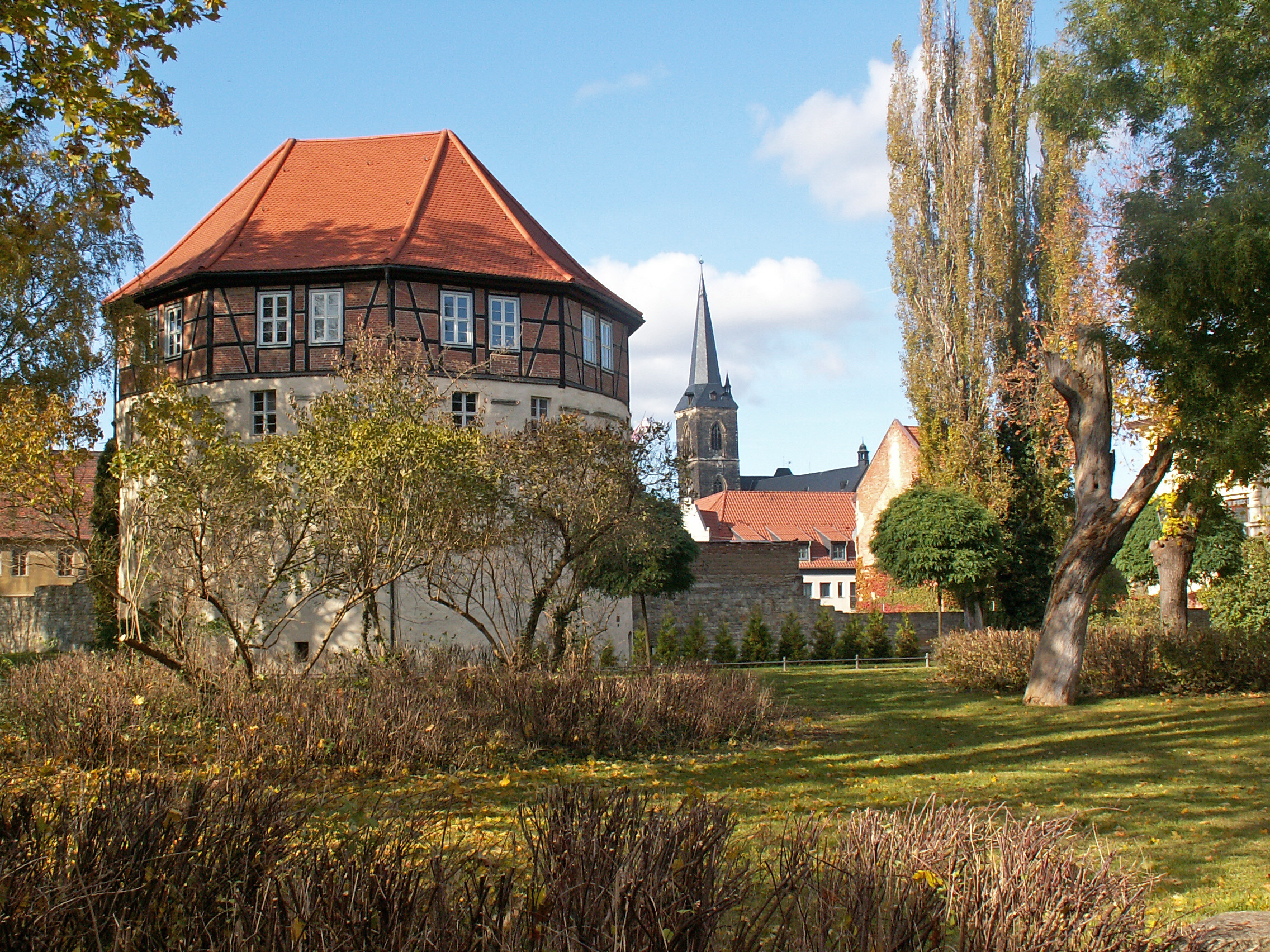
Rondell

Während das Suburbium überwiegend dörflichen Charakter trug, hatte der Markt um die romanische Kirche in der Civitas durch die Ansiedlung von Handwerkern und Kaufleuten schon städtischen Charakter. Diese verwaltungsmäßige Besonderheit Ascherslebens mit zwei Stadtherren hatte bis zum Jahr 1262 Bestand und führte zu jahrzehntelangen Reibereien zwischen den Halberstädter Bischöfen und den askanischen Grafen. Erst in diesem Jahr bekam Heinrich II. von Aschersleben die Civitas nach einem Vergleich zugesprochen, und Aschersleben stand nun unter einheitlicher Verwaltung. 1263 wurde die Aschersleber Bischofsstadt als bischöfliches Lehen unter askanischer Herrschaft bezeichnet.
Die nächste Erweiterung nach dem Aussterben der Askanier in Aschersleben erfolgte im östlichen Bereich und umfasste die heutigen Straßen Ritterstraße und Badstuben. Dieser Erweiterung schloss sich dann etwa bis zum Bau der Stadtbefestigungsanlage im Jahre 1322 die nördliche Bebauung der Tie-Vorstadt an. In diesem Bereich ist auch der heutige Markt als großer Platz angelegt worden. Als letzte Erweiterungen der Altstadt sind die Bereiche von Vorder- und Hinterbreite sowie des Holzmarktes zu nennen.

### Ortschaften
Neben der Kernstadt gehören noch weitere elf Ortschaften zur Stadt Aschersleben:
| Ortschaft         | Einwohner | Die Ortschaften von Aschersleben (anklickbare Karte) |
| Drohndorf         | 514       | Die Ortschaften von Aschersleben (anklickbare Karte) |
| Freckleben        | 714       | Die Ortschaften von Aschersleben (anklickbare Karte) |
| Groß Schierstedt  | 602       | Die Ortschaften von Aschersleben (anklickbare Karte) |
| Klein Schierstedt | 395       | Die Ortschaften von Aschersleben (anklickbare Karte) |
| Mehringen         | 10980     | Die Ortschaften von Aschersleben (anklickbare Karte) |
| Neu Königsaue     | 343       | Die Ortschaften von Aschersleben (anklickbare Karte) |
| Schackenthal      | 327       | Die Ortschaften von Aschersleben (anklickbare Karte) |
| Schackstedt       | 441       | Die Ortschaften von Aschersleben (anklickbare Karte) |
| Westdorf          | 905       | Die Ortschaften von Aschersleben (anklickbare Karte) |
| Wilsleben         | 529       | Die Ortschaften von Aschersleben (anklickbare Karte) |
| Winningen         | 842       | Die Ortschaften von Aschersleben (anklickbare Karte) |

### Nachbargemeinden
Aschersleben grenzt an zehn sachsen-anhaltische Städte und Gemeinden. Beginnend im Norden sind das im Uhrzeigersinn: die Stadt Hecklingen, die Gemeinde Giersleben und die Stadt Güsten, im Osten die Gemeinde Plötzkau und die Stadt Alsleben (Saale), im Südosten die Stadt Könnern, im Süden die Stadt Arnstein, im Westen die Stadt Falkenstein/Harz sowie im Nordwesten die Stadt Seeland.

### Geologie
Als Ascherslebener Sattel wird die herzynisch streichende sattelförmige Aufwölbung des Zechsteins und der Trias bezeichnet, welche sich in der Subherzynen Senke von Sandersleben unter Mehringen und Aschersleben nach Nordwesten erstreckt.
Entstanden ist dieser Sattel gemeinsam mit dem Höhenzug Alte Burg durch gebirgsbildende Vorgänge, wie Faltung und Heraushebung in der ausgehenden Kreidezeit vor etwa 80 Millionen Jahren. Der sogenannte Aschersleber Sattel und der Staßfurt-Egelner Sattel sind Randstrukturen der Aschersleben-Staßfurter Schrägscholle. Die seitlichen Ausdehnungen des Hauptsattels in erzgebirgischer Richtung fallen besonders auf, so dass der Bereich von Aschersleben als Breitsattel bezeichnet wird.
Die Nordostflanke wird von Mittlerem Buntsandstein überlagert, und auf seiner Südwestflanke stehen Mittlerer und Oberer Buntsandstein und der gesamte Muschelkalk an, dessen südliche Erhebung der Muschelkalkrücken der Alten Burg darstellt. Der Mittlere Buntsandstein streicht im Bereich von Schadeleben unter tertiären und quartären Schichten umlaufend und geht nach Westen in die Winninger Buntsandsteinfläche über. Das tektonisch aktivierte Zechstein- und Keupersalinar bildete über tektonischen Schwächezonen Salzkissen aus Kalisalz. Der Anschnitt der Zechsteinbildungen des aufsteigenden Sattels durch Erosion erfolgte für den Aschersleber Salzsattel im Mitteleozän.
In den absinkenden Randsenken des aufsteigenden Salzstockes von Aschersleben kam es im Eozän (vor 49–37 Millionen Jahren) zur Bildung eines ausgedehnten Moores. Die größeren Braunkohlenlagerstätten bei Frose, Nachterstedt und ein kleineres Flöz nördlich von Aschersleben konnten so entstehen.

### Klima
Die Stadt liegt in der gemäßigten Klimazone und im Regenschatten des Harzes. Die relativ hohen Sommertemperaturen haben eine starke Verdunstung und damit eine verstärkte Austrocknung zur Folge. Man spricht vom Herzynischen oder Mitteldeutschen Trockengebiet.
Aufgrund der günstigen klimatischen Bedingungen und geeigneten Biotopen kommen im Stadtgebiet wärmeliebende südeuropäische Faunenelemente, wie die Mauereidechse (Podarcis muralis muralis) und die Europäische Gottesanbeterin (Mantis religiosa) vor.

## Geschichte

### Frühgeschichte
Die klimatisch günstige Lage im Regenschatten des Harzes zog bereits in der Frühzeit Menschen in die Gegend des heutigen Ascherslebens. Das Einetal, das hier aus dem Vorharz tritt, und der sehr fruchtbare Boden spielten eine bedeutende Rolle für eine frühe Besiedlung der Gegend.
Die ältesten Funde eines Jagdlagers stammen vom Bruchsberg bei Königsaue, etwa fünf Kilometer vom Stadtgebiet Aschersleben entfernt und stammen aus der Zeit vor über 55.800 Jahren. Der Ascherslebener See, der bis zu seiner Trockenlegung zur Zeit Friedrichs des Großen weitgehend als zwölf Kilometer langer Flächensee bestand, war an seinen Ufern immer wieder von Jägern und Sammlern aufgesucht worden. Zahlreiche Funde von Flach- und Höckergräbern sowie Grabbeigaben aus der Jungsteinzeit belegen dies.
Zur Zeit der Völkerwanderung ließen sich die Warnen in der Gegend nieder. Ortschaften mit der Endung leben deuten darauf hin. Der Name Aschersleben setzt sich aus dem Personennamen Asceger (Escherner Wurfspeer ger = Speer) und -leben (lev = Erbe, Hinterlassenschaft) zusammen.

### Aufstrebende Stadt im Mittelalter

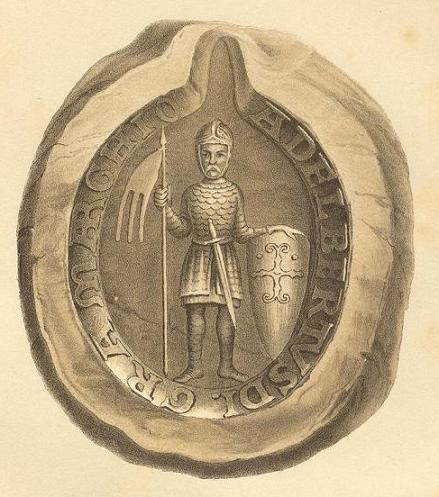
Siegel Albrechts des Bären

Im Mitte des 12. Jahrhunderts zusammengestellten Codex Eberhardi wurde eine Ortschaft in Thüringen namens Ascegereslebe angeblich zum Jahr 748 erstmals erwähnt. Die Vorlage soll auf einer Schenkungsurkunde des Passauer Chorbischofs Madalwin (gestorben nach 903) beruhen, der seine Besitzung in Aschersleben „samt den Hörigen“ dem Heiligen Bonifatius (Kloster Fulda) übertrug. Die Nennung Aschersleben folgte dabei jedoch nicht einer zeitlichen, sondern einer geographischen Ordnung und befand sich somit an jener geographisch bestimmten Stelle, an welcher die Schenkung lag. Durch die fehlende zeitliche Angabe entstand die Vermutung, dass jene Ersterwähnung auch in das 9. Jahrhundert fallen könnte. Für eine Nennung im 8. Jahrhundert sprach die Erwähnung eines Ortes „Aschershausen“ im Zuge der 748, in der Auseinandersetzung zwischen Pippin und seinem Halbbruder Grifo, verwüsteten Dörfer. Diese Urkunde, welche über die Verwüstungen berichtete, wurde aber vom Marburger Historiker Edmund Ernst Stengel 1960 in das dritte Viertel des 9. Jahrhunderts datiert, was eine Erstnennung Ascherslebens in den Jahren zwischen 850 und 875 mit sich bringt.
Im 11. Jahrhundert ging die Stadt in den Besitz des Geschlechtes der Askanier über. Deren Name rührte von Ascania oder Ascharia her, der latinisierten Form der Burg Aschersleben, wobei die Endung -leben weggelassen wurde. Albrecht der Bär stand an der Spitze des Hauses Askanien-Anhalt. Er ging als Markgraf der Nordmark und noch mehr als Gründer der Mark Brandenburg in die deutsche Geschichte ein und verwendete als Erster beide Namen. Die Nebenlinie der Anhaltiner entstand 1212. Unter Albrecht I. wurde Aschersleben der Mittelpunkt des umgebenden Verwaltungs- und Gerichtssprengels. Quellen der Zeit künden von zahlreichen Gerichten in der und um die Stadt. So fand die gravescap to aschersleve im mittelalterlichen Rechtsbuch Sachsenspiegel Erwähnung.

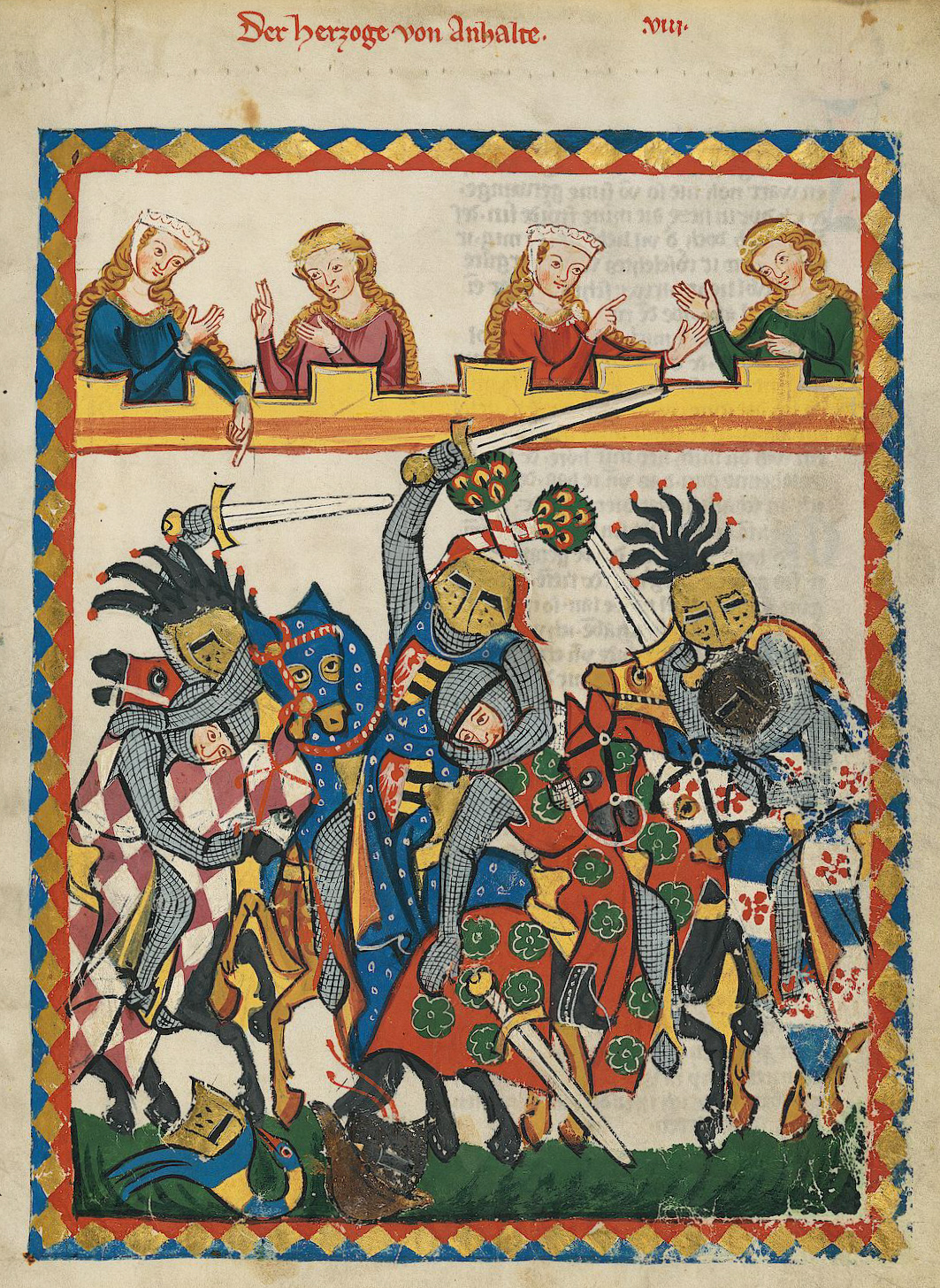
Heinrich I., Fürst von Anhalt

Dass Aschersleben für Albrecht dem Bären besondere Bedeutung hatte, zeigt die Tatsache, dass erstmals eigene Münzen in Umlauf gebracht wurden. Um 1860 wurden bei Freckleben zahlreiche Brakteaten gefunden, die das Bildnis Albrecht des Bären zeigen. Diese Brakteaten und Denare waren die ersten anhaltischen Münzen. 1120 begann man mit dem Bau der Askanierburg. Die Lage der Burg ist bis heute umstritten, wahrscheinlich aber ist die Lage in Aschersleben dort, wo heute ein Platz davon kündet, am Burgplatz. Erwähnenswert ist die Erschlagung Udos von Freckleben 1130 durch die Anhänger Albrechts des Bären während einer Fehde.
Als Albrecht der Bär am 18. November 1170 vermutlich in Stendal starb, gehörten die Askanier zu den bedeutendsten Fürstengeschlechtern im Heiligen Römischen Reich. Er hinterließ ein weiträumiges Herrschaftsgebiet, das neben der Grafschaft Aschersleben auch Brandenburg, Sachsen-Wittenberg, Sachsen-Lauenburg, sowie Teile Thüringens umfasste.
Das Gebiet übernahmen nun fünf seiner sieben Söhne. Innerhalb des askanischen Hauses kam es zu einer Erbteilung. Sein jüngster Sohn Bernhard III. (1140–1212) erhielt die askanischen Besitzungen östlich der Saale und, nach dem frühen Tod seines Bruders Adalbert 1171, auch das Ballenstedter Gebiet. Bernhard begründete im 12. Jahrhundert die askanische Grafschaft Aschersleben innerhalb des Fürstentums Anhalt, woraufhin die Stadt Grafschaftssitz, Verwaltungs- sowie Gerichtsort wurde.
In der Folgezeit gerieten die Askanier immer wieder mit ihren großen Rivalen, den Welfen, besonders im Streit um das Herzogtum Sachsen, aneinander. So zerstörten die Welfen unter Heinrich dem Löwen 1140 nicht nur die Burg Anhalt im Selketal, sondern verwüsteten 1142 und 1175 auch den Ort Aschersleben. Nach dem Tode seines Vaters, Bernhard III., im Jahre 1212 wurde das Land, wie bei den Askaniern üblich, unter die beiden Söhne des Verstorbenen aufgeteilt: Heinrich I. (1170–1252) übernahm die Regierung in Anhalt, und Albrecht übernahm das sächsische Gebiet. 1218 wurde Heinrich in den Fürstenstand erhoben.
1250 wurde das Marienkloster, vor der Ortschaft gelegen, gegründet. 1252 wurde Anhalt nach dem Tod Fürst Heinrichs I. von Anhalt in drei Fürstentümer aufgeteilt: Anhalt-Aschersleben, Anhalt-Bernburg und Anhalt-Köthen. Sitz des Fürstentums Anhalt-Aschersleben wurde der Ort Aschersleben mit Heinrich II. an der Spitze. Die Bedeutung des Ortes wuchs nun: aus einem Bauerndorf wurde ein Städtchen. Heinrich II. verlieh 1266 Aschersleben das Stadtrecht. Als Heinrich 1266 starb, beerbte ihn sein Sohn Otto I. (Anhalt) und nach dessen Tod 1304 wurde Otto II. der Regent über Aschersleben. Im Jahre 1315 starb Otto II., Graf von Ascharien und Fürst von Anhalt. Er hinterließ zwei Töchter, Elisabeth und Katharina, jedoch keine männlichen Erben.
Von nun an entbrannte ein jahrzehntelanger Kampf um das Aschersleber Erbe. Im Dezember 1316 belehnte der Bischof Albrecht I. von Halberstadt seinen Bruder, Graf Bernhard II., mit Haus und Stadt Aschersleben. Der Bernburger erkannte damit die lehnsrechtliche Oberhoheit des Bischofs an. König Ludwig IV. belehnte zwei Jahre später Bernhard II. mit all dem Besitz, den Otto II. vom Reiche zu Lehen gehabt hatte.
Die Frau des verstorbenen Otto II., Gräfin Elisabeth, erhielt Aschersleben als Witwensitz und musste für Schenkungen die Zustimmung beider Töchter und die Genehmigung von Bernhard II. einholen. 1322 weitete sich der Streit um Aschersleben zwischen Bernhard III. von Anhalt-Bernburg und dem Halberstädter Bischof Albrecht II. von Braunschweig-Lüneburg zu einem erbitterten Rechtskampf aus.
Obwohl Kaiser Ludwig IV. der Bayer mehrmals zugunsten Bernhards intervenierte, verblieb Aschersleben beim Hochstift Halberstadt. Die Aschersleber Bürgerschaft ergriff unter dem Motto Unter dem Krummstab ist gut leben während dieses Streits Partei für Halberstadt.

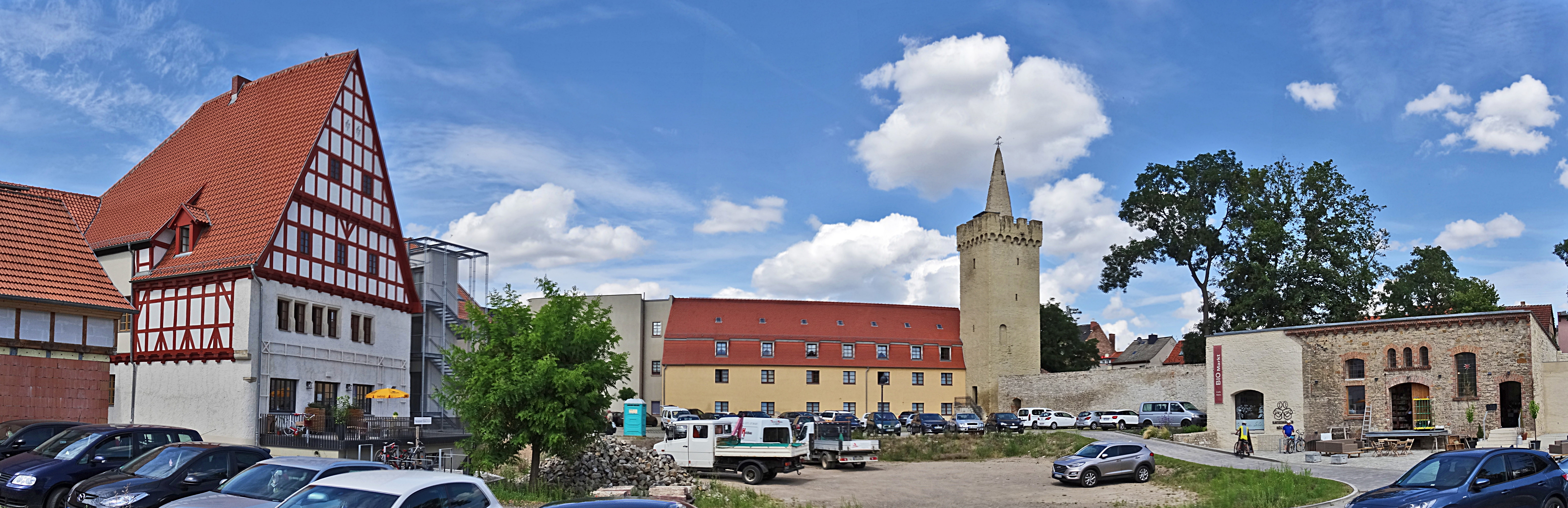
Rabenturm und Johannispromenade

1322 wurden die Arbeiten zur Errichtung der Stadtbefestigungsanlage begonnen, nachdem Elisabeth, die Witwe des letzten Aschersleber Grafen, die Erlaubnis dazu erteilt hatte. Im Jahre 1325 wurde die Lateinschule von Aschersleben (heute Stephaneum) erstmals erwähnt. 1326 schloss sich die Stadt mit Halberstadt und Quedlinburg zum Halberstädter Dreistädtebund zusammen, der ununterbrochen bis 1477 andauern sollte. 1380 wurde der Bau des Johannisturms begonnen. Wegen Geldnot sollte über Aschersleben das Interdikt verhängt werden. Papst Benedikt XIII. verbot dies 1401.
1406 begann der Bau der Stephanikirche, der bis zum Jahre 1507 dauerte. 1415 trat die Pest zum ersten Mal in Aschersleben auf. 1426 trat Aschersleben der Hanse bei. 70 Rheinische Goldgulden wurden für die Aufnahme in das Städtebündnis bezahlt. Diese Mitgliedschaft dauerte bis 1518. 1428 erhielt die Stadt das Schultheißenamt und 1443 Burg und Vogtei. Damit war sie eine freie Reichsstadt mit einem verbrieften Territorium und einer eigenen Verwaltung, die Steuern und Zölle erheben durfte.
Zwischen 1440 und 1470 wurden große Teile der Stadtbefestigung fertiggestellt. Hierfür fand vor allem auch Baumaterial der alten Stadtburg Wiederverwendung. Nach Fertigstellung hatte die Stadtmauer eine Länge von 2,3 km, eine Höhe von acht Metern und eine Stärke von 0,8 bis zu einem Meter. Wohlhabende Bürger hatten einige Stadttürme sogar privat finanziert und mussten bei Gefahr diese auch besetzen, auch unter Einsatz des eigenen Lebens. Von 1507 bis 1583 erfolgte der Bau des Rondells.

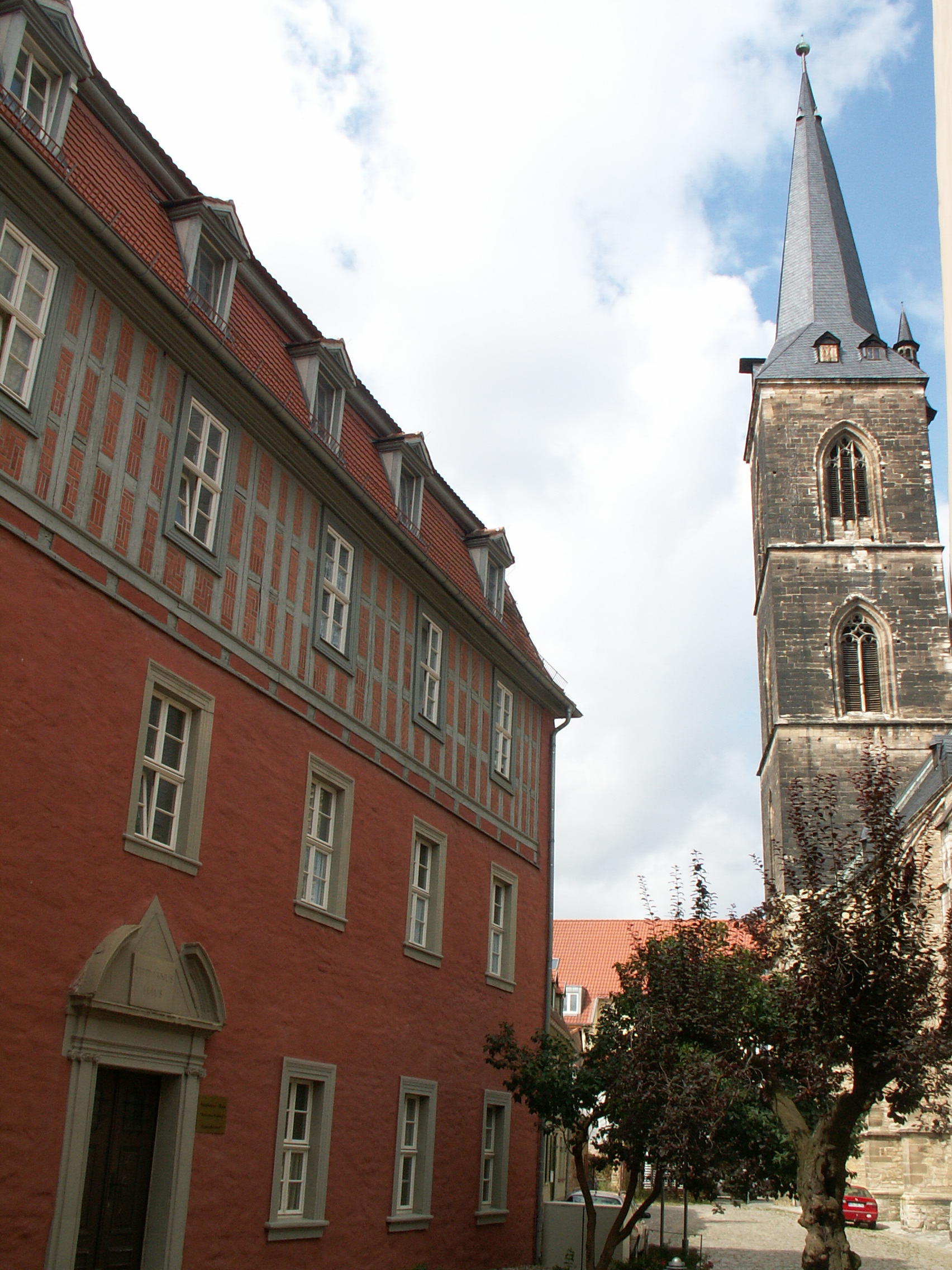
Ehemalige Lateinschule

Bis zur Reformation befand sich innerhalb der Mauern der Stadt das Kloster der Barfüßer-Bettelmönche vom Franziskanerorden, von dem noch heute die sehr gut erhaltene Marktkirche übrig ist. Des Weiteren befand sich das Zisterzienser-Nonnenkloster St. Marien kurz vor den Mauern der Stadt in der Liebenwahnschen Vorstadt. Die Einwohner der Stadt waren überwiegend kirchentreu, so wurden auch hier im Jahre 1454 Ketzer auf dem Scheiterhaufen verbrannt. Aber auch in Aschersleben regte sich Protest gegen die Praktiken der Kirche beim Eintreiben des Ablasses. Nachdem Martin Luther seine 95 Thesen zu Wittenberg an die Schlosskirche geschlagen hatte, dauerte es nicht lange, bis auch im Hochstift Halberstadt, zu dem Aschersleben gehörte, die Lehre Luthers Einzug hielt. Ausgangspunkt der Reformation in Aschersleben war die 1325 gegründete Lateinschule an der Stephanikirche.
Dass Thomas Müntzer an dieser Lateinschule Hilfslehrer oder Hilfsgeistlicher (lateinisch: Collaborator) gewesen sein soll, belegt kein Dokument. Einzig seine durch Folter erpresste Aussage am 16. Mai 1525 ist ein Hinweis auf seinen Aufenthalt in der Stadt: Zu Aschersleben und Halla do habe er in der jugent, als er collaborator gewest, auch eyn verbuntus gemacht. Dar innen seyn/ Peter Blinde zu Aschersleben…. Nachweislich ist sein Wirken als Propst an der Stiftskirche zu Frose bei Aschersleben. Im Jahre 1524 begann der Rektor der Lateinschule Petrus Lenz, ohne Erlaubnis das Evangelium im Geiste Luthers zu lehren. Die Mehrheit der Bevölkerung Ascherslebens wandte sich dem neuen Glauben zu und blieb den Gottesdiensten in der katholischen St. Stephanikirche fern.
Als im Jahre 1525 der Deutsche Bauernkrieg begann, kam es in einigen Städten und Dörfern der Gegend zu Aktionen der Bauern, wobei die Stadt Aschersleben die Gelegenheit für eigene Vorteile nutzte. Die Aktionen waren vor allem gegen die zwei in Aschersleben beheimateten Klöster und deren Grundbesitz in verschiedenen Dörfern gerichtet. Kurz bevor Anfang Mai 1525 die Bewegung Aschersleben erfasste, räumten die Franziskaner das Kloster am Markt und zogen nach Zerbst. Die Nonnen des Marienklosters blieben zunächst jedoch, trotz Warnungen der Stadt, in ihrem Kloster. Nachdem aber immer mehr Klöster der Umgebung geplündert wurden, zogen die Nonnen in das verlassene Franziskanerkloster. Der Rat der Stadt forderte für den Schutz der Nonnen die Abtretung sämtlicher Klostergüter und das Patronat für die Stephanikirche. Die Äbtissin lieferte sämtlichen Besitz ab, so auch das Klosterarchiv mit allen Privilegien und Besitzakten. Kurz darauf plünderte ein Haufen aufständischer Bauern gemeinsam mit Teilen der armen Landbevölkerung das Kloster und verwüsteten es. Die Stadt verhinderte die völlige Zerstörung des Klosters nicht, kam man doch somit dem Ziel näher, die katholische Kirche völlig aus der Stadt zu drängen und mehr Unabhängigkeit vom Bischof in Halberstadt zu erlangen. Dieser verhängte am 30. September 1525 eine Geldstrafe an die Stadt in Höhe von 6000 Gulden sowie eine weitere Zahlung von 600 Gulden an die Nonnen. Am 18. Oktober des Jahres berief man mit dem bereits erwähnten Prediger Petrus Lenz zum Amt des ersten Pfarrers der Kirche. Dies war ein erster Erfolg für die Reformation in Aschersleben.
Nach der Niederschlagung des Bauernaufstandes und der Hinrichtung der Führer dauerte es bis zum Jahre 1541, ehe sich die Reformation im Hochstift Halberstadt endgültig durchgesetzt hatte. Zum Jahreswechsel 1541/42 wurden in Aschersleben die beiden katholischen Kaplane der Stephanikirche durch zwei evangelische Pastoren besetzt.
Wie überall in Europa grassierte die Pest in dieser Zeit auch in Aschersleben. 1528 und 1566 kam es zu erneuten Pestepidemien. 1566 starben dabei etwa 1400 Menschen. Die Krankheit grassierte nochmals 1625, diesmal mit fast 2800 Todesopfern.

### Vom Dreißigjährigen Krieg bis zum 19.Jahrhundert

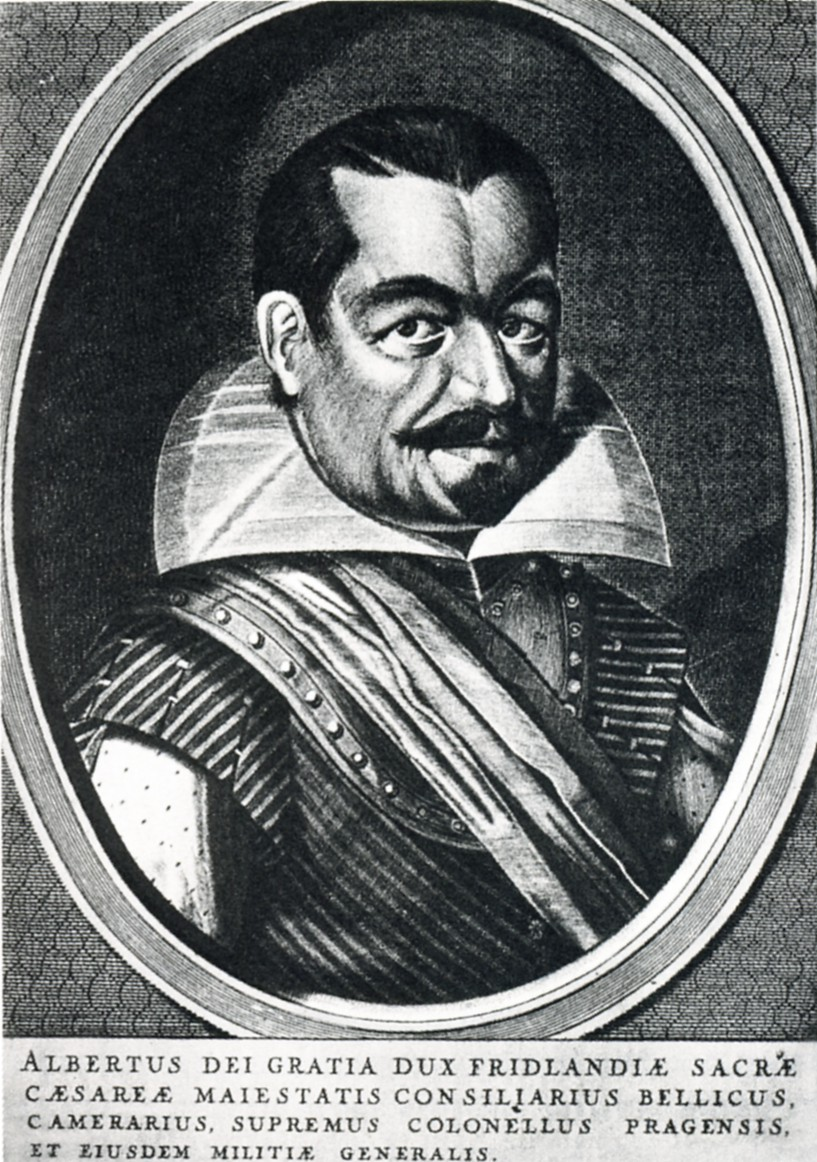
Wallenstein als Herzog von Friedland, kaiserlicher Kriegsrat und Kämmerer, Obrist von Prag und General, im Alter von etwa 40 Jahren auf einem Kupferstich von Hendrik Hondius, um 1625

Nachdem im Mai 1618 mit dem zweiten Prager Fenstersturz der Dreißigjährige Krieg ausgelöst worden war, quartierten sich am 7. August desselben Jahres die ersten Truppen unter Graf Otto von der Lippe in der Stadt ein. Es folgten bis 1623 einige Auseinandersetzungen mit diversen brandschatzenden Truppen innerhalb und vor den Mauern der Stadt.
Vom 30. Dezember 1625 bis zum 4. Januar 1626 weilte General Wallenstein erstmals in Aschersleben. Er schlug hier für einige Zeit sein Hauptquartier im Krukmannschen Haus am Markt auf. Bereits im Januar 1626 hatten Wallensteins Truppen starke Positionen an der Mittelelbe bezogen. Zwei Regimenter unter Aldringen und Collalto waren in Anhalt eingerückt und hatten Dessau und die Elbbrücke bei Roßlau besetzt, die mit starken Befestigungen versehen wurde. Wallenstein selbst verblieb in seinem Hauptquartier in Aschersleben und leitete die Werbungen, die ihm vom Kaiser genehmigt worden waren, um die Größe des Heeres auf 60.000 Mann zu verdoppeln. Auch vor und nach der Schlacht an der Dessauer Brücke bezog Wallenstein sein Quartier in Aschersleben. Es folgten noch weitere Aufenthalte bis zum Jahre 1630.
Im Sommer 1630 lagen die Truppen der Generäle Heinrich von Holk und Bruni und im Oktober der österreichische General Montecuculi mitsamt ihren Truppen in der Stadt. Anfang 1631 trafen erstmals kaiserliche Truppen ein. Kurz nachdem er Magdeburg erobert und verwüstet hatte (Magdeburger Hochzeit), gelangte am 26. Mai 1631 erstmals Tilly nach Aschersleben. Zusammen mit Pappenheim zog er zunächst weiter nach Staßfurt. Nach der gegen den Schwedenkönig Gustav II. Adolf erlittenen Niederlage in der Schlacht bei Breitenfeld kamen die geschlagenen Tilly und Pappenheim zurück nach Aschersleben und nahmen hier für einige Zeit Quartier.
1632 kam das Hochstift Halberstadt und somit auch Aschersleben unter schwedische Herrschaft. Das Bistum Halberstadt mit Aschersleben kam im Mai 1635 als Folge des Prager Friedens an Sachsen. Die Stadt wurde in den folgenden Jahren mehrmals von schwedischen und kaiserlichen Truppen geplündert.
1636 wurde die Margarethenkirche von den Schweden ausgeplündert und verwüstet. 1641 verließ der schwedische Kommandant Hermann die Stadt und abermals kamen die Kaiserlichen. 1642 weilte Erzherzog Leopold Wilhelm von Österreich für einige Zeit in der Stadt. Unter dem Grafen Königsmarck bestürmten schwedische Vortruppen im November 1642 die Tore und erlangten abermals die Vorherrschaft über die Stadt.
Im Jahr 1643 kam es zu heftigen Kämpfen zwischen den schwedischen und kaiserlichen Truppen in der Gegend um Aschersleben. Im Juni war Aschersleben so stark unter kaiserlicher Bedrohung, dass sich die Schweden entschlossen, die aus über 400 Häusern bestehende Vorstadt, abzureißen. 1644 wurde der ständige Verteidigungszustand der Stadt von den Schweden ausgerufen. Es erfolgte die Verstärkung der Stadtbefestigung sowie die Bewässerung der Stadtgräben. Abgerissen wurden das Elisabeth- und das St.-Johannis-Hospital. 1646 gab es wiederum zahlreiche Streifzüge plündernder Soldaten durch die Stadt.
Mit dem Westfälischen Frieden von 1648 fiel Aschersleben als Teil des Hochstifts Halberstadt an Brandenburg. Trotz zahlreicher Versuche der anhaltischen Fürsten, Ansprüche auf Aschersleben geltend zu machen, blieb eine der ersten Grafschaften Anhalts für das Haus Anhalt verloren.

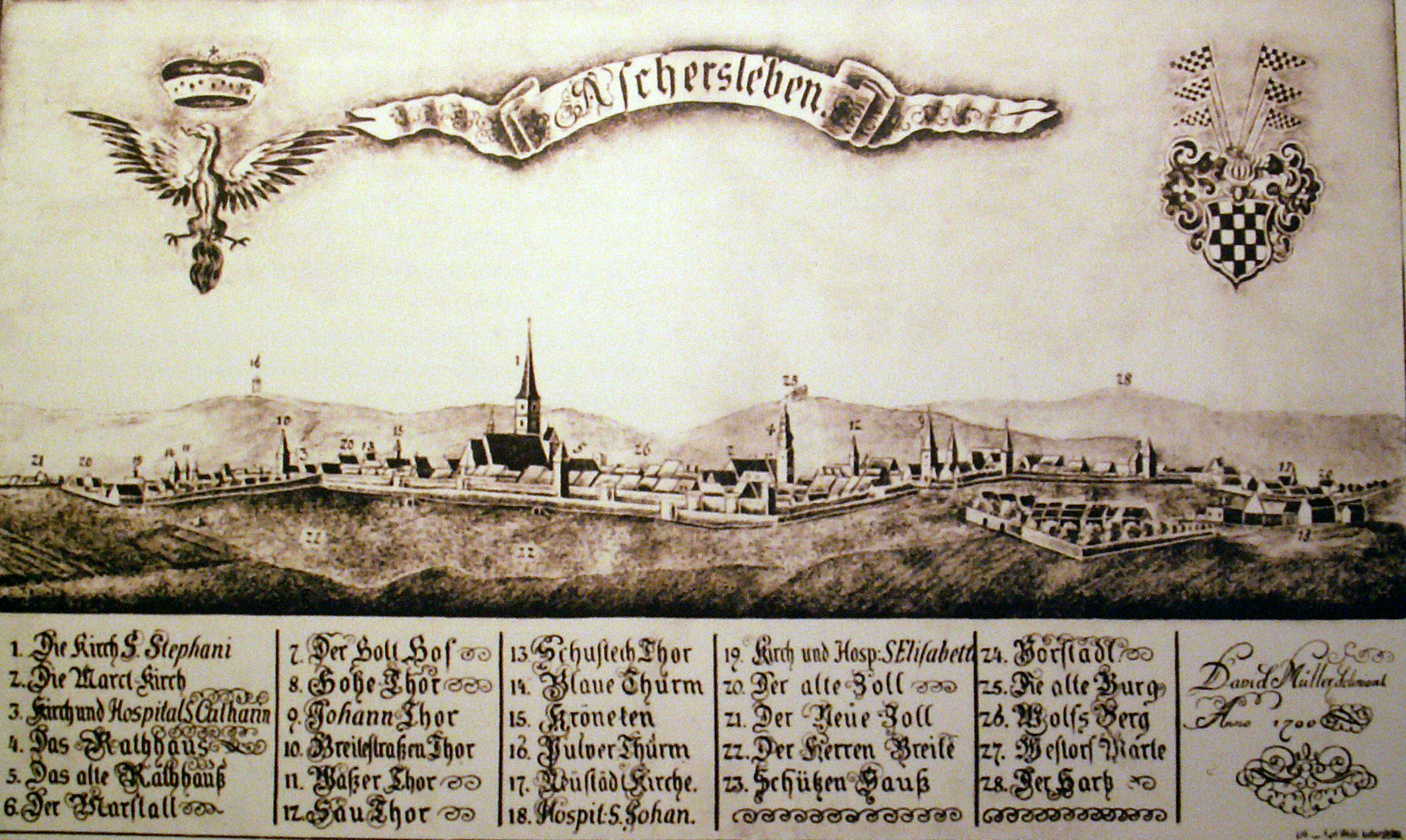
Aschersleben um 1700, Darstellung von David Müller

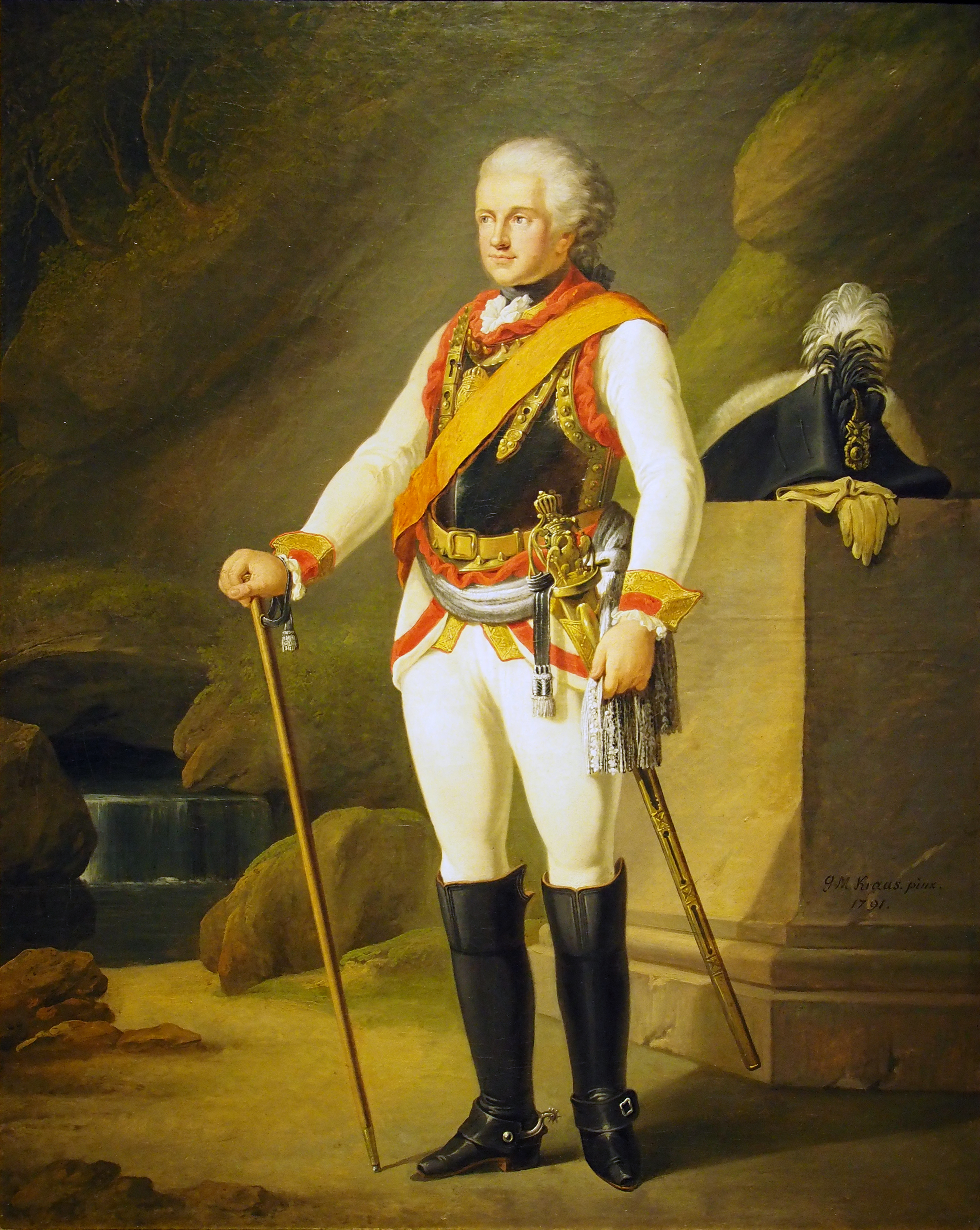
Herzog Carl August von Sachsen-Weimar-Eisenach (1757–1828) in der Uniform der Ascherslebener Kürassiere, 1791, Gemälde von Georg Melchior Kraus

1698 besuchte Zar Peter der Große, auf der Rückreise von Holland kommend, die Stadt. Zur Weiterbeförderung mussten von der Stadt 28 vierspännige Wagen gestellt werden, weitere 24 von den umliegenden Dörfern. Am 29. Mai 1698 weilte der Zar ein weiteres Mal in der Stadt, diesmal mit eigenen 50 Pferden als Vorgespann. Im Jahre 1717 kam er zum dritten und letzten Male in Aschersleben an, als er sich auf der Durchreise von Bernburg nach Halberstadt befand.
1722 wurde Aschersleben zur Garnisonsstadt. Das preußische Kürassierregiment Nr. 6, welches damals nach seinem Inhaber General Gustav von Anhalt-Dessau als das Prinz-Gustavsche Kavallerieregiment bezeichnet wurde, zog am 1. Mai 1722 hier ein.
Während des Siebenjährigen Krieges tauchten 1757 französischen Truppen vor den Toren der Stadt auf, wurden hier aber nicht in kriegerische Handlungen verwickelt. Im Oktober 1760 war die Stadt für einige Tage fest in französischer Hand und konnte sich nur durch Zahlung von 23.000 Talern, die Übergabe von Dutzenden Pferden, sowie zeitweiliger Einquartierung und Beköstigung der Franzosen vor Brandschatzung und Plünderung schützen.
Im Januar 1778 gründete sich in der Stadt die Freimaurerloge Zu den Drei Kleeblättern, deren Tempel noch heute im städtischen Museum zu besichtigen ist.
Dreimal rückte das ansässige 6. preußische Kürassierregiment unter Friedrich Wilhelm II. aus, beispielsweise 1792 beim Feldzug in der Champagne. Der Chef des Regiments war seit 1794 Herzog Carl August von Weimar im Range eines Generalleutnants. Auch Johann Wolfgang von Goethe weilte in dieser Zeit mehrmals mit seinem fürstlichen Freund in Aschersleben, so in den Jahren 1789, 1792 und 1798. Beide bewohnten das Gebäude der Regimentskommandantur am Tie 29, Ecke Hohe Straße, wo noch heute eine Gedenkplatte daran erinnert. Der romantische Dichter Friedrich de la Motte Fouqué war von 1794 bis 1802 als Kadett und später als Leutnant Angehöriger des Kürassierregiments und bewohnte während seiner Aufenthalte das Gebäude des Lederer-Bräustübls. Bei einem Ritt durchs Einetal soll er die Bilder für sein Märchen Undine „erhalten“ haben, das durch E. T. A. Hoffmann und Albert Lortzings Oper (1845) weithin bekannt wurde. In seiner Autobiographischen Lebensgeschichte beschreibt Fouqué die Stadt und seine damaligen Gedanken über die Stadt ausführlich.

„Der heitre Eindruck, welchen Aschersleben im vergangnen Jahr auf den jungen Kriegsmann bei seinem Aufbruch in's Feld gemacht hatte, bestätigte sich bei seiner Rückkehr nun auf das anmuthigste. In der nicht unansehnlichen Stadt regte sich ein geistig wissenschaftliches und fröhliches Leben, und wir aus dem Felde Heimkehrenden brachten Empfänglichkeit dafür mit und frische Lebenlust“

### 19. Jahrhundert bis 1945

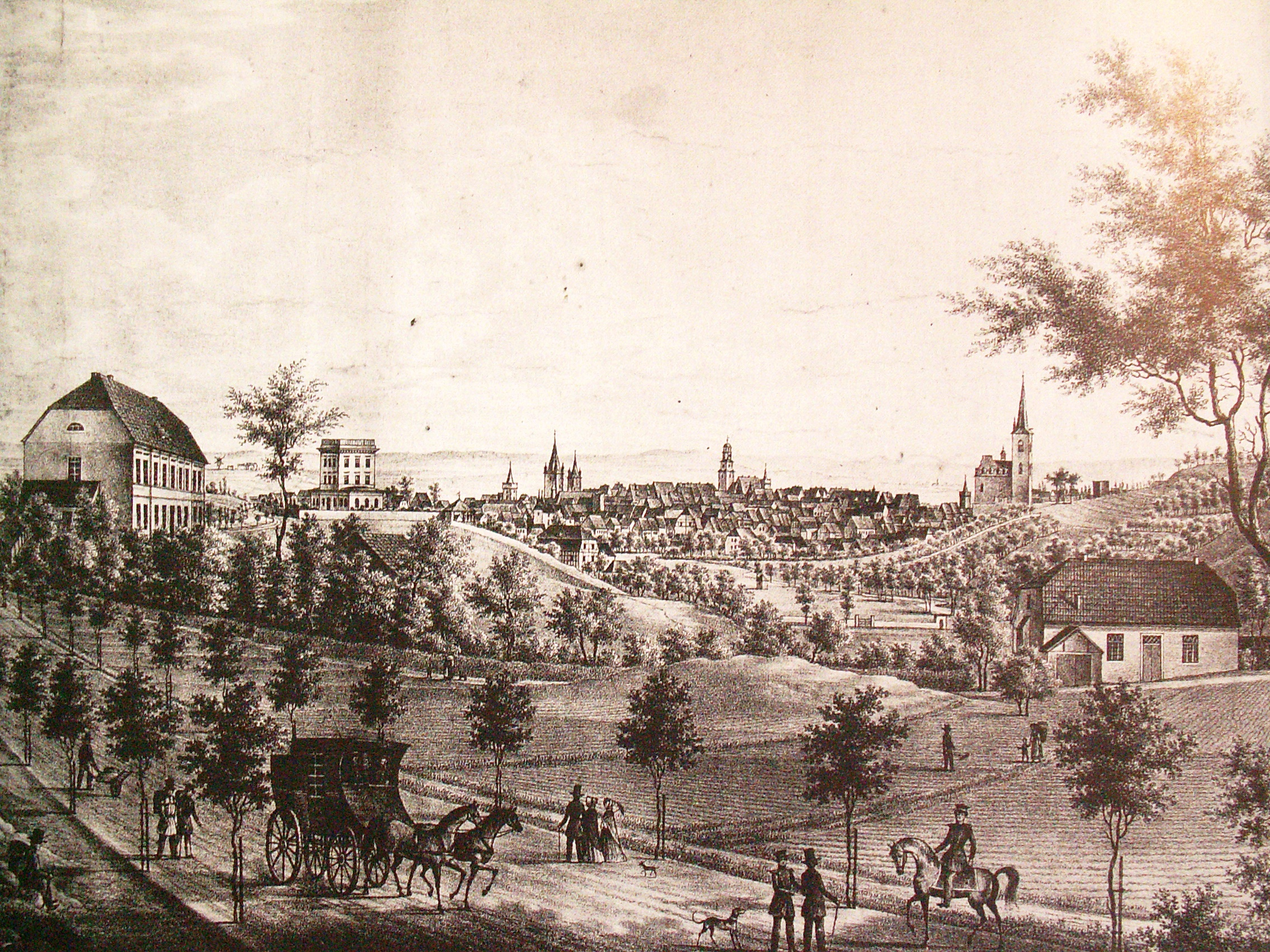
Aschersleben von Westen um 1850

Am 26. August 1803 hatte die Stadt hohen Besuch vom damaligen König von Schweden, Gustav IV. Adolf, mit seiner Gattin und deren Gefolge.
Nach dem Zusammenbruch Preußens in der Schlacht bei Jena im Zuge der Napoleonischen Kriege, trafen am 15. Oktober 1806 viele, teils verwundete, preußische und sächsische Flüchtlinge in der Stadt ein, die weiter nach Magdeburg zogen, wo sie sich zu sammeln hatten. Am 20. Oktober rückte dann von Mehringen her das über 20.000 Mann starke französische Armeekorps des Marschalls Bernadotte in die Stadt ein und bezog Lager am Seegraben. Diese Truppen forderten Tribut von der Stadt und erhielten auch mehr als 4360 Taler Gold. Das daraufhin durch die Offiziere ausgesprochene Verbot der Plünderung des Stadtgebiets umgehend, plünderten dutzende Franzosen jedoch die Vorstädte, einschließlich der Mühlen vor der Stadt, bis auf die Grundmauern. Am 22. November zog das französische Korps in Richtung Bernburg ab.

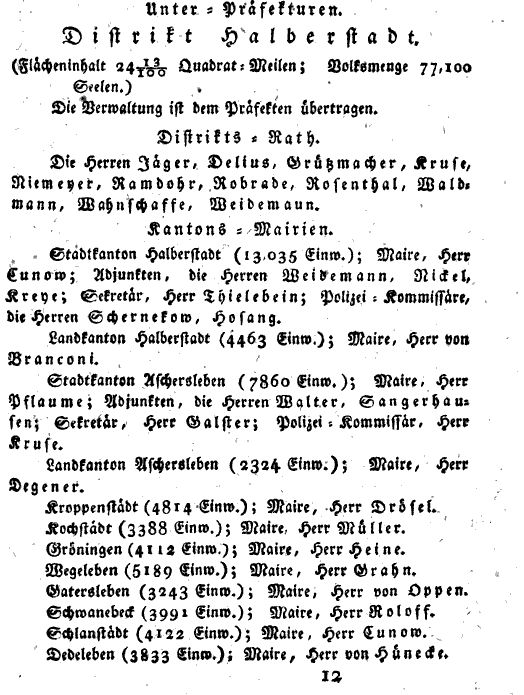
Westfälische Verwaltung von Aschersleben, westfälisches Staatshandbuch 1811

Durch den Frieden von Tilsit fiel Aschersleben ab 9. Juli 1807 dem französischen Satellitenstaat Königreich Westphalen zu und gehörte nunmehr zum Distrikt Halberstadt im Département de la Saale. An die Spitze der Stadt trat ein Maire. Der code civil, französisches Münzrecht und Gerichtsordnung galten nun auch für Aschersleben. Des Weiteren wurden die Gilden und Zünfte aufgehoben. Im März 1808 wurde in Aschersleben das 1. Westphälische Kürassierregiment errichtet. Dieses verließ die Stadt jedoch schon bald, und es rückten Husaren hier ein, die bis März 1809 blieben. Vom Februar 1809 bis April des Jahres lagerte zudem ein französisches Chasseurregiment in der Stadt.
Anfang Mai 1809 erschienen zwei Tage lang einige Husaren der Freischar des preußischen Majors von Schill. Im Laufe des Sommers sah Aschersleben dann verschiedene holländische Regimenter, westphälische Jäger, Infanterie- und Kavallerieabteilungen und 400 Mann polnischer Truppen. Ab 1. Mai 1809 und später ab Februar 1810 nahm das 1. Westphälische Kürassierregiment erneut Garnison in Aschersleben. Im Januar 1810 sowie ab April 1811 stand auch das 2. Westphälische Husarenregiment in der Stadt. Als Napoleons Truppen zum Russlandfeldzug 1812 aufbrachen, erlebte Aschersleben den Durchmarsch weiterer Truppen der westphälischen und französischen Armee. Auch etwa 900 Aschersleber Bürger mussten an dem Feldzug teilnehmen, und von diesen kamen nur 40 lebend zurück.
Im März 1813 sammelte sich um Quedlinburg eine französische Armee unter dem Vizekönig von Italien, Eugène de Beauharnais, dem Stiefsohn Napoleons. Vom 12. bis zum 15. April war dieser mit seinem Generalstab in Aschersleben einquartiert. Der König von Westphalen, Jérôme Bonaparte, Bruder Napoléons, weilte am 21. Juni 1813 eine Stunde in Aschersleben, wobei kurz nach seiner Durchfahrt durch das Hohe Tor Teile des Turmes einstürzten. Nach der Völkerschlacht bei Leipzig und dem endgültigen Abzug der Franzosen wurde Aschersleben am 4. November 1813 wieder preußisch. Am 19. November erteilte der preußische König Friedrich Wilhelm III. die Erlaubnis, ein freiwilliges Husarenregiment mit Garnison in Aschersleben zu bilden, das später zum Husarenregiment Nr. 10 wurde.

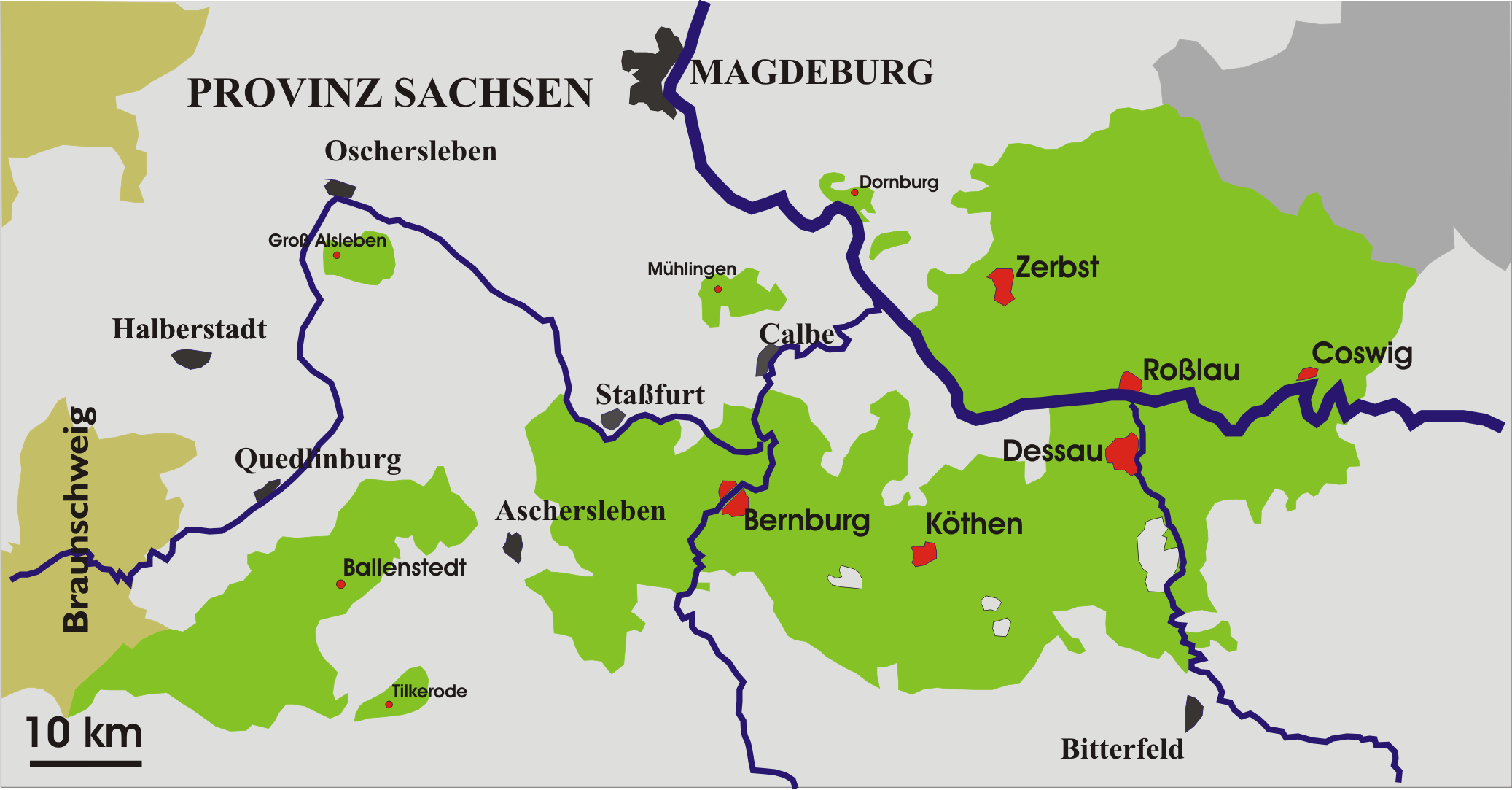
Anhalt 1863–1942

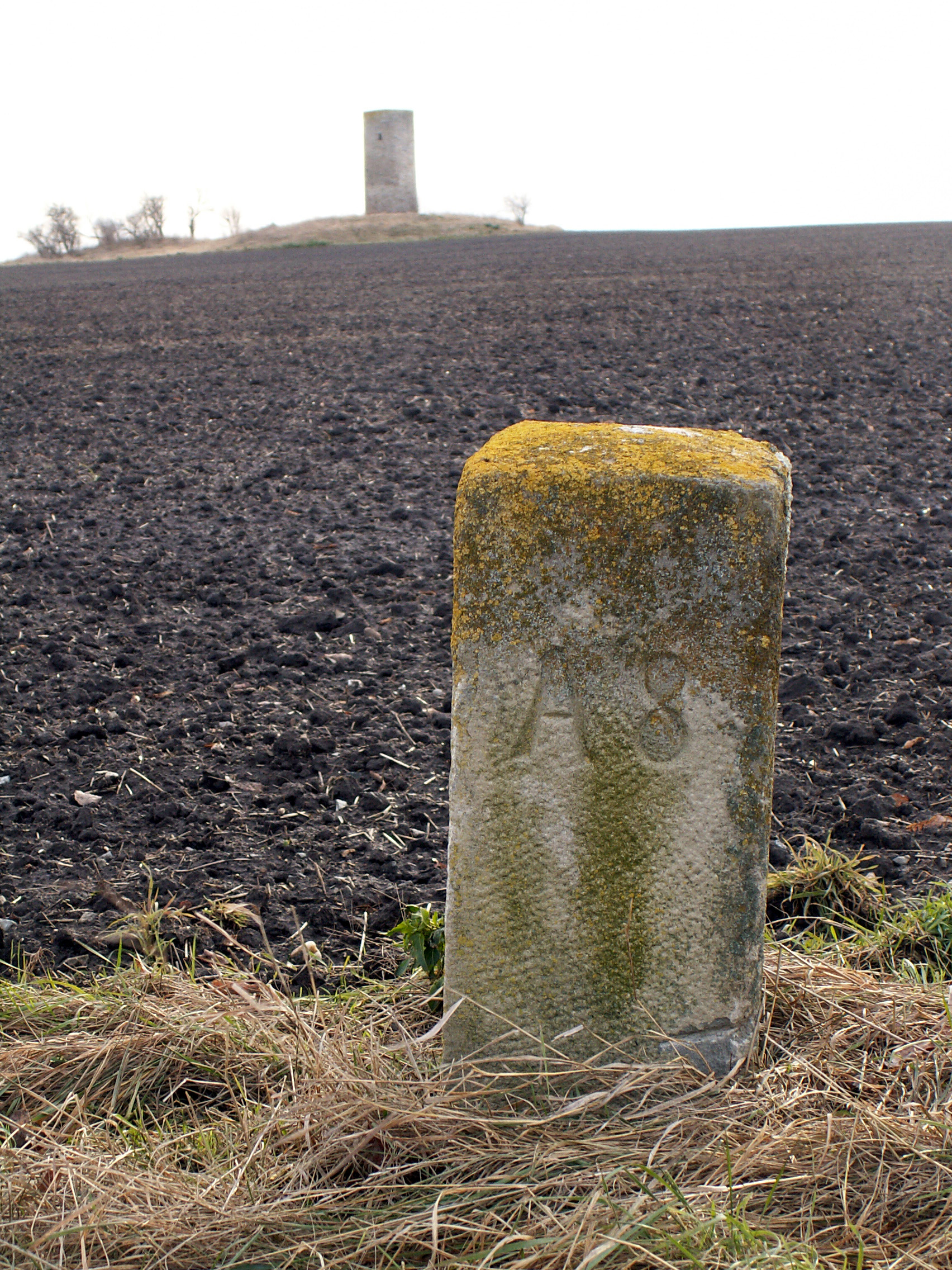
Grenzstein zwischen Preußen und Anhalt an der Staßfurter Warte

Nach dem Wiener Kongress 1815 wurde Aschersleben der neu geschaffenen preußischen Provinz Sachsen zugeordnet. Die Stadt lag weiterhin im preußischen Korridor zwischen den beiden anhaltischen Landesteilen, sodass bis 1834, dem Jahr des Beitritts Preußens und Anhalts zum Deutschen Zollverein, der Schmuggel in und um Aschersleben herum blühte. In Aschersleben bestand ein Land- und Stadtgericht. Im Zuge der Neuordnung des Justizwesens im Königreich Preußen war es seit 1849 eine Gerichtsdeputation des Kreisgerichtes Quedlinburg. Ab 1879 war es ein Amtsgericht im Bezirk des Landgerichtes Halberstadt.

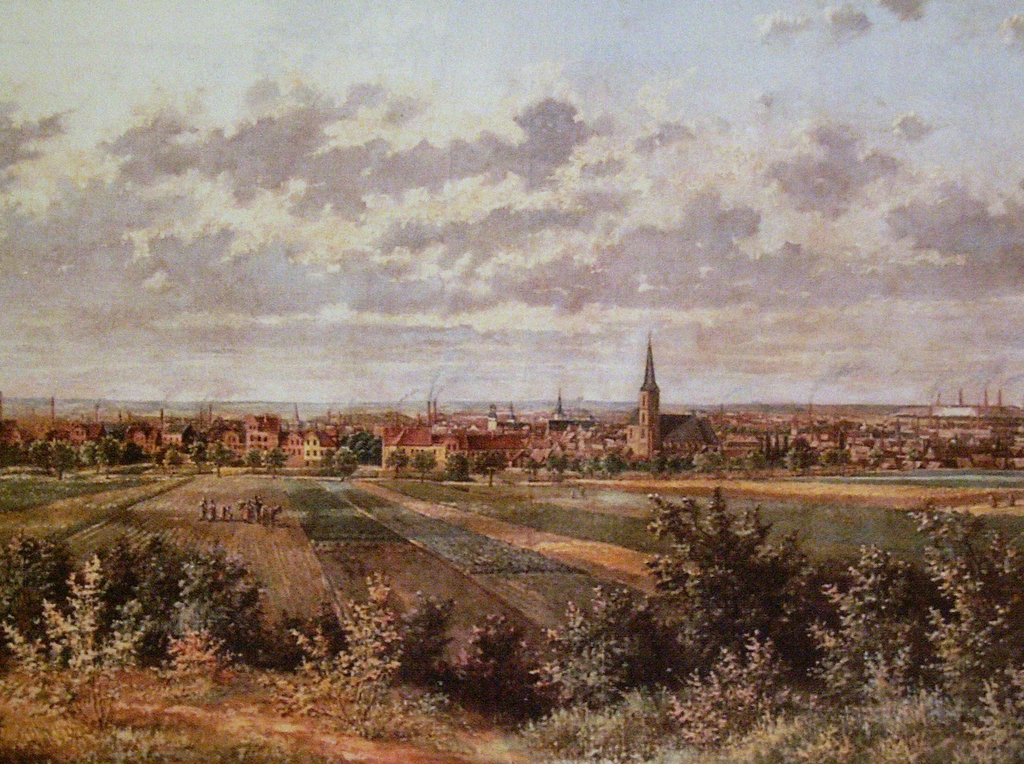
Aschersleben von Süden um 1902

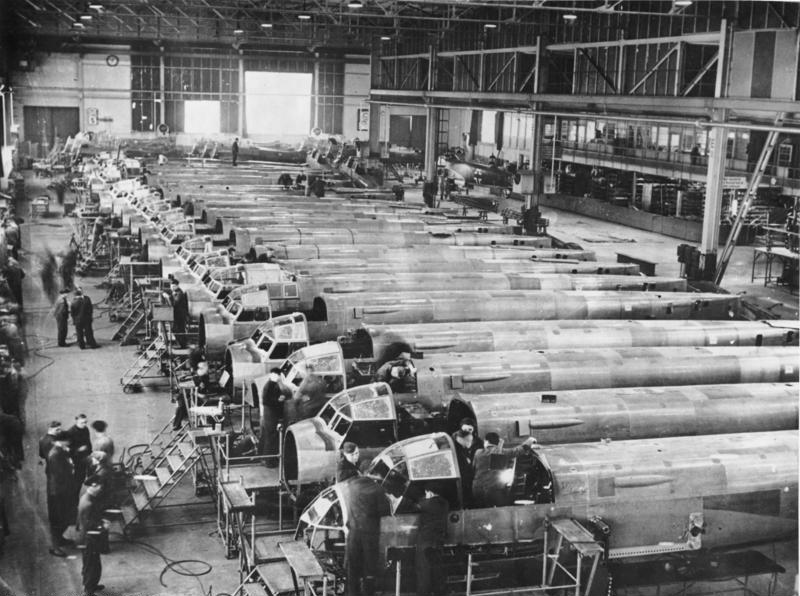
Serienbau von Ju-88-Flugzeugrümpfen im Junkers-Werk Aschersleben

1850 wütete die Cholera erstmals in Aschersleben, an deren Folgen 164 Menschen starben.
1865 wurde die Stadt an das Eisenbahnnetz angeschlossen (Bahnstrecke von Dessau nach Halberstadt), was zu einem raschen industriellen Aufschwung führte. Industriezweige wie Zuckerrübenverarbeitung, Kali- und Salzabbau, Papierindustrie und Maschinenbau siedelten sich in der Stadt an, vor allem nach der Gründung des Deutschen Reiches 1871.
Am 25. Juli 1870 rückte das hiesige Husarenregiment zur Teilnahme am Deutsch-Französischen Krieg aus. Im Herbst 1870 kamen die ersten 500 französischen Kriegsgefangenen nach Aschersleben. Deren Anzahl erhöhte sich im Laufe des Krieges auf 1500. Am 18. April 1871 verließ der erste Teil der Franzosen die Stadt, die letzten französischen Offiziere durften am 11. Juni die Stadt verlassen. Am 30. Juni 1871 traf das hiesige Husarenregiment wieder ein.
Im Jahre 1884 endete vorläufig die Zeit als Garnisonsstandort, denn das hiesige Husarenregiment Nr. 10 wurde nach Stendal verlegt.
Die bauliche Entwicklung der Stadt setzte sich, wie überall im Kaiserreich, mit der fortschreitenden Industrialisierung weiter fort. Besonders die Kaliindustrie nahm in Aschersleben mit der Inbetriebnahme von insgesamt sieben Schächten außerhalb der Stadt eine rasante Entwicklung. 1890 wurde in Aschersleben erstmals Majoran angebaut und verarbeitet. 1906 wurde das erste Majoranwerk gegründet; die Tradition des Anbaus von Majoran wird bis heute von der Firma Mawea fortgeführt.
1905 trat die Stadt dem Deutschen Städtetag bei, und von 1901 bis 1948 war Aschersleben kreisfreie Stadt.
In den frühen Jahren des 20. Jahrhunderts wurden viele Sportvereine gegründet, die auch entsprechende Sportstätten benötigten. Neu angelegt wurden 1902 Sportplätze unter der Alten Burg, 1903 ein Freibad sowie im Jahre 1906 das erste Hallenbad der Provinz Sachsen in der Schillerstraße.
Im Ersten Weltkrieg war in der Eisenbahnmeisterei von Aschersleben eine Außenstelle des Kriegsgefangenenlagers Quedlinburg eingerichtet. Am 4. August 1914 fuhr der erste Mobilmachungszug mit 600 Reservisten und Freiwilligen an die Westfront. Insgesamt sind etwa 1000 Männer aus Aschersleben im Ersten Weltkrieg gefallen, 513 Aschersleber Bürger gerieten in feindliche Gefangenschaft. Zahlreiche Turnhallen wurden während des Krieges zu Lazaretten umfunktioniert, sogar das Bestehornhaus diente als Lazarett.
Bei der Machtergreifung der Nationalsozialisten errang die NSDAP in Aschersleben 42,5 % der Stimmen. Im Rahmen der Aufrüstung der Wehrmacht wurden in Aschersleben in den folgenden Jahren Betriebe der Rüstungsindustrie angesiedelt. So entstand ab Ende 1934 die Heeresmunitionsanstalt (MUNA) an der Wilslebener Straße. Auf dem Gelände der ehemaligen Ascherslebener Maschinenbau AG (AMA) baute Junkers an der heutigen Walter-Kersten-Straße ein neues Zweigwerk, das im Mai 1935 den Betrieb aufnahm und später als Hauptzulieferer Rümpfe für Ju 88-Flugzeuge baute, die im Werk Bernburg (Strenzfeld) endmontiert wurden. Im November 1937 wurde die neue Kaserne der Flakartillerie an der Güstener Straße im Nordosten der Stadt bezogen. In der Nähe der Rüstungsbetriebe befand sich von Juli 1944 bis April 1945 eine Außenstelle des KZ Buchenwald mit dem Codenamen „AL“. Mehrere in der Stadt verteilte kleinere Barackenkomplexe dienten außerdem den Häftlingen als Unterkunft. Bei den Junkers Flugzeug- und Motorenwerken leisteten etwa 450 Männer und 500 Frauen – zum überwiegenden Teil Jüdinnen – im Rahmen des „Jägernotprogramms“ Zwangsarbeit. Kurz vor Ende des Krieges im April 1945 mussten sie sich auf einen mehrtägigen Todesmarsch in Richtung Torgau-Mühlberg begeben.
Im Luftkrieg gegen Deutschland wurden erstmals am 1. September 1940 von Maschinen der britischen Royal Air Force Bomben auf Aschersleben abgeworfen. Anfang 1944 wurden die beiden Rüstungsbetriebe des Öfteren von Verbänden der US Army Air Forces angegriffen, so beispielsweise am 22. Februar 1944 und am 29. Juni 1944. Am 31. März 1945 erlitt die Stadt einen weiteren schweren Angriff auf den Bahnhof und die Johannisvorstadt. Dabei starben allein 82 Menschen. Am 12. April 1945 hatte der Oberbürgermeister die Stadt verlassen. Zur Verstärkung des Volkssturms und der Hitlerjugend waren eine Fallschirmjägerersatzabteilung und Teile der Infanterie-Division Potsdam in der Stadt zurückgeblieben. Am Vormittag des 17. April 1945 rückten die ersten Einheiten der US-Armee von Osten her in die Stadt. Der letzte Widerstand der Verteidiger wurde dann relativ schnell am 18. April gebrochen. Schließlich verhinderte der amerikanische Major Harlan W. Newell, heute Ehrenbürger der Stadt, die völlige Zerstörung durch einen Bombenangriff. Später kamen für fünf Wochen britische Truppen in die Stadt und schließlich war ab 1. Juli 1945 die Rote Armee für die Stadt zuständig.
Als Angehörige der Wehrmacht fanden 1200 Bürger der Stadt den Tod, 250 zivile Opfer forderten die Bombenangriffe. Unter den ausländischen Zwangsarbeitern gab es circa 200 Tote durch die Luftangriffe. 352 Wohnungen wurden zerstört.

### Seit 1945 bis zur Gegenwart
Nachdem die Rote Armee die Zuständigkeit für Aschersleben entsprechend der Erklärung von Jalta ab dem 1. Juli 1945 übernommen hatte, wurde den Einwohnern der sowjetischen Besatzungszone per Dekret erlaubt, Parteien und Gewerkschaften zu gründen. So wurden auch hier Ortsgruppen der KPD, SPD und LDPD sowie des FDGB und des Kulturbundes gegründet.
In den Jahren 1946/47 mussten etwa 15.000 Vertriebene vorwiegend aus Schlesien und dem Sudetenland aufgenommen werden. Die Einwohnerzahl stieg von etwa 30.000 vor dem Zweiten Weltkrieg auf etwa 45.000. Anfang 1947 wurde die Stadt durch ein gewaltiges Hochwasser heimgesucht. Durch plötzlich einsetzende Schnee- und Eisschmelze im Harz trat die Eine über die Ufer und überflutete tagelang vor allem den Süden der Stadt.
Auf dem Industriegelände der ehemaligen Ascherslebener Maschinenbau AG (AMA) entstand ab 1951 die Werkzeugmaschinenfabrik (WEMA). Sie wurde zum größten Arbeitgeber der Stadt und produziert heute unter dem Namen Schiess AG. Des Weiteren entwickelte sich als Nachfolgebetrieb der Fa. Bestehorn der VEB OPTIMA zu einem führenden Unternehmen der Verpackungsmittelindustrie in der DDR. Der VEB Optima Aschersleben war bis 1990 Teil des VEB Kombinat Verpackung Leipzig.
Mit den Kreisreformen in der DDR wurde am 1. September 1952 der Kreis Aschersleben gegründet, und Aschersleben wurde Kreisstadt. Der Kreis gehörte bis 1990 zum Bezirk Halle.
Am 17. Juni 1953 gab es auch in den großen Betrieben der Stadt Arbeitsniederlegungen und Streiks, daraufhin rückten Truppen der Sowjetarmee in die Stadt ein und verhängten eine befristete Ausgangssperre über die Stadt.
Der akute Wohnungsmangel in der Stadt führte ab Mitte der 1950er Jahre zum Bau neuer Wohngebiete und Stadtteile. Kultureller Höhepunkt dieser Zeit waren die Feiern zum 1200-jährigen Stadtjubiläum im Jahre 1953. In den 1960er Jahren wurden große Neubaugebiete im Norden der Stadt in Plattenbauweise errichtet. Dazu baute man eigens ein Plattenwerk, das bis zum Ende der DDR existierte. Gleichzeitig blieb die Altstadt vernachlässigt. Ganze Straßenzüge wurden vor allem in den 1980er Jahren abgerissen. So verschwanden viele denkmalgeschützte Häuser von Alt-Aschersleben unwiederbringlich, so unter anderem das Geburtshaus des Schriftstellers und Diplomaten Adam Olearius.
Im Jahr 1956 wurden auf Bestreben des Generals Curtis LeMay, der 1945 als Chef der US-Luftwaffe die Abwürfe der Atombomben auf Hiroshima und Nagasaki befehligt hatte und ab dem Ende der 1940er Jahre offen einen nuklearen Präventivkrieg gegen den Ostblock empfahl, circa 1100 potentielle Ziele ausgewählt – deren westlichste in Erfurt und Aschersleben lagen. Die Zielkoordinaten einer Atombombe mit der Sprengkraft von 1200 Kilotonnen TNT befanden sich an der Eine nahe der heutigen Kindertagesstätte Pünktchen. Die im August 1945 über Nagasaki abgeworfene Atombombe hatte im Vergleich dazu nur ein Äquivalent von 20 Kilotonnen TNT.
Zu DDR-Zeiten gab es in Aschersleben einige Bildungsstätten mit überregionaler Bedeutung, darunter die ehemalige Offizierschule des MdI der DDR. Aus einer Liegenschaft einer Artilleriekaserne der Wehrmacht (1937–1945) wurde die Zentralschule der Deutschen Volkspolizei (1951–1958). Später im Jahr 1958 zog bis 1963 die mittlere Polizeischule ein, ab 1963 führte sie die Bezeichnungen Zentrale Lehranstalt des Ministeriums des Innern (MdI) der DDR (1963–1965), Fachschule des MdI (1965–1976) und Offiziersschule des MdI (1976–1990).
Insgesamt wurden bis 1989 sechs neue Schulen gebaut. Das Areal der Herrenbreite wurde Mitte der 1970er Jahre völlig neu gestaltet und 1973 wurde der Aschersleber Tierpark eröffnet. 1976 wurde ein Planetarium auf dem Gelände des Tierparks seiner Bestimmung übergeben.
Zur Zeit der Wende begannen auch in Aschersleben im Herbst 1989 im ganzen Stadtgebiet Demonstrationen und Dialog-Gespräche, mit den Bürgeraussprachen in der ehemaligen Stadthalle als Höhepunkt. Im November 1989 gründete sich nach rund 43 Jahren wieder die erste SPD-Ortsgruppe. Erste frei gewählte Bürgermeisterin der Stadt wurde Siegrid Tabbert von der CDU. 1990 wurde der Partnerschaftsvertrag mit der Stadt Peine unterzeichnet. Im Jahre 1994 wurden die Altkreise Staßfurt und Aschersleben zum neuen Landkreis Aschersleben-Staßfurt zusammengeführt.
Die 1250-Jahr-Feier der Stadt im Jahre 2003 wurde zu einem von Tausenden besuchten kulturellen Großereignis, das eine Woche lang dauerte. Den Höhepunkt der Feierlichkeiten stellte ein Festumzug dar, der die Geschichte der Stadt als Leitthema hatte.
2004 trug die Stadt unter dem Motto: Aschersleben – überraschend anders, den 8. Sachsen-Anhalt-Tag aus. Ursprünglich sollte dieser Sachsen-Anhalt-Tag bereits gemeinsam mit dem 1250-jährigen Jubiläum 2003 gefeiert werden, Aschersleben verzichtete aber zu Gunsten der Stadt Burg, die ihren Sachsen-Anhalt-Tag 2002 wegen des Elbhochwassers nicht veranstalten konnte, auf die Ausrichtung.
Seit 2005 nimmt Aschersleben an der Internationalen Bauausstellung 2010 teil. Diese hat die Problematik schrumpfender Städte und deren Zukunft zum Schwerpunktthema. Wegen der getätigten großen Anstrengungen beim Stadtumbau, in Kombination mit der Wirtschaftsförderung und Millionen-Investitionen in den Bildungsstandort, bekam Aschersleben Ende 2006 vom Ostdeutschen Sparkassenverband den Preis Kommune des Jahres. Anfang 2006 erhielt die Stadt den Zuschlag für die Landesgartenschau 2010. Am 1. Juli 2007 wurde Aschersleben dem neugeschaffenen Salzlandkreis zugeordnet und verlor den Status einer Kreisstadt.

### Eingemeindungen
Seit dem 1. März 2004 ist Winningen ein Ortsteil der Stadt Aschersleben. Am 4. März 2005 wurde die Gemeinde Klein Schierstedt eingegliedert, am 24. Februar 2006 folgte Wilsleben und am 1. Januar 2008 die Gemeinden Drohndorf, Freckleben und Mehringen. Am 1. Januar 2009 wurden weitere Gemeinden in die Stadt Aschersleben eingegliedert. Es handelte sich um Neu Königsaue, Groß Schierstedt, Schackenthal und Westdorf. Letztere drei Gemeinden waren wie Aschersleben Mitglieder der Verwaltungsgemeinschaft Aschersleben/Land, die am selben Tag aufgelöst wurde. Am 1. Januar 2010 trat die Gemeinde Schackstedt als elfter Ortsteil der Stadt Aschersleben bei.
| Ehemalige Gemeinde | Datum                                      | Anmerkung |
| ------------------ | ------------------------------------------ | --- |
| Drohndorf          | 1. Januar 2008                             | |
| Freckleben         | 1. Januar 2008                             | |
| Groß Schierstedt   | 1. Juli 1950 1. Januar 1957 1. Januar 2009 | Zusammenschluss mit Klein Schierstedt zu Schierstedt, Trennung von Schierstedt, Eingemeindung nach Aschersleben |
| Klein Schierstedt  | 1. Juli 1950 1. Januar 1957 4. März 2005   | Zusammenschluss mit Groß Schierstedt zu Schierstedt, Trennung von Schierstedt, Eingemeindung nach Aschersleben  |
| Mehringen          | 1. Januar 2008                             | |
| Neu Königsaue      | 1. Januar 2009                             | |
| Schackenthal       | 1. Januar 2009                             | |
| Schackstedt        | 1. Januar 2010                             | |
| Schierstedt        | 1. Januar 1957                             | Trennung in Groß Schierstedt und Klein Schierstedt                                                              |
| Westdorf           | 1. Januar 2009                             | |
| Wilsleben          | 24. Februar 2006                           | |
| Winningen          | 1. März 2004                               | |

## Bevölkerung
Die Einwohnerzahl von Aschersleben erreichte etwa um das Jahr 1900 eine Größe von etwa 27.000 Personen und legte zu Beginn des 20. Jahrhunderts noch weiter zu. Ein historischer Höhepunkt wurde 1946 mit einer Einwohnerzahl von 45.000 Personen erreicht, was insbesondere durch die Aufnahme von etwa 15.000 Vertriebenen vorwiegend aus Schlesien und dem Sudetenland zu Stande kam. Seitdem ging die Bevölkerungszahl kontinuierlich zurück.
| Jahr | Einwohner |
| ---- | --------- |
| 1720 | 03.213    |
| 1756 | 06.196    |
| 1799 | 08.220    |
| 1840 | 10.118    |
| 1864 | 14.511    |
| 1875 | 17.391    |
| 1880 | 19.501    |
| 1885 | 21.519    |
| 1890 | 22.865    |
| 1900 | 27.104    |

| Jahr | Einwohner |
| ---- | --------- |
| 1910 | 28.968    |
| 1925 | 28.627    |
| 1937 | 30.500    |
| 1946 | 45.000    |
| 1950 | 39.012    |
| 1971 | 37.163    |
| 1988 | 34.167    |
| 1990 | 32.545    |
| 1995 | 29.679    |
| 2000 | 27.312    |

| Jahr | Einwohner |
| ---- | --------- |
| 2006 | 25.791    |
| 2010 | 29.082    |
| 2015 | 27.793    |
| 2020 | 26.737    |
| 2021 | 26.328    |
| 2022 | 26.030    |
| 2023 | 25.852    |
| 2024 | 25.647    |

Bis 1900 handelt es sich meist um Volkszählungsergebnisse, danach um amtliche Fortschreibungen der jeweiligen statistischen Ämter oder der Stadtverwaltung selbst.
ab 2006: Stand: 31. Dezember des jeweiligen Jahres (Angaben des Statistischen Landesamtes Sachsen-Anhalt), ab 2011 auf Basis des Zensus 2011, ab 2022 auf Basis des Zensus 2022
Der Anstieg der Einwohnerzahl zwischen 2006 und 2010 ist auf die Eingemeindung von Neu Königsaue, Schackenthal, Schackstedt, Westdorf, Groß Schierstedt, Freckleben, Drohndorf und Mehringen am 1. Januar 2008  zurückzuführen.

## Religion
Der überwiegende Teil der Ascherslebener Bevölkerung gehört keiner Religionsgemeinschaft an.

### Christentum
Die ehemals drei evangelischen Gemeinden umfassen etwa 18 bis 20 Prozent der Stadtbevölkerung und haben sich im Evangelischen Kirchspiel Aschersleben zusammengeschlossen, das ein Teil der Evangelischen Kirche in Mitteldeutschland ist. Etwa fünf Prozent der Stadtbevölkerung gehören zur katholischen St.-Michaels-Gemeinde, einer Pfarrei im Bistum Magdeburg.
Im Jahre 1999 feierte die Evangelisch-Reformierte Gemeinde zu Aschersleben ihr 300-jähriges Bestehen. Begründet wurde die Ascherslebener Reformierte Gemeinde von Anhaltern, Pfälzern und Franzosen. Die Anfänge gehen auf den 10. August 1696 zurück, als sich drei reformierte Handwerker mit der Bitte an den Kurfürsten Friedrich III. von Brandenburg wandten, eine Kommission aus den Räten der Regierung Halberstadt einzusetzen. Diese möge dafür sorgen, dass die etwa 70 Gläubigen des reformierten Bekenntnisses „zur Bewahrung ihrer Glaubensfreiheit“ ein Gotteshaus und einen Prediger erhalten. 1975 musste die Kirche am Markt an die Katholische Gemeinde verkauft werden, da die Reformierte Gemeinde nicht in der Lage war, die finanziellen Mittel für die Sanierung des Gebäudes aufzubringen. Seit dieser Zeit finden die Gemeindeveranstaltungen im Gemeindehaus am Markt statt.

### Judentum
Die im Mittelalter in Aschersleben sesshaften Juden wurden 1494 auf Befehl des Halberstädter Bischofs vertrieben. Erst unter französischer Herrschaft seit 1808 hatte die Stadt wieder eine kleine jüdische Gemeinde, die im Jahre 1840 etwa 69 Mitglieder zählte. 1852 wurde eine Synagoge in der Nähe des Stumpfen Turmes errichtet und in der Pogromnacht am 9. November 1938 zerstört. Von den 106 Juden, die hier 1933 lebten, wurden 27 zur Auswanderung gedrängt und 26 deportiert und ermordet. Seitdem gibt es keine praktizierende Gemeinde mehr. Es existiert aber noch der 1877 angelegte Jüdische Friedhof mit 80 Grabsteinen. Einst stand hier eine Aussegnungshalle, die ebenfalls von den Nationalsozialisten zerstört wurde. Das Wohnhaus des Vorbeters und Lehrers der jüdischen Gemeinde, das gleichzeitig mit der Synagoge 1852 errichtet wurde, ist erhalten.

### Andere Religionsgemeinschaften
In der Stadt gibt es eine Gemeinde der Neuapostolischen Kirche und seit 2005 einen Saal der Zeugen Jehovas.

## Politik

### Stadtrat
Der Stadtrat von Aschersleben besteht entsprechend der Einwohnerzahl der Stadt aus 36 Mitgliedern und dem Bürgermeister. Die Kommunalwahl am 9. Juni 2024 führte zu folgendem Ergebnis:
| Partei / Liste                                     | Stimmenanteil 2024 | Sitze 2024 | Stimmenanteil 2019 | Sitze 2019 |        | Stimmenanteil 2014 | Stimmenanteil 2009 | Stimmenanteil 2004 | Stimmenanteil 1999 |
| Wählerinitiative „Die Aschersleber Bürger“ (WIDAB) | 29,6 %             | 11         | 36,6 %             | 13         | 28,4 % | 34,4 %             | 25,5 %             | 11,5 %             |                    |
| CDU                                                | 27,1 %             | 10         | 22,1 %             | 08         | 36,4 % | 28,2 %             | 27,1 %             | 33,7 %             |                    |
| AfD                                                | 23,0 %             | 03         | 13,8 %             | 05         | —      | —                  | —                  | —                  |                    |
| Die Linke                                          | 05,1 %             | 02         | 11,1 %             | 04         | 18,0 % | 14,7 %             | 19,8 %             | 20,0 %             |                    |
| SPD                                                | 05,1 %             | 02         | 05,5 %             | 02         | 09,0 % | 11,1 %             | 15,0 %             | 23,8 %             |                    |
| FDP                                                | 03,0 %             | 01         | 04,6 %             | 02         | 02,2 % | 05,0 %             | 03,6 %             | 03,8 %             |                    |
| Bündnis 90/Die Grünen                              | 03,0 %             | 01         | 06,0 %             | 02         | 03,7 % | 03,1 %             | 02,9 %             | 02,2 %             |                    |
| Bürgerliche Allianz für Deutschland (BAFA)         | 02,5 %             | 01         | –                  | –          | –      | –                  | –                  | –                  |                    |
| Einzelbewerber Torsten Graßmann                    | 01,6 %             | –          | –                  | –          | –      | –                  | –                  | –                  |                    |
| Einzelbewerber Holger Wnuck                        | –                  | –          | 00,3 %             | –          | –      | –                  | –                  | –                  |                    |
| Insgesamt                                          | 100 %              | 31         | 100 %              | 36         |        |                    |                    |                    |                    |
|                                                    |                    |            |                    |            |        |                    |                    |                    |                    |
| Wahlbeteiligung                                    | 56,9 %             | 56,9 %     | 50,1 %             | 50,1 %     | 40,9 % | 37,7 %             | 34,9 %             | 44,8 %             |                    |

Bei der Wahl 2024 entfielen auf die AfD acht Sitze, von denen fünf unbesetzt bleiben, weil die Partei nur drei Kandidaten nominiert hatte.

### Bürgermeister und Oberbürgermeister seit 1754
Die folgende (unvollständige) Liste zeigt die Namen der (Ober-)Bürgermeister von Aschersleben seit 1754.
| - 1754–1768: Oberbürgermeister Johannes Gottlieb Bauer - 1769–1802: Oberbürgermeister Johann David Wentzel - 1802–1831: Bürgermeister Franz Christian Pflaume - 1831–1832: amtierender Bürgermeister Christian Körte - 1832–1856: Bürgermeister Gustav Douglas - 1856–1869: Bürgermeister Wennhak - 1869–1880: Bürgermeister Max Eiselen - 1881–1912: Oberbürgermeister Johann Paul Wilhelm Michaelis - 1912–1924: Oberbürgermeister Arthur Bunde | - 1924–1933: Oberbürgermeister Willigmann - 1933–1944: Oberbürgermeister Curt Baller - 1933–1945: Bürgermeister Ottomar Krug - 1946–1951: Oberbürgermeister Otto Arndt (SPD) - 1951–0000: Bürgermeister Bernhardt Grünert - 1972–1989: Bürgermeister Otto Zufelde, SED - 1989–1990: Übergangsbürgermeister Achim Schwebe - 1990–1994: Bürgermeisterin Siegrid Tabbert, CDU - 1994–2022: Oberbürgermeister Andreas Michelmann, WIDAB - 2022–0000: Oberbürgermeister Steffen Amme , WIDAB |

Amme wurde in der Oberbürgermeisterstichwahl am 22. Mai 2022 mit 63,0 % der gültigen Stimmen gewählt. Seine Amtszeit beträgt sieben Jahre.

### Landes- und Bundespolitik
Im Landtag wird Aschersleben durch Detlef Gürth (CDU) und Bernward Rothe (SPD) vertreten. Das Bundestagsmandat für den Wahlkreis 68 (Harz) hat seit 2009 Heike Brehmer (CDU) als Direktmandat inne.

### Wappen und Stadtfarben
Blasonierung: „In Rot eine silberne gezinnte Burg mit zwei gezinnten spitzbedachten beknäuften Türmen, das offene rundbogige Tor schrägrechts mit einem schwarzsilbern geschachten Schild belegt. Hinter der Toröffnung eine sich über den Türmen ausbreitende bewurzelte grüne Eiche mit silbernen Eicheln, in den Zweigen drei schwarze Vögel, der vordere links, die beiden anderen rechts gewendet.“
Die Darstellung geht auf ein für das Jahr 1325 belegtes Siegel zurück. (Ein weiteres Siegel von 1450 wurde zur Vorlage für das heutige Stadtsiegel.) Im Siegel von 1325 wird noch kein Schachschild im Tor gezeigt. Dieses Schild des Schultheißenamtes wurde erst eingesetzt, nachdem die Stadt von ihrem Grundherrn, dem Bischof von Halberstadt, die Burg und die Vogtei erkauft hatte.
Bis zum Jahre 1900 waren die Stadtfarben weiß-schwarz, entlehnt aus dem Grafenschild im Stadtsiegel. Da diese Farben alleine nicht charakteristisch genug waren, da sie mit den preußischen Landesfarben zusammenfielen, wählte man, bezugnehmend zur grünen Eiche im Stadtwappen, die Farbe Grün hinzu. Im Jahre 1900 wurden die Farben in Schwarz-Weiß-Grün geändert.

### Flagge
Die Flagge der Stadt zeigt die Farben Schwarz-Weiß-Grün mit dem aufgelegten Stadtwappen.
Laut Protokoll der Stadtverordnetensitzung vom 24. August 1900 beschloss die Stadt Aschersleben die Stadtfarben Schwarz-Weiß-Grün zu tragen. Diese Farben wurden in der genannten Reihenfolge auch geführt und besaßen eine geschichtliche Tradition. Der Nachweis einer Beurkundung lag allerdings nicht vor. Gegen die vom Regierungspräsidium Magdeburg verliehenen Farben Weiß-Rot legte die Stadt erfolgreich Widerspruch ein und führte die dreifarbige Flagge 1995 über den Kommunalheraldiker Jörg Mantzsch ins Genehmigungsverfahren.

### Partnerstädte
Peine in Deutschland, seit 1990

  Trenčianske Teplice in der Slowakei, seit September 2002

  Kerava in Finnland, seit 18. September 2010

## Kultur und Sehenswürdigkeiten

### Theater und Museen

#### Bestehornhaus
Das Bestehornhaus in der Hecknerstraße ist ein Veranstaltungsort, in dem Theateraufführungen, Empfänge, Konzerte, Bälle, Faschingssessionen oder Gastauftritte bekannter Künstler stattfinden. Im Jahre 1908 erbaut, ist es der Unternehmerfamilie Bestehorn zu verdanken, die das Haus der Stadt zur Verfügung stellte. Die Familie war mit der Herstellung von Verpackungsmaterialien zu Reichtum gelangt und gab so einen Teil ihres Wohlstandes an die Aschersleber zurück. Im Jahre 1938 wurde das Bühnenhaus mit Ostgiebel durch Stadtbaurat Hans Heckner erweitert. Das Haus besitzt einen großen Saal mit einer Kapazität von 480 Personen, einen kleinen Saal für 120 Personen und andere kleinere Gesellschaftsräume. Seit 2005 ist das Bestehornhaus Heimstatt des jährlich im November stattfindenden Kabarettfestivals der Bundesvereinigung Kabarett, bei dem der Kleinkunstpreis der Stadt Aschersleben verliehen wird. Theateraufführungen werden von Ensembles der Nachbarstädte Bernburg (Saale), Halberstadt und Thale veranstaltet.

#### Städtisches Museum
Das Städtische Museum am Markt ist der Stadtgeschichte gewidmet. Eine Ausstellung zeigt eine prähistorische Sammlung mit Exponaten der Jungsteinzeit, Bronzezeit und Eisenzeit. Die paläontologische Sammlung von Martin Schmidt mit einem etwa 175 Millionen Jahre alten Fischsauriersklett ist zu sehen. Weiter werden die Themen Herrschaft der Askanier, mittelalterliche Funde, Bauernkrieg, Dreißigjähriger Krieg, französische Fremdherrschaft und beide Weltkriege behandelt. Ein gotischer Altar mit geschnitzten Figuren gilt als herausragendes Exponat. Im Museum befindet sich auch ein öffentlich zugänglicher Freimaurertempel sowie eine Ausstellung über die Geschichte der Freimaurer und der Loge in Aschersleben. Zusätzlich veranstaltet das Museum regelmäßig Konzerte, Theater, Vorträge und die Museumsnacht.

#### Grafikstiftung Neo Rauch
Am 1. Juni 2012 wurden im Beisein von Neo Rauch die Ausstellungsräume der Grafikstiftung Neo Rauch im Riegelbau des Bestehornparks eröffnet. Ministerpräsident Reiner Haseloff verlieh Rauch zu diesem Anlass den Verdienstorden des Landes Sachsen-Anhalt. Die Stiftung, die Anfang Mai 2012 von Rauch, seinen Galeristen Judy Lybke und Kerstin Wahala sowie der Stadt Aschersleben gegründet wurde, basiert auf einer Schenkung des Künstlers an seine Heimatstadt Aschersleben: Der Stadt wird jeweils ein Exemplar der Auflagen seines bisherigen und künftigen grafisches Werkes überlassen. Zur Eröffnung waren 39 Lithografien und andere grafische Arbeiten ausgestellt, die seit 1993 entstanden sind. Insgesamt wird Rauchs bisheriges grafisches Werk in 65 Exponaten der Öffentlichkeit zugänglich gemacht. Die erste Ausstellung mit dem Titel Neo Rauch. Das grafische Werk – Erster Teil wurde bis zum 3. März 2013 gezeigt. Es folgten ein zweiter und ein dritter Teil. Die vierte Ausstellung 2015 widmete sich dem Photographen Karl Blossfeldt. In der fünften Ausstellung „Vater und Sohn“ vom 22. Mai 2016 bis 30. April 2017 wurden Werke Neo Rauchs den Zeichnungen und Entwürfen seines früh verstorbenen Vaters gegenübergestellt.

#### Kriminalpanoptikum
Das Kriminalpanoptikum im 1896 eingerichteten ehemaligen Stadtgefängnis am Gerichtsgebäude zeigt die Geschichte der Kriminalpolizei in Deutschland. Es berichtet von Gaunergeschichten am authentischen Ort, denn das Gebäude war bis 1982 Untersuchungsgefängnis der Stadt. Im Jahre 2003 wurde im sanierten Haus das Museum eröffnet, in dem Tatwerkzeuge, Schlagstöcke, eine Fesselsammlung mit Hand- und Fußfesseln und Folterinstrumente aus dem Mittelalter, aber auch Uniformen und Ausrüstungsgegenstände der nationalen und internationalen Polizei ausgestellt sind. Eine eingerichtete Gefängniszelle, ein Verbrecheralbum sowie Bilder und Requisiten der Kriminalfotografie und der Daktyloskopie werden ebenfalls gezeigt. Kuriose Kriminalfälle und Geschichten rund um das Gefängnismilieu werden dargestellt.

### Baustile
In Aschersleben sind die verschiedensten Baustile der letzten Jahrhunderte vertreten. So bestimmen die historische Altstadt Bauten der Romanik (Grauer Hof) und Gotik (St.-Stephani-Kirche) sowie der Renaissance (Rathaus, Krukmannsches Haus) und des Barocks. Wie ein Ring schließen sich Bauten des Klassizismus und Jugendstils um die historische Altstadt. Diese werden wiederum durchsetzt und ergänzt durch Bauten der frühen Moderne (wie z. B. die von Stadtbaurat Hans Heckner), sowie Gebäude aus der DDR-Zeit. Große Neubaugebiete gibt es vor allem im Norden und Südosten der Stadt. Es gibt wenige Fachwerkbauten in der Altstadt von Aschersleben. Gutes Steinmaterial in der Nähe und geringer Waldbesitz sowie zahlreiche Brände vor dem 16. Jahrhundert sind Gründe dafür. Dennoch gibt es zahlreiche Gebäude, die ein hohes, massives Untergeschoss besitzen, das, meist zweistöckig, ein Fachwerkobergeschoss trägt.

### Historische Bauwerke
Die Kulturdenkmale der Stadt Aschersleben sind in der Liste der Kulturdenkmale in Aschersleben aufgeführt, die Bodendenkmale in der Liste der Bodendenkmale in Aschersleben. Die nachfolgenden Bauten sind in besonderer Weise erwähnenswert:

#### Kirchen
Die St.-Stephani-Kirche (15./16. Jahrhundert) ist eine gotische Hallenkirche und beherrscht das Stadtbild. Sie ist Hauptsehenswürdigkeit und Wahrzeichen der Stadt. Ursprünglich wurde sie mit zwei Türmen geplant, der zweite nördliche Turm fiel jedoch dem sandigen Bauuntergrund zum Opfer. Tatsächlich steht auch der südliche Turm in einer gewissen Neige. Regelmäßig wird überprüft, ob sich der Turm weiter neigt. Eine weitere kulturhistorisch wertvolle Kirche ist die St.-Margarethen-Kirche, die ursprünglich aus dem 12. Jahrhundert stammt. Nach völliger Zerstörung im Dreißigjährigen Krieg ist sie im Zustand des Wiederaufbaus im 16. Jahrhundert. Die Heilig-Kreuz-Kirche am Markt war einst Kirche des hier ansässigen Franziskanerklosters und stellt den einzigen erhaltenen Teil des Klosters dar. 1905 wurde die St.-Johannis-Kirche gebaut, 1952 bis 1954 die Neuapostolische Kirche und 1863 die katholische St.-Michaels-Kirche, die seit 1979 nicht mehr als Kirche genutzt wird, sondern zum katholischen Gemeindezentrum umgebaut wurde (Michaelshaus). Die Stadt hatte auch eine jüdische Gemeinde, deren Synagoge 1852 erbaut und 1938 zerstört wurde. Eine Gedenkplatte in der Altstadt erinnert an das Gotteshaus.

#### Stadtbefestigungsanlage
Aschersleben ist eine der wenigen Städte Deutschlands, in der die Stadtbefestigungsanlage zum großen Teil erhalten blieb, auch wenn diese ihre praktische Bedeutung am Ende des Mittelalters verloren hatte. Allerdings wurden vor allem im 19. Jahrhundert zahlreiche Stadttore und Türme abgebrochen, um des zunehmenden Fuhrwerksverkehrs Herr zu werden und den Handel zu fördern. Von einst 51 Türmen und Schalen sind noch etwa 15 erhalten, von 2,2 km Gesamtlänge sind noch 1,8 km erhalten. Das Rondell wurde von 1507 bis 1583 erbaut. Das Bauwerk stellt einen mächtigen vierstöckigen Festungsturm dar, der einen 1846 aufgesetzten Fachwerkoberbau trägt. Seine Wandstärke beträgt 3,7 bis 4,0 Meter. Er hat mehrere Schießscharten, die ungewöhnlich groß sind, weil sie für zehn Geschütze bestimmt waren. Der Turm hatte eine dreifache Feuerlinie, wovon die obere für Handfeuerwaffen und Armbrüste gedacht war. Insgesamt ist der Festungsturm 23 Meter hoch. Er war mit der größten Zwingeranlage der Stadt verbunden. Dass der Turm an der Südostecke der Stadt diese Ausmaße hatte, lässt darauf schließen, dass man hier den bedrohtesten Punkt der Stadt sah.
Weitere noch erhaltene Bauwerke der Stadtbefestigung sind:
Der Johannisturm von 1380 ist von den einst fünf Stadttoren der einzig erhaltene Torturm der Stadt und gilt als eines der Wahrzeichen der Stadt. 1863 wurde der vorgelagerte Pulverturm zusammen mit dem Vortor und Torwärterhäuschen abgebrochen. 1868/69 wurde schließlich der sich unmittelbar vor dem Turm befindliche Stadtgraben zugeschüttet. Auch der daneben noch befindliche Stadtmauerrest sollte abgerissen werden, wogegen sich aber bereits zu damaliger Zeit öffentlicher Widerstand erregte. Der damalige Stadtbaurat Hesse schuf schließlich 1900 in diesem Stadtmauerteil den noch heute vorhandenen Durchbruch in Form eines spitzbogigen, größeren Torbogens. Noch im 20. Jahrhundert führte eine stadtauswärts gerichtete Fahrtrichtung einer gewöhnliche Verkehrsstraße durch den Johannisturm, heute ist die Durchfahrt Teil einer Fußgängerzone.
Der Schmale Heinrich steht unweit des mächtigen Johannisturms, ist 32 Meter hoch und stammt aus dem Jahre 1442. Bemerkenswert ist die Wetterfahne. Sie zeigt einen Kranich, der seit der Antike das Symbol der Wachsamkeit ist. Ursprünglich trug er in den Krallen einen Stein. Die Überlieferung sagt dazu: Mit diesem Stein wollte der Kranich verhindern, dass er einschliefe. Würde er dennoch einschlafen, würde er durch das Herunterfallen des Steines wach werden. Diese Wetterfahne war die weithin sichtbare Mahnung an die Bürger der Stadt, in ihrer Wachsamkeit nicht nachzulassen.
Der Rabenturm wurde im Jahre 1442 erbaut. Seine Höhe beträgt 31 Meter. Er war besonders stark bestückt und hat 21 Schießscharten, die auf die Stärke der Wachmannschaft schließen lassen. Er gilt als der am besten erhaltene Turm der Stadtbefestigung. Der Name bezieht sich auf seine Nähe zur Hinrichtungsstätte, dem Galgen.
Zwischen dem Schmalen Heinrich und dem Rabenturm befindet sich der Schimmelpfennigsche Turm, der keinen Helm mehr besitzt. Er steht auf dem hier gut erhaltenen Zwinger und bedarf noch einer Sanierung. Unweit des Turmes steht mit nur zwei Metern Breite das schmalste Haus der Stadt.
Am Burgplatz befindet sich die beeindruckendste Anlage der Stadtbefestigung – eine große Rundschale. Mit einem Durchmesser von 7,2, einer Mauerstärke von 1,25 und einer Höhe von 12 Metern war sie die mächtigste Befestigung nach Südwesten.
Die Malzmühle liegt direkt an der Eine. Neben ihrer Funktion, Malz für Brauereien zu mahlen, diente sie als Bastion im Verteidigungssystem der Stadt. Zwei Stockwerke der Mühle weisen Schießscharten auf. An der Ostseite befindet sich eine hufeisenförmige, zur Stadt hin offene Schale mit drei Feuerlinien. Das noch immer erhaltene Wehr am Fluss diente zum schnellen Aufstauen des Wassers für den Stadtgraben.
Der Stumpfe Turm an der Malzmühle wurde 1440 erbaut. Er ist 23 Meter hoch und zählte zu den stärksten Pfeilern in der Stadtbefestigung. Im Keller befand sich ein heute unzugängliches Verlies mit Tonnengewölbe. Er ist am Tag des offenen Denkmals für die Öffentlichkeit zugänglich.
An die Nordostseite der Wassertormühle grenzt der Elisabethzwinger. Er hatte die Aufgabe, das bis dahin ungeschützte Terrain zwischen der Eine und der Stadtmauer zu sichern und die Wasservorstadt fester mit der restlichen Stadt zu verbinden. Den nördlichen Abschluss des Elisabethzwingers bildet der Krappsche Turm.
Der Liebenwahnsche Turm von 1442 ist 27,5 Meter hoch und stand direkt am 1831 abgebrochenen Liebenwahnschen Torturm. Eine Besonderheit bildet die goldene Kugel auf der Spitze, die, einem alten Brauch folgend, alte Dokumente für die Nachwelt beinhaltet. Der Turm am Marsfelde wurde von 1432 bis 1465 erbaut und ist 26,5 Meter hoch. Er ruht auf einem Tonnengewölbe, das einst als Verlies diente. Vor dem Tor lag im damals freien Gelände das Marsfeld (heute Herrenbreite).
Die Stadtmauern weisen eine einheitliche Stärke von einem Meter, eine Höhe von acht Metern und eine Länge von 2,3 Kilometern auf. Sie sind nicht mehr vollständig erhalten.
Außerhalb der Stadt befanden sich einst elf Warttürme, von denen noch zwei erhalten sind, die Westdorfer Warte im Süden auf dem Gelände der Alten Burg und im Nordosten die Staßfurter Warte, direkt an der einstigen Grenze zu Anhalt-Bernburg.

#### Rathaus
Das Aschersleber Rathaus zeugt vom einstigen Reichtum und von der Macht der Stadt. Es stammt aus verschiedenen Bauetappen. Im Jahre 1517 wurde damit begonnen, an der gleichen Stelle das alte Rathaus abzubrechen und ein neues zu errichten. 1518 wurde Richtfest gefeiert. 1730 wurde das Gebäude mit gelber Kalkfarbe gestrichen und mit neuen Fenstern ausgestattet. 1885 kaufte die Stadt einige Grundstücke in der Nachbarschaft und errichtete auf dem geräumten Areal einen zweistöckigen Anbau. Den letzten Anbau errichtete man 1935 auf der Marktseite. Der Entwurf stammte vom Stadtbaumeister Hans Heckner. Der Kern der ganzen Anlage ist der aus gotischer Zeit stammende Hauptturm, der nach 1518 erhöht wurde. An der Südseite des Komplexes befindet sich ein Treppenturm, der ehemals der Aufgang zum Stadtverordnetensaal war. Der Turm erstreckt sich über vier Geschosse und hat ein halbes Achteck als Grundriss. Im oberen Stockwerk ist spätgotisches Maßwerk zu sehen. Zwischen dem Treppenturm und dem höheren Uhrenturm an der Westseite besaß das Haus Mauerbögen, ähnlich denen an der Stadtmauer. Beim ersten Umbau wurden diese entfernt. Der weithin sichtbare Uhrenturm ist der älteste Teil des Hauses. Grundmaße und Fenster sind denen der Stadtmauer ähnlich. Dem viereckigen, sechsgeschossigen Steinbau wurde ein Fachwerkaufsatz mit einer barocken, geschweiften Haube als Krönung hinzugefügt.
Das Turmuhrwerk stammt von 1580. Es stellt eine Besonderheit dar. Zwei vergoldete Ziegenböcke, die bei jeder Viertelstunde mit den Hörnern zusammenstoßen, sollen dem Stadtrat symbolisieren, dass man sich bei Ratssitzungen nicht die Hörner abstoßen solle. Am Nordflügel des Hauses befindet sich ein Erker aus Sandstein, der aus der Renaissancezeit stammt. In jede der drei Säulen, auf denen der Erker ruht, wurde ein Löwenkopf eingearbeitet, ein Symbol der Wachsamkeit. Im Stadtverordnetensaal befindet sich ein Kamin mit der Darstellung des salomonischen Urteils. Im Neubau von 1935 an der Marktseite wurden Dachgiebelfenster mit Fresken und Darstellungen aus der Stadtgeschichte eingearbeitet. Der Ratskeller des Hauses hat ein gratiges Kreuzgewölbe und ist verschiedenen Festlichkeiten der Stadt vorbehalten. Anfang der 1990er Jahre wurde das Rathaus weitgehend saniert und verschiedene Behörden der Stadt wie das Standesamt zogen wieder in die Mitte der Stadt. Der untere linke Flügel beherbergt die Stadtsparkasse.

#### Grauer Hof
Der in der Mitte der Stadt gelegene Graue Hof wurde erstmals am 24. August 1309 in einer Übereignungsurkunde an das Kloster Michaelstein von Otto II. von Anhalt erwähnt. Damit ist er der älteste Profanbau der Stadt. Ursprünglich als Gravenhof bekannt, wurde er später als Grauer Hof bezeichnet, da die ansässigen Mönche graue Kleidung trugen. In der Schenkung wurde erwähnt, dass der Hof schoß- aber nicht wachfrei sein sollte. Der Hof wurde lange Zeit vom Kloster verwaltet und als Wirtschaftshof genutzt, später erwarb die Stadt das Anwesen. Es handelt sich um einen unregelmäßigen Gebäudekomplex, dessen Hauptgebäude aus Bruchsteinen erbaut wurde und der nach Westen hin von der Stadtmauer begrenzt wird. Nach innen schließt sich im rechten Winkel ein massives Hofgebäude mit Fachwerkoberbau an.
In das Innere gelangt man durch zwei Bogentore, wovon das äußere Tor einen Rundbogen und das innere durch einen Spitzbogen abgeschlossen wird. Im Gebäude gibt es in der oberen Etage einen kleinen Saal sowie ein Café. In der ehemaligen Kapelle befindet sich ein Drillingsfenster, im Erdgeschoss eine große schwarze Küche. Zum Hof führen ausschließlich enge Gassen. Der Graue Hof ist das Kulturzentrum der Stadt geworden und wird im Rahmen des städtischen Kulturangebotes regelmäßig für verschiedene Zwecke genutzt. So finden hier Konzerte, Ausstellungen und Lesungen statt. Höhepunkte bilden im Frühjahr zum Gildefest die Trommlernacht und seit 1992 am 2. Oktoberwochenende das internationale Herbstbluesfestival mit abschließender Bluessession. Das Gebäude ist im Wesentlichen seit dem 14. Jahrhundert unverändert geblieben.

#### Krukmannsches Haus
Das Haus ist nach seinem Erbauer, dem Kaufmann Hermann Krukmann benannt. Dieser ließ es im Jahre 1572 errichten, nachdem er von einer beschwerlichen Handelsreise nach Moskau zurückgekommen war. Die Inschrift über dem Portal in lateinischer Schrift erzählt davon. Das Gebäude ist ein typischer Renaissancebau mit massivem Unterbau, der einen Fachwerkoberbau trägt. Es zeichnet sich durch eine malerische Gestalt sowie durch den Reichtum seiner Einzelformen aus. Die Einfahrt zum Innenhof erfolgt durch das Hauptportal mit einem reich profilierten Rundbogen. Eingerahmt wird es durch zwei schlanke Säulen. Die Straßenecke ziert ein runder Erker, der auf einer mächtigen Konsole ruht. Nur vom Innenhof sichtbar ist ein alter Treppenturm. Der Turm gehört zu einer älteren Anlage (Anfang 16. Jahrhundert) als das restliche Haus. Im Dreißigjährigen Krieg diente das Haus im Jahre 1625 dem Kriegsherrn Wallenstein und seinem Generalstab lange Zeit als Quartier.

#### Halken
Als Großer Halken und Kleinen Halken bezeichnet man zwei kleine, enge Gassen in der Altstadt. Diese treffen sich im rechten Winkel unmittelbar an einem Schling, einem nur für Fußgänger angelegten Durchbruch durch ein Wohnhaus. Als die Stadtbevölkerung zunahm, wurden auch die freien Plätze in der Nähe der St.-Stephani-Kirche bebaut. Dabei wurde auch der Halken für die Gewandschneider gebaut. Der Name stammt von der Bezeichnung Halleken oder Hallechen und bedeutet Verkaufshalle der Schneider. Der Halken ist bisher noch nicht saniert. Ein Verein zur Rettung des Halkens führt verschiedene Spendenaktionen durch, um den Halken vor dem Abriss zu retten.

#### Lederer Bräustübl
Das Gebäude der Gastwirtschaft Lederer Bräustübl ist eines der ältesten Profanbauten Ascherslebens. 1512 wurde der Grundstein für dieses Haus gelegt. Bemerkenswert sind der Renaissanceerker aus dem gleichen Jahre, einer der ältesten Sachsen-Anhalts, sowie im Inneren der kreuzgratgewölbte Gastraum und das Sitznischenportal. Von 1794 bis 1802 diente es dem Dichter Friedrich de la Motte Fouqué als Wohnsitz, da er dem in Aschersleben ansässigen Kürassierregiment als Leutnant angehörte.

#### Wassertormühle

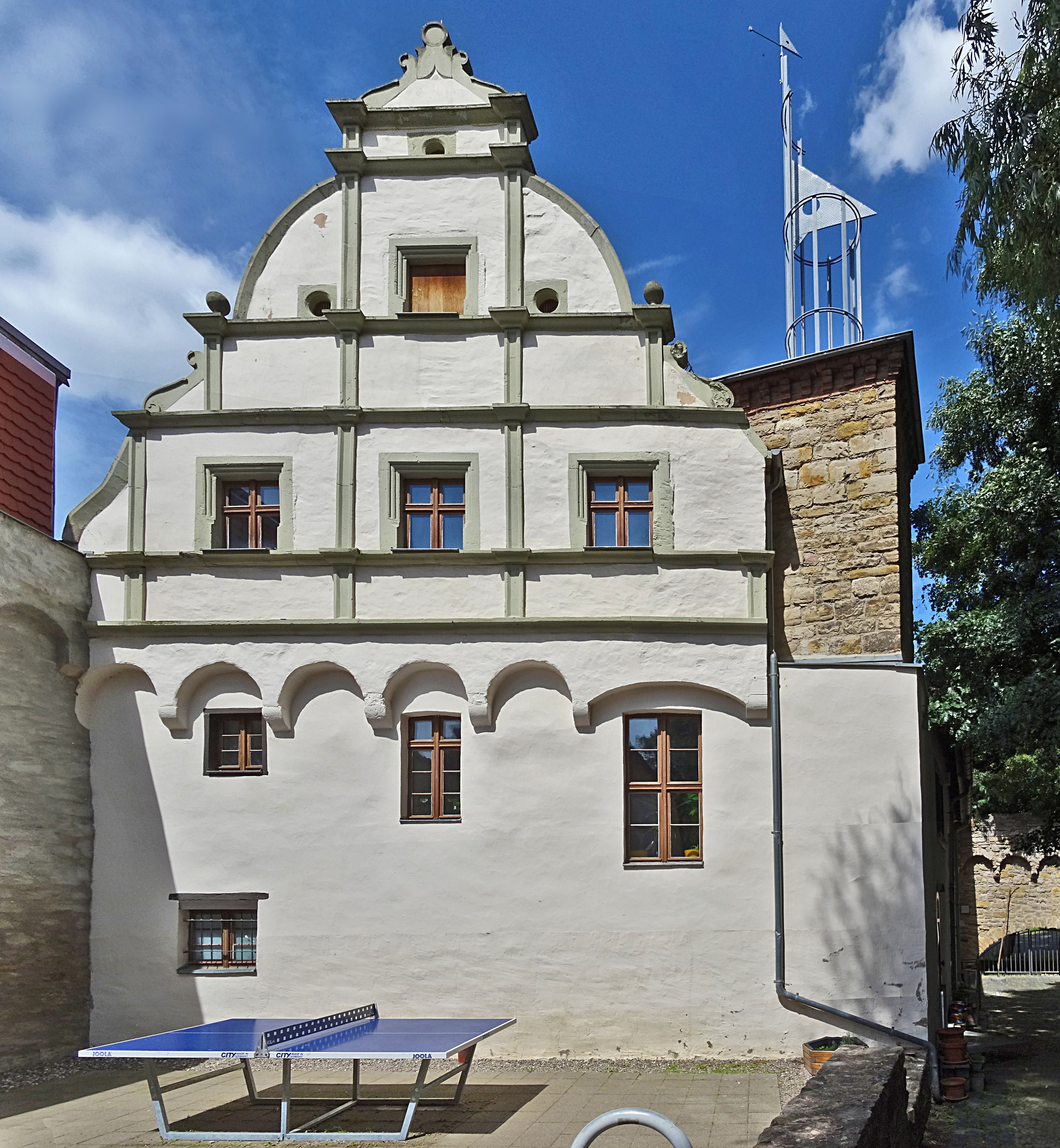
Jugendclub

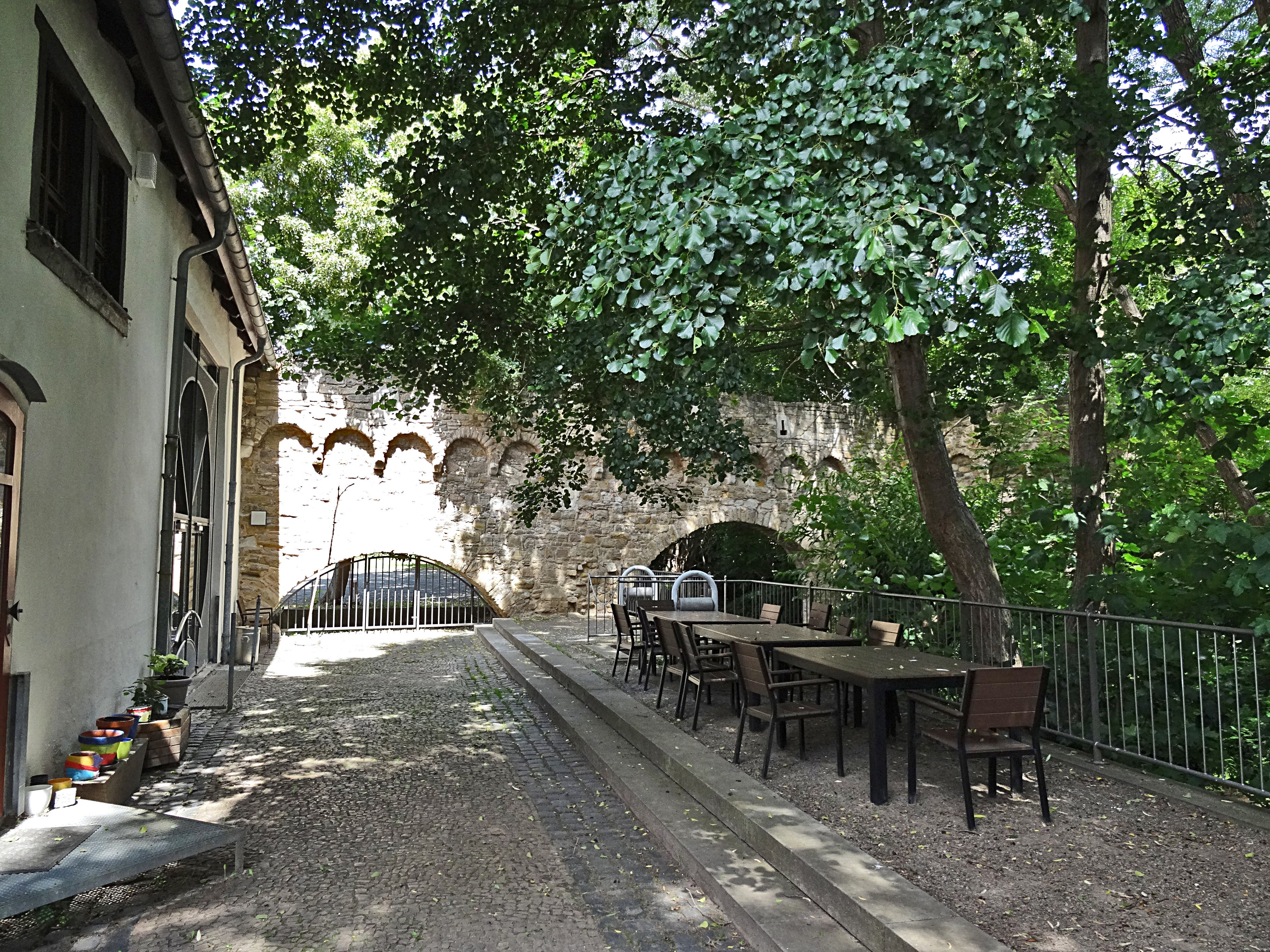
Wassertormühle

Die Wassertormühle war Teil des umfangreichen Mühlensystems der Stadt. Sie wurde erstmals im Jahre 1357 erwähnt und liegt malerisch an der Eine. Sie war eingebunden in die Stadtbefestigung und lag unmittelbar in der Nähe des Rondells. Sie wurde auch als Alte Walkmühle sowie Ratsmühle bezeichnet. Mit dem aus dem 17. Jahrhundert stammenden geschweiften südöstlichen Barockgiebel und dem sich anschließenden Stück alter Stadtmauer ist sie eine Sehenswürdigkeit der Stadt. An der Nordostecke grenzt die Mühle an den 1519 angelegten Elisabethzwinger. An dieser Stelle überbrücken zwei große Bögen in der Stadtmauer die Eine und den Mühlgraben. Solche Flusstore stellen eine Seltenheit im mittelalterlichen Wehranlagenbau dar. Heute wird die Mühle nach gründlicher Sanierung in den Jahren 1992/93 als Jugendfreizeiteinrichtung genutzt.

#### Brunnen

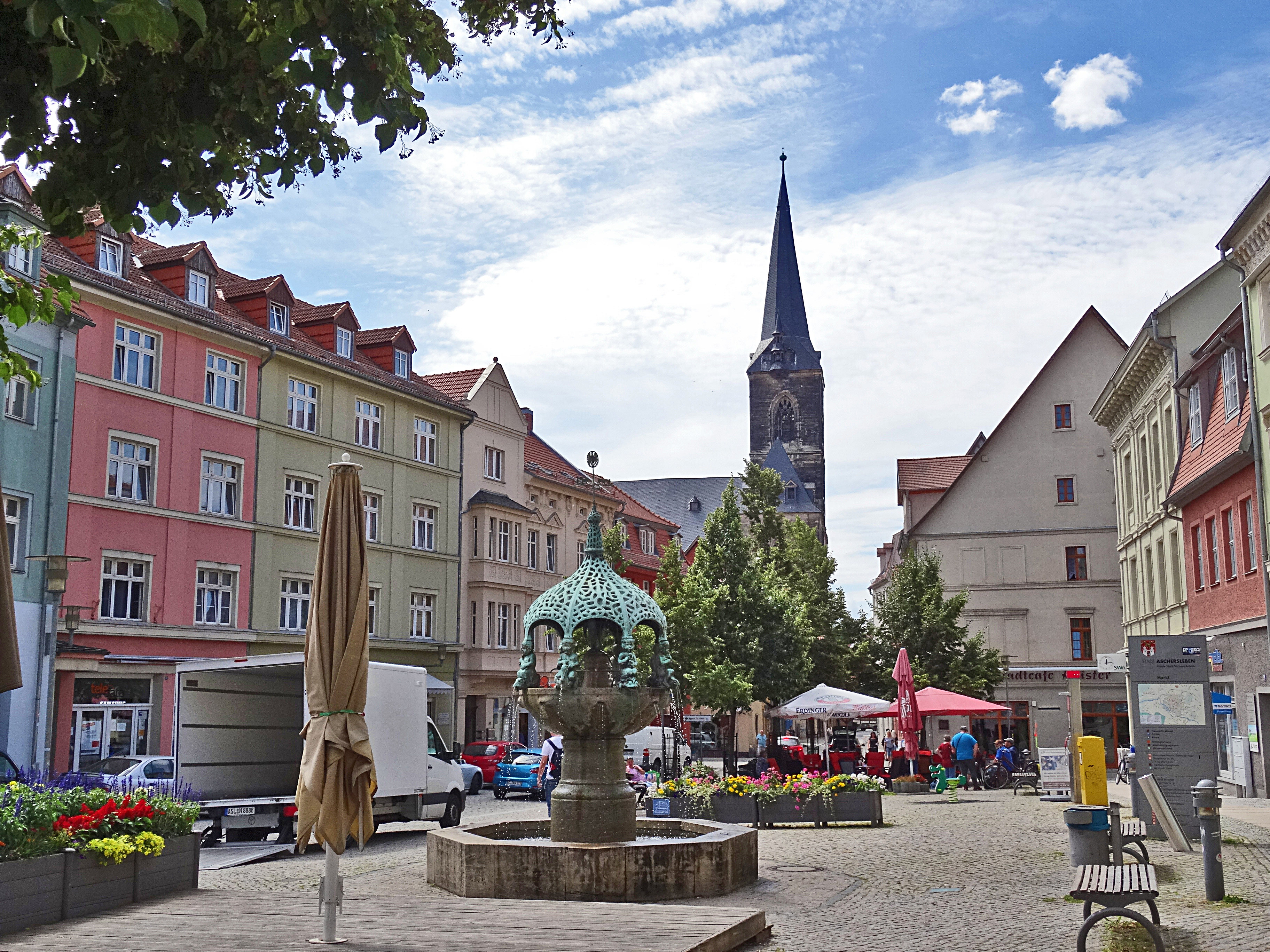
Markt mit Hennebrunnen

Aschersleben verfügt im Stadtkern über mehrere bemerkenswerte Brunnenanlagen.
Als 1902 der Ratsherr Henne für die Stadt eine Stiftung gründete, war ein Teil des Geldes für einen Brunnen auf dem Markt bestimmt. Dieser Hennebrunnen zeigt eine durch einen Baldachin überdachte gegliederte Säule, auf der acht eigenartige Bronzeputten sitzen. Das Ganze wird von einer becherartigen Brunnenschale umrandet. Der Brunnen wurde von Georg Wrba aus Dresden entworfen und im Mai 1906 feierlich eingeweiht. Ursprünglich stand er fünf Meter weiter nördlich und wurde, als man einige Häuser auf dem Markt abriss, an seine heutige Stelle versetzt.
Der Holzmarktbrunnen steht auf dem Holzmarkt und zeigt einen kleinen Mann mit einer Holzkiepe auf dem Rücken. Am Rande der mittelalterlichen Stadt lag der Holzmarkt. Auf diesem kleinen Platz wurde der gesamte Brennholzverkauf durchgeführt. Daran erinnert der kleine Brunnen, der 1914 vom Berliner Bildhauer Frydag geschaffen wurde.
Als man zu Beginn des 20. Jahrhunderts auf dem Platz Vor dem Hohen Tor die Häuser abriss, empfand man den Platz als zu leer. So entschloss man sich im Jahre 1904 zum Bau eines Brunnens, den der Seifenfabrikant Kuntze spendete. Er wird seitdem als Kuntzebrunnen bezeichnet. Nach dem Beruf des Stifters und dem stöpselartigen Aussehen wurde der Brunnen im Volksmund Seifenstöpsel genannt.
Noch zwei weitere Brunnen befinden sich im Stadtgebiet. Als Margarethenbrunnen wird der kleine, 2003 aufgestellte Brunnen unweit der St.-Margarethen-Kirche bezeichnet. Er besteht aus einem Bronzeguss und zeigt die Figur der heiligen Margarethe. Der Brunnen auf der Herrenbreite ist in Form eines Dreiecks angelegt und bildet das Zentrum der Herrenbreite. Er wurde in den 1970er Jahren gebaut und hat verschiedene Wasserspiele.

#### Scharren

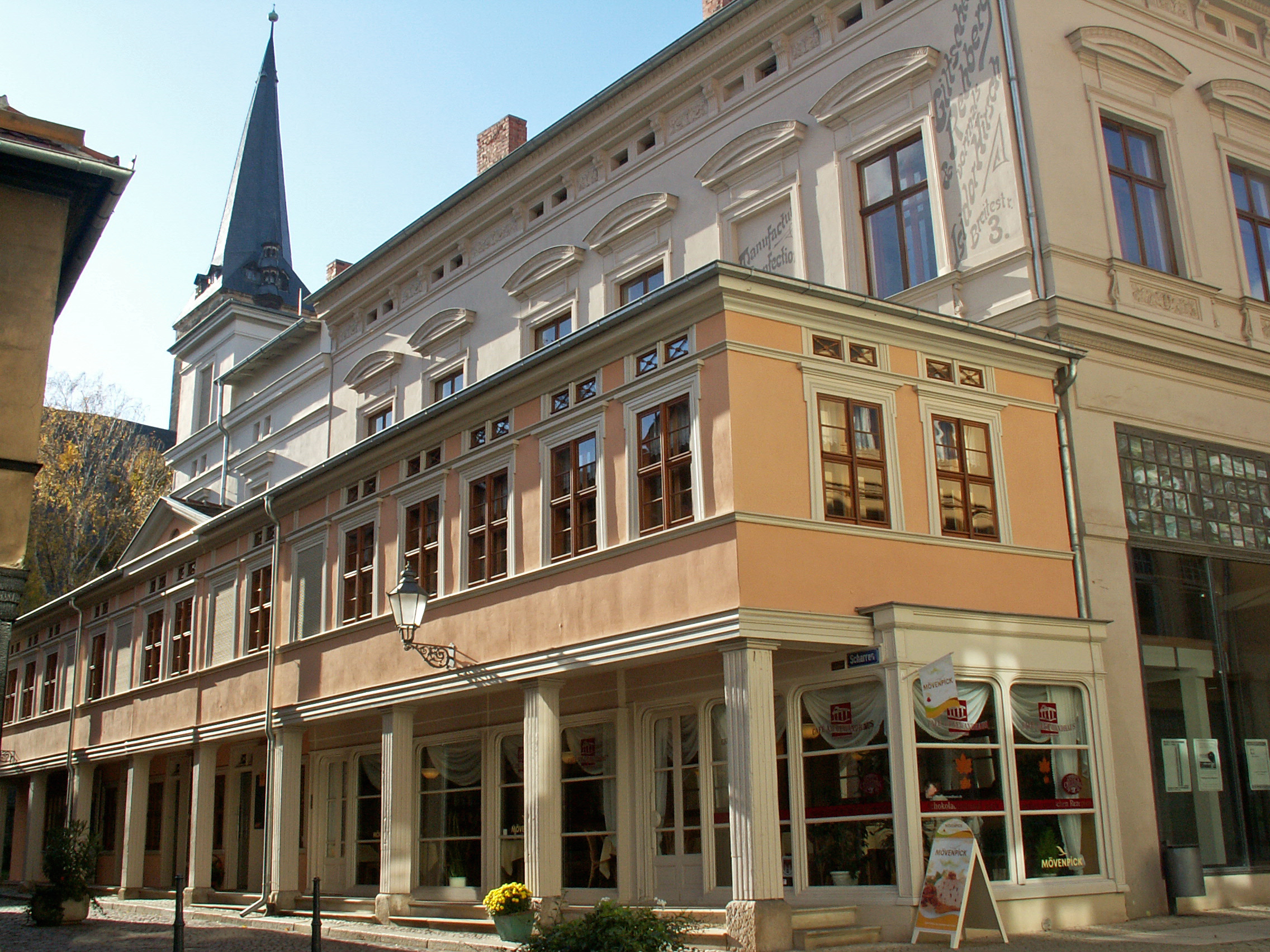
Scharren

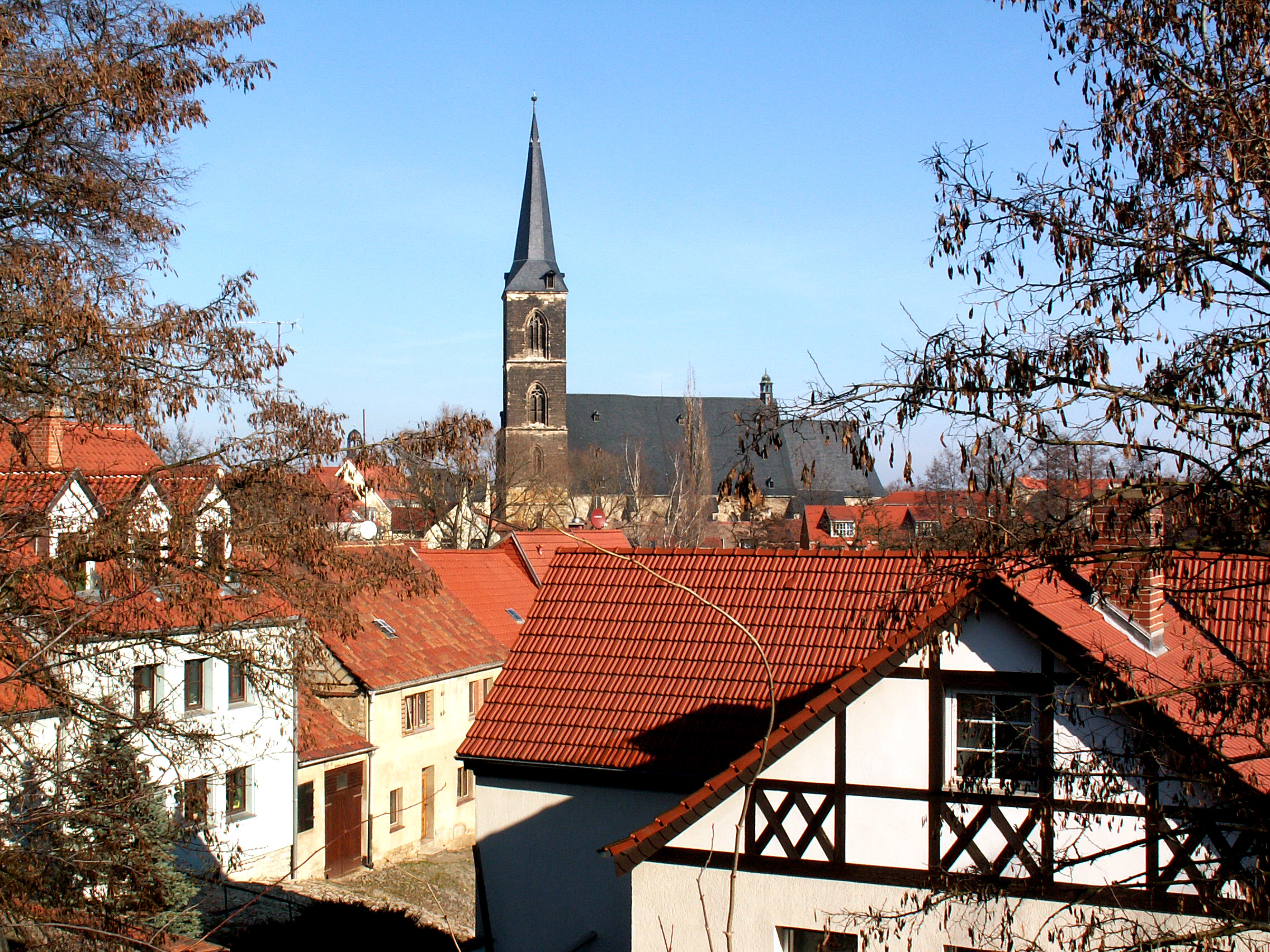
Am Kiethof

Zwei klassizistische Kolonnadengänge säumen eine kleine Gasse, die zur St.-Stephanikirche führt. Sie werden als Scharren bezeichnet. 1724 wurde hier eine Fleischerbude eingerichtet, in der die Fleischer ihre Produkte bis zum 19. Jahrhundert verkauften. Der Name bedeutet im Mittelhochdeutschen Fleischbank. Der Scharren ist direkt an das sogenannte „Gewandhaus“ angelehnt, ein Gebäude, das im Mittelalter als Gildenhaus der ortsansässigen Tuchmacher diente. Ein Café am Gewandhaus erinnert noch heute daran.

#### Malerwinkel am Kiethof
Der Bereich des Kiethofs liegt in der sogenannten Wasservorstadt, einer der ältesten Vorstädte der Stadt und direkt an der Eine. Wahrscheinlich schon im 7. Jahrhundert besiedelt, war er der Kietz, die Niederlassung wendischer Fischer. Die heute dort stehenden kleinen sanierten Häuser stammen aus dem 18. und 19. Jahrhundert. Es handelt sich um eine Gasse, die als Ende der Straße Vor dem Wassertor als Sackgasse endet und einen rechten Winkel bildet, dessen Auslauf zur Promenade führt. Aufgrund dieser romantischen Winkellage, wurde sie des Öfteren von Malern festgehalten und im Volksmund als Malerwinkel bezeichnet.

#### Postamt von 1891

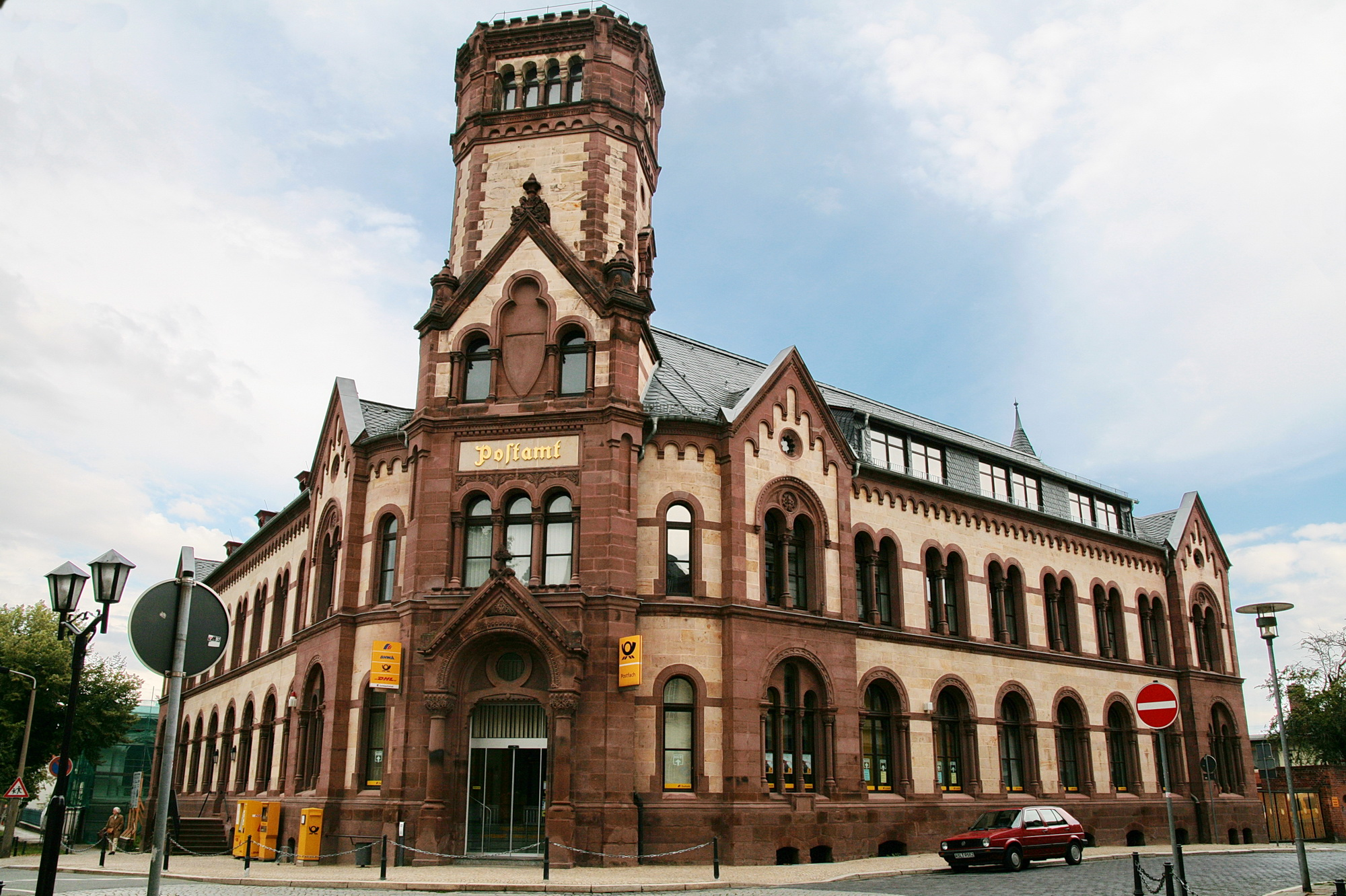
Postamt

Im Mai 1889 wurde mit dem Bau eines neuen Post- und Telegrafenamtes begonnen, im Jahre 1891 konnte es in Betrieb genommen werden. Anfangs besaß es noch eine Turmkuppel mit Isolatorengerüst für die Telefon- und Telegrafen-Freileitungen, das aber später nach der Umstellung auf Unterflur-Verkabelung entfernt wurde. Der repräsentative Bau in Formen des Historismus hat eine Fassade aus rötlichem Sandstein.

#### Naturdenkmal Speckseite

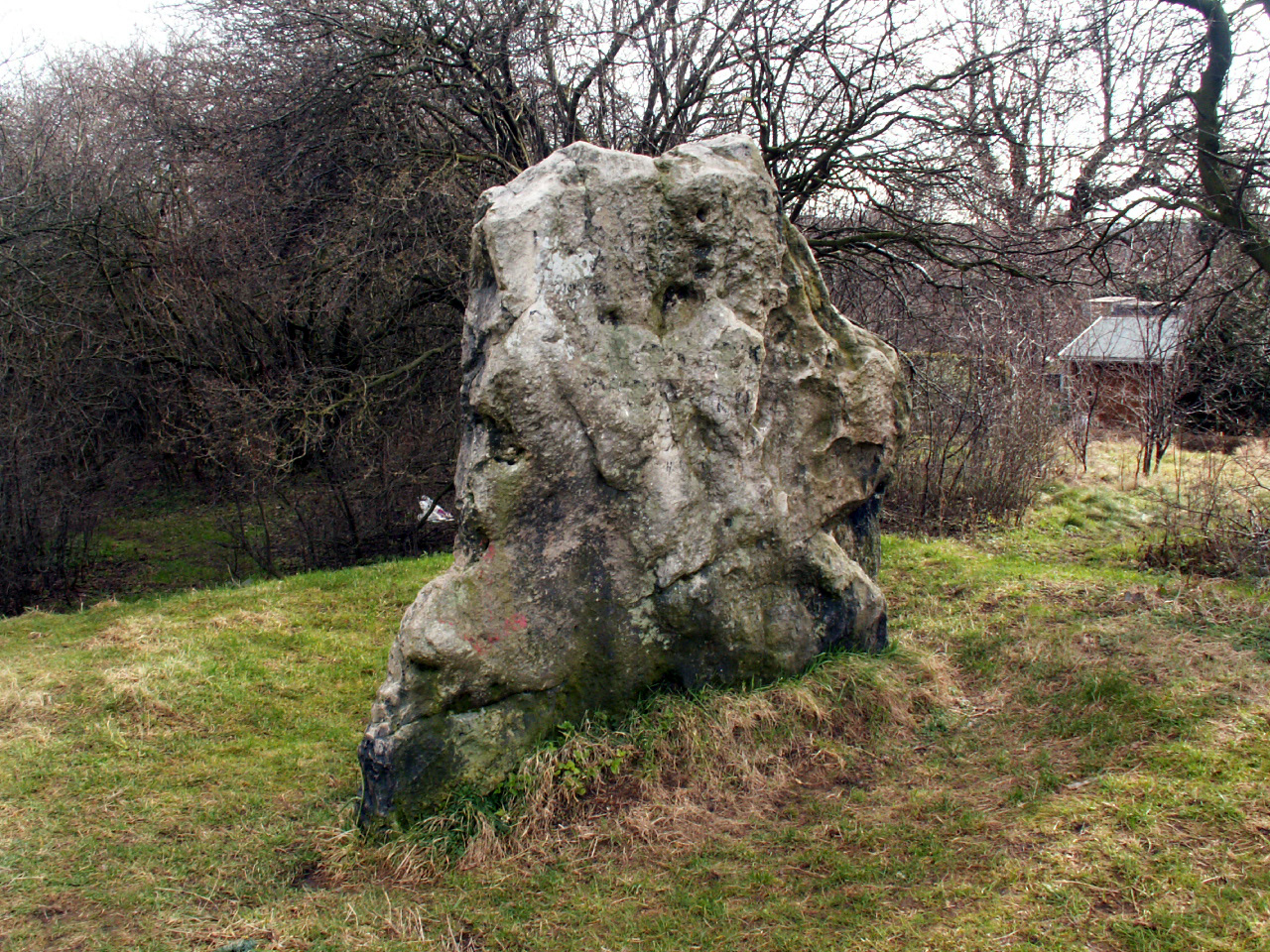
Speckseite bei Aschersleben

Am östlichen Eingang Ascherslebens an der Schierstedter Chaussee steht linkerhand auf einer Anhöhe ein großer Stein aus Braunkohlequarzit. (Der Sage nach soll dieser Stein von einem gewaltigen Riesen stammen, den er im Stiefel drückte. Da zog der Riese kurzerhand den Stiefel aus und schüttete das Dingelchen von Stein am Wege aus.) Er ist an die zwei Meter hoch, zweieinhalb Meter breit und soll noch einen Meter tief in der Erde stehen. Aufgrund der Ähnlichkeit dieses Menhirs mit einer riesigen Speckseite bekam er seinen Namen. In den Stein sind einige Dutzend Nägel so eingeschlagen, dass nur noch ihre Köpfe zu sehen sind. Sagenhafte Erzählungen berichten, der Stein sei bei jedem Gewitter weich geworden und die Menschen hätten versucht, den zürnenden Thor zu besänftigen, indem sie Nägel in die Poren des Steines getrieben hätten.
Wahrscheinlicher ist, dass im Mittelalter die Speckseite Prüfstätte der Geschicklichkeit für Handwerksburschen und wandernde Gesellen war, die hier die vielen Nägel einschlugen. Da hier seit langem drei alte Handelsstraßen aufeinanderstoßen und archäologische Grabungen Aschen- und Urnenreste zu Tage förderten, könnte auf der Anhöhe eine heidnische Opfer- und Begräbnisstätte gelegen haben.

### Parks

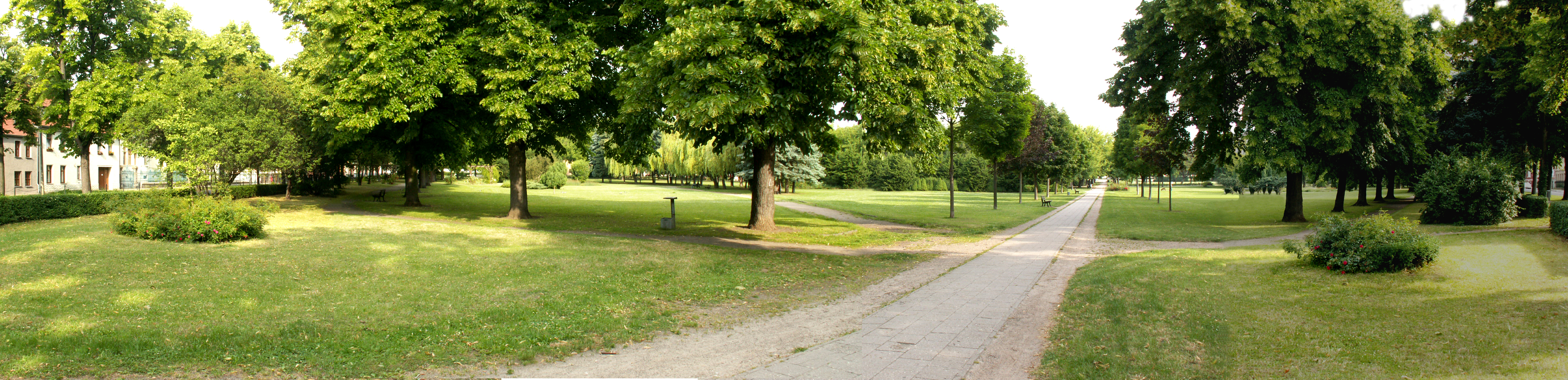
Panorama der Herrenbreite in Aschersleben

Innerhalb der Stadt gibt es einige reizvolle Parkanlagen, wie die Herrenbreite oder den Stadtpark. Etwas außerhalb liegt das Naherholungsgebiet Alte Burg, mit verschiedenen Sehenswürdigkeiten, wie dem Zoo Aschersleben, dem Planetarium und dem Hexenturm. Der Promenadenring umrahmt entlang der alten Stadtmauer als Grüngürtel die Altstadt.

### Kammerphilharmonie Ascania
Seit dem 1. Januar 2006 hat die Stadt mit der Kammerphilharmonie Ascania einen besonderen kulturellen Botschafter. Die Leitung hat Cristian Goldberg, Mitglied der Philharmonie Magdeburg, und Gründer des Cristian Goldberg Ensembles, insgesamt 42 Musiker gehören zum Ensemble. Zunächst wurde ein Dreijahresvertrag unterzeichnet, der u. a. vorsieht, dass pro Jahr mindestens drei Konzerte in Aschersleben stattfinden sollen. Der Vertrag benennt Kammerphilharmonie Ascania als Namen und Aschersleben als Sitz der Philharmonie. Gefördert wird sie u. a. durch die Sparkassenstiftung.

### Sport
Die Stadt verfügt über Sportanlagen für verschiedene Sportarten, neben Fußball auch Handball und Basketball, Boxen, Fechten, Kegeln, Schwimmen und Schießen. So existieren mit dem Sportplatz an der Wilslebener Straße, dem Stadion der Eisenbahner, das 2006 umfangreich saniert und mit einer Tartanbahn, einem Kunstrasenplatz und einer Flutlichtanlage ausgestattet wurde, sowie dem Rotationsplatz, drei größere Sportanlagen für Ballsport und Leichtathletik.
Es gibt mit der Sporthalle am Ascaneum, den Sporthallen im ehemaligen WEMA Werk I, der Sporthalle in der Fachhochschule Polizei Sachsen-Anhalt, den verschiedenen Schulsporthallen sowie mit dem Ballhaus eine größere Anzahl Sporthallen. Im Salzkoth befindet sich eine Schießanlage für Wurftaubenschießen. Unter der Alten Burg gibt es ein Freibad.

### Ballhaus
2002 wurde in Aschersleben das Sport- und Kulturzentrum Ballhaus eröffnet, in dem neben Unterhaltungsshows und Konzerten auch bereits internationale Boxwettkämpfe des Sport-Events-Steinforth-Boxstalls veranstaltet wurden. Das Haus verfügt neben einer Schwimmhalle auch über eine Beach-Volleyballhalle, eine Sauna mit Saunalandschaft, sowie über eine Sporthalle, in der Sportveranstaltungen mit bis zu 3000 Zuschauern durchgeführt werden können.
| Verein                                                                  | Sportart    | Gründung   | Heimspielstätte                   | Spielklasse 2019/2020           |
| ----------------------------------------------------------------------- | ----------- | ---------- | --------------------------------- | ------------------------------- |
| SV Lokomotive Aschersleben SV Lok Aschersleben                          | Fußball     | 30.08.1948 | Stadion der Eisenbahner           | Kreisliga                       |
| SV Rotation 1950 Aschersleben e. V. SV Rotation 1950 Aschersleben e. V. | Fußball     | 1950       | Stadion Klopstockstraße           | 1. Kreisklasse                  |
| HC Aschersleben                                                         | Handball    | 01.07.2006 | Sporthalle Ballhaus               | 3. Liga (Handball) 2011/12 Nord |
| Harzschützenkorporation "Salzkoth-Ascania" 1547 e. V. Aschersleben      | Schießsport | 1547       | Schießstand Salzkoth Aschersleben | deutsche Meisterschaften        |
| SV „Jagdliches Schießen“ Aschersleben                                   | Schießsport | 01.07.1990 | Schießstand Aschersleben          | deutsche Meisterschaften        |
| Aschersleben Tigers Aschersleben Tigers B.C.                            | Basketball  | 18.07.1990 | Sporthalle Ascaneum               | 1. Regionalliga Nord            |
| Aschersleben Raven VfB Aschersleben                                     | Unihockey   | 2002       | Sporthalle Ascaneum               | Regionalliga SBK Ost            |

Im Sommer 2011 wurde der traditionsreiche 1. FC Aschersleben aufgrund von Insolvenz vom Spielbetrieb abgemeldet.

### Regelmäßige Veranstaltungen

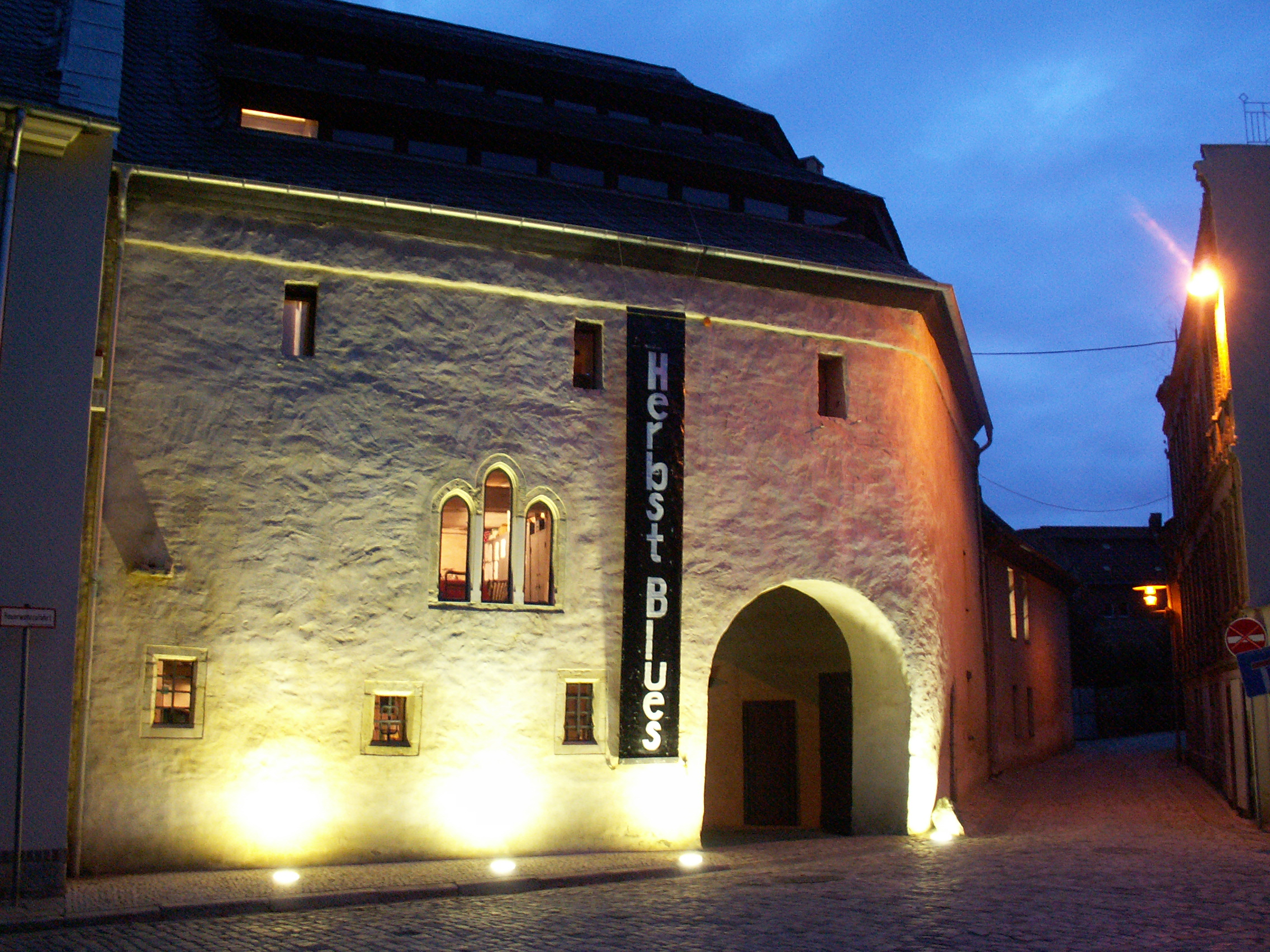
Herbstblues im Grauen Hof

Am 1. Januar beginnt mit dem Neujahrskonzert der Kammerphilharmonie Ascania traditionell das kulturelle Jahr in Aschersleben.
Am ersten Januarwochenende zum Tag der offenen Tür werden den Besuchern in organisierten Fahrten die verschiedenen Schwerpunkte der Investitionstätigkeit der Stadt des vergangenen Jahres, wie auch des neuen Jahres vorgestellt. Anschließend gibt es einen Empfang beim Oberbürgermeister im Bestehornhaus.
Zum traditionellen Karnevalsumzug lädt der Aschersleber Carnevals Club (ACC) seit der Wiedervereinigung immer am Sonntag vor Rosenmontag ein. Dabei gestalten mehrere Karnevalclubs aus Aschersleben und den umgrenzenden Gemeinden den Umzug durch die Innenstadt.
Seit Mai 1999 organisiert die Kaufmannsgilde der Stadt am Himmelfahrtswochenende das Gildefest. Das Fest ist entstanden, um die Aschersleber Innenstadt zu stärken. Mittlerweile finden am ersten Maiwochenende mehrere Veranstaltungen, wie Konzerte, Modenschauen, Märkte und Ausstellungen in der Innenstadt statt, wobei die sogenannte Trommlernacht am Grauen Hof einen der Höhepunkte darstellt.

Impression vom Park und Lichterfest

Am ersten Septemberwochenende wird seit 2005 das Park- und Lichterfest mit Jahrmarkt, Flohmärkten, Konzerten und Mittelalterspektakel durchgeführt. Den Veranstaltungsschwerpunkt dieses Festes bildet die Herrenbreite, die vor allem am Abend in verschiedene Lichtsequenzen mit akustischer Untermalung versetzt wird und wo verschiedene Phantasie-Theatergruppen auftreten, die mit Licht, Akrobatik und Akustik spielen. Dabei werden vor allem die angrenzenden Villen in farbiges Lichtspiel gehüllt. Ein großes Feuerwerk, untermalt mit klassischer Musik, bildet den Abschluss des Festes.
Durch den Aschersleber Kunst- und Kulturverein e. V. wird jedes Jahr am 2. Oktoberwochenende im Grauen Hof das traditionelle Herbstbluesfestival organisiert und durchgeführt. Seit 1992 spielen Freitag und Samstag renommierte nationale und internationale Bands und Solisten aus dem Genre Blues und Boogie-Woogie. Die sonntägliche Bluessession mit einem Bluesbrunch beschließt das Festival.
Seit 2004 wird im ersten Novemberwochenende im Bestehornhaus das Bundeskabarettfestival durchgeführt. Über 2000 Besucher kamen zur Premiere im Jahre 2004. Beim Kabarettfestival treten verschiedene Kabaretts der Bundesrepublik auf. Neben dem Vollprogramm, bei dem namhafte Kabarettisten wie Thomas Freitag oder Dieter Hildebrandt auftraten, werden auch Werkstattprogramme durchgeführt. Die Stadt vergibt jedes Jahr einen Kleinkunstpreis für besonderes Engagement im Kabarett.
Zu Beginn des Weihnachtsmarktes Anfang Dezember führt man in der Stadt den Lichtereinkauf durch. Dabei sollen die Kunden durch die festlich erleuchtete Stadt und Einkaufszeiten bis nach 22 Uhr zum Einkauf in der Innenstadt angezogen werden. Gleichzeitig wird der Weihnachtsmarkt eröffnet, der vom ersten Advent bis zum zweiten Weihnachtsfeiertag geöffnet bleibt.

## Wirtschaft und Infrastruktur

### Wirtschaft
Die Stadt Aschersleben hatte schon seit dem Mittelalter über ihre Stadtgrenzen hinweg wirtschaftliche Bedeutung in den Bereichen Handel, Handwerk und vor allem in der Landwirtschaft. Aus einer selbstbewussten Ackerbürgerstadt, die ihre Unabhängigkeit unter anderem im selbst finanzierten Bau der Stadtbefestigung zum Ausdruck brachte, wurde ab Mitte des 19. Jahrhunderts eine mittlere Industriestadt. Vor allem nach Auffinden der ersten kleineren Braunkohlelager nördlich der Stadt, des Anschlusses an das Eisenbahnnetz 1865, der gleichzeitig beginnenden Zuckerrübenverarbeitung in mehreren Zuckerfabriken, sowie des Abbaus von Kalisalzen in insgesamt sieben Schächten, entwickelte sich die Stadt enorm und erlebte einen großen Strukturwandel im 19. Jahrhundert. So entstanden in dieser Zeit die Werkzeugmaschinenfabrik, die Papierfabrik und das Kaliwerk, sowie ein geologischer Bohrbetrieb, der selbst am Kaspischen Meer Bohrungen durchführte. Der letzte Kalischacht wurde 1958 im Aschersleber Revier geschlossen und somit auch das Kaliwerk. Auf dem Gelände des Kaliwerks entstand das Karosseriewerk Aschersleben.
Auch nach den beiden Kriegen hat sich die Industriestruktur der Stadt nicht entscheidend verändert. Erst die politische Wende veränderte mit dem Wegbrechen der osteuropäischen Märkte, wie in anderen Städten auch, die gesamte Industriestruktur der Stadt. So mussten die Papierverarbeitungsfabrik OPTIMA, der VEB Kindermoden und das Karosseriewerk Anfang der 1990er Jahre geschlossen werden. Allerdings ließen sich seitdem mehrere Unternehmen der Vliesstoffproduktion und der Medizintechnik in der Stadt nieder. Andere Traditionsunternehmen der Stadt, wie die ehemalige WEMA oder der Rohrleitungsbaubetrieb konnten sich in der Marktwirtschaft behaupten.

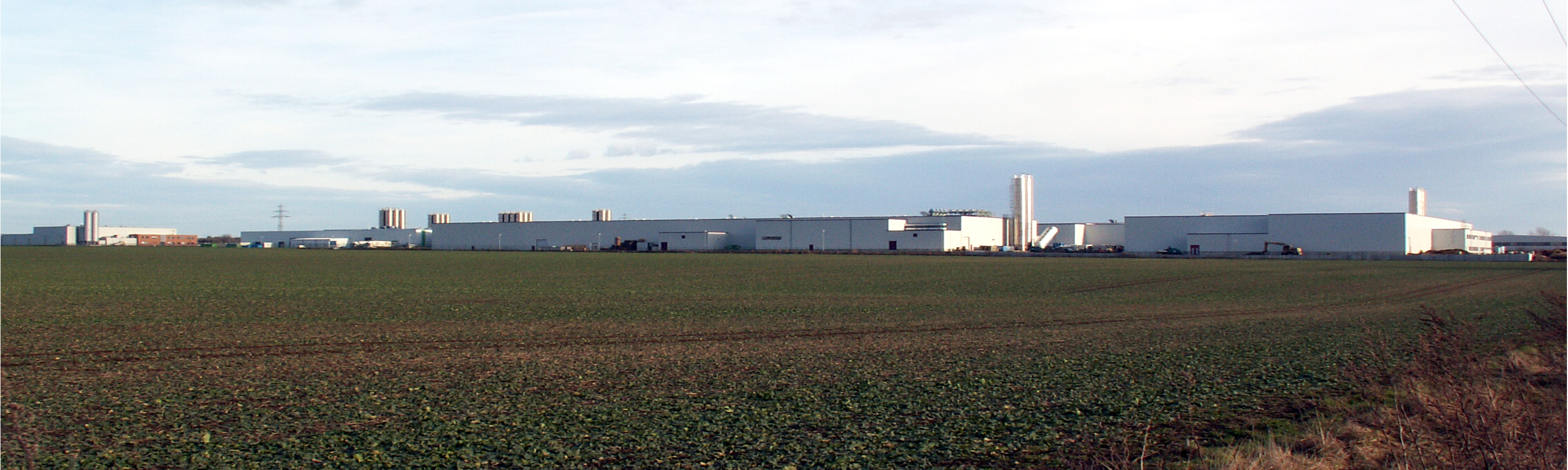
Gewerbegebiet Güstener Straße in Aschersleben

### Ansässige Unternehmen
Zwei größere Gewerbegebiete, Junkersfeld und Güstener Straße, wurden in den letzten Jahren eingerichtet. Im Industriegebiet Junkersfeld konnte die ehemalige Werkzeugmaschinenfabrik WEMA als Schiess AG erhalten werden. Sie wurde vom chinesischen Werkzeugmaschinenkonzern SMTCL (Shenyang  Machine  Tool  Co., Ltd.) übernommen und beschäftigte über 350 Mitarbeiter. Es wurden unter anderem modulare Drehmaschinen und vertikale Portal-Fräszentren gefertigt. Im Jahre 2019 ging die Schiess GmbH insolvent, und seitdem ist die Shandong Guochuang Windpower Ltd. (Binzhou) der Besitzer der früheren Schiess und firmiert unter Schiess Werkzeugmaschinenfabrik GmbH.
Die Firma RULMECA GERMANY GmbH stellt in den Werken Aschersleben und Leipzig Trommelmotoren, Tragrollen und Gurttrommeln für Förderbandanlagen für den weltweiten Bedarf her, hat 280 Mitarbeiter und produziert in Aschersleben etwas außerhalb der Stadt auf dem Gelände der ehemaligen Heeresmunitionsanstalt (MUNA).
Die im Bereich Stahlbau fabrizierende Firma ATA konnte 2006 eine neue Werkhalle einweihen.
Anfang der 1990er Jahre wurde auf Initiative der Stadt an der Bundesstraße nach Güsten ein größeres Gewerbegebiet angelegt, das auf 83 Hektar mehreren Betrieben und Handelseinrichtungen Platz bietet. So siedelten sich nach und nach mehrere Firmen der Vliesstoffindustrie aus dem Ausland hier an und schufen über 1250 Arbeitsplätze im produzierenden Bereich. Zu diesen Firmen zählen die amerikanische Clopay Aschersleben GmbH & Co. KG, die sich auf die Herstellung und den Vertrieb von Verbundstoffen spezialisiert hat, die „ASCANIA nonwoven Germany GmbH“, das Vliesstoff-Composites für die Hygiene-Industrie entwickelt. Die Linotec Development GmbH – inzwischen zur Fiberweb Linotec GmbH umfirmiert – stellt atmungsaktive Folien für den Industrie und Handwerksbedarf her. So wurde Aschersleben in wenigen Jahren zu einem Zentrum der Vliesstoffindustrie. Auch das Logistikunternehmen TAS hat sich hier niedergelassen.
Im Gewerbegebiet hat die Firma Novo-Tech ihren Sitz. Sie ist die erste Holzpolymerwerkstofffabrik Deutschlands. Ende 2007 beschäftigte das Unternehmen 35 Arbeitskräfte. Bekannt ist Aschersleben für den Samen- und Majorananbau. Dieser wird durch die Firmen Gartenland Aschersleben und MAWEA durchgeführt.
Der ehemalige VEB Rohrleitungsbau produziert als MCE Industrietechnik und ist im Kraftwerksanlagenbau tätig.
Die Firma Zifa Zifferndruck GmbH ist aus dem VEB Zifferndruckwerke hervorgegangen und ist ein führender Anbieter für Schaffnerzangen in Europa.
Insgesamt liegt der Anteil der Beschäftigten der Stadt in der Landwirtschaft bei 0,95 Prozent, in der Industrie bei 21,24 Prozent und im dritten Sektor (Dienstleistungen) bei 77,75 Prozent.

### Bildung

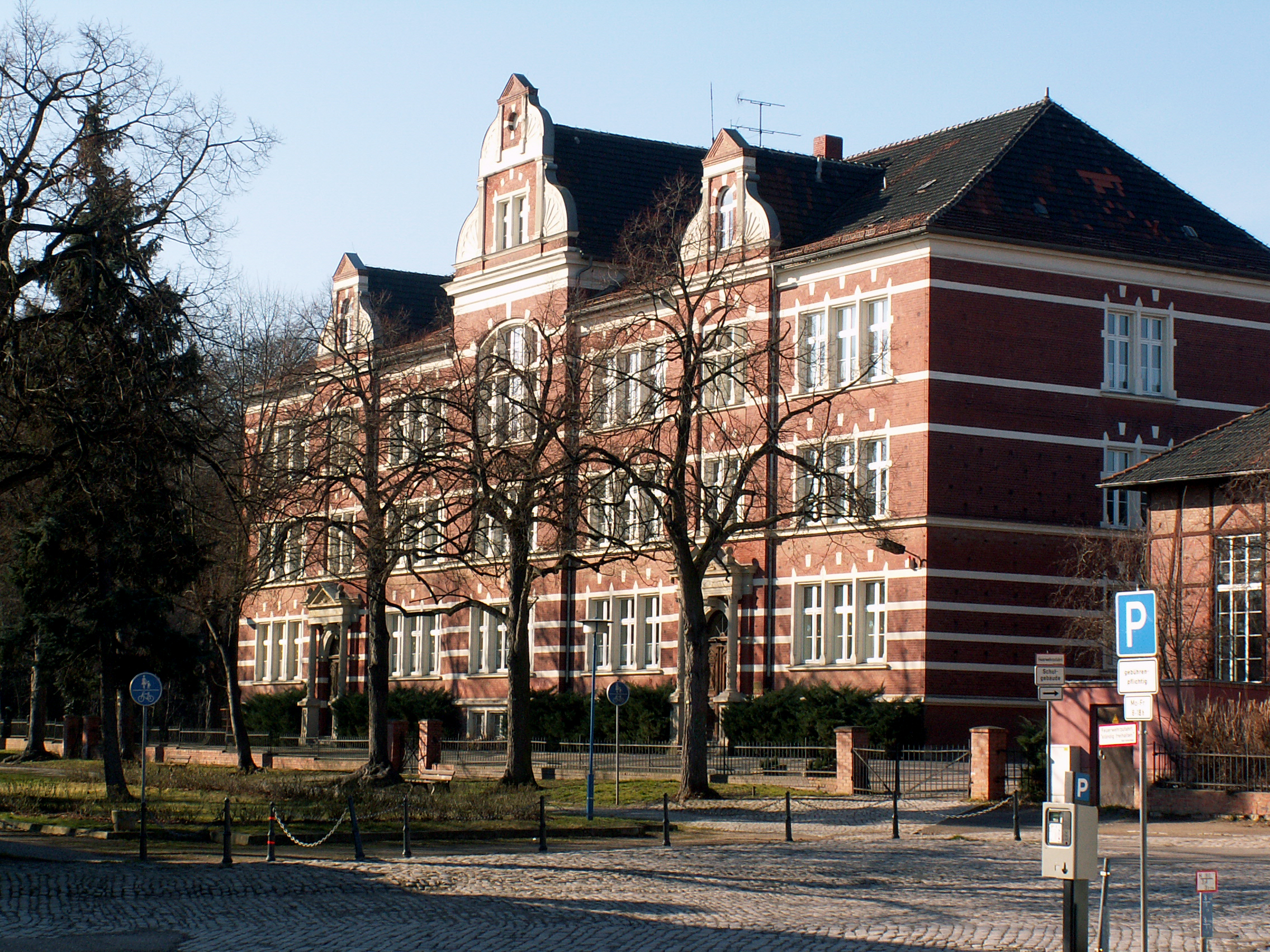
Burgschule am Burgplatz

Um seinem Anspruch als Schul- und Behördenstadt gerecht zu werden, hat Aschersleben seit Mitte der 1990er Jahre auf die Entwicklung einer höheren Ansprüchen genügenden Bildungslandschaft Wert gelegt. Im Jahr 2003 wurden zwei private Grundschulen gegründet, die Freie Montessori-Grundschule sowie die Christliche Grundschule – als Evangelische Bekenntnisschule in freier Trägerschaft. Diese wurden in zwei sanierten Villen im Stile hellenistischer Renaissance untergebracht.
Die zwölf Kindertageseinrichtungen der Stadt wurden zum 1. Januar 2004 vollständig privatisiert.

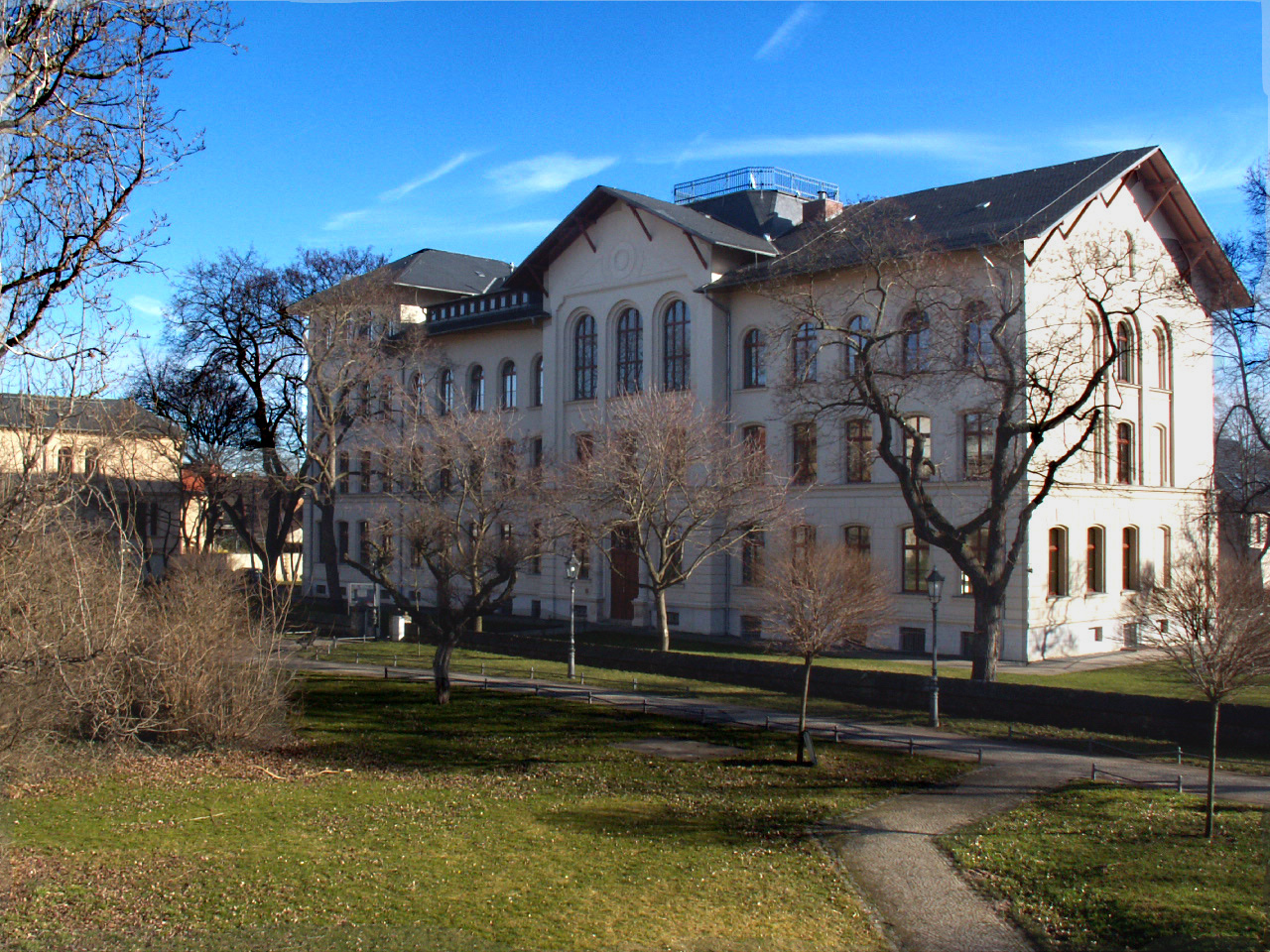
Gymnasium Stephaneum am Külzplatz

Nach der Wiedervereinigung wurden in Aschersleben aufgrund des Rückgangs der Schülerzahl zwei Schulen geschlossen und abgerissen. Heute gibt es noch drei staatliche und zwei Grundschulen in freier Trägerschaft, die Ganztagsschule Albert Schweitzer, die Sekundarschule „Burgschule“ und das Gymnasium Stephaneum. Das Stephaneum ist zugleich eine Europaschule.
In der Stadt gibt es mehrere Berufsbildende Schulen. So das „Berufliche Bildungs- und Rehabilitationszentrum e. V.“ sowie das „Handwerker-Bildungs-Zentrum Aschersleben“. Das Polytechnische Bildungswerk des VHS Bildungswerkes Sachsen-Anhalt wurde im September 2004 gegründet und basiert auf der Idee des Polytechnischen Unterrichts der DDR.
An Einrichtungen der Erwachsenenqualifizierung gibt es in der Stadt das Bildungszentrum „Albert Schweitzer“, das Bildungszentrum des Einzelhandels Sachsen-Anhalt, das „Combi Schulungszentrum-Computer&Bildung GbR“, das Institut für Weiterbildung in der Kranken- und Altenpflege, die Kreisvolkshochschule Aschersleben-Staßfurt und die VHS Bildungswerk in Sachsen-Anhalt GmbH.
In Aschersleben befindet sich des Weiteren die Fachhochschule Polizei Sachsen-Anhalt.
Mit dem Institut für Ökonomiepädagogen bestand eine weitere überregionale Bildungseinrichtung bis zur Wiedervereinigung.
Die Institute der Bundesanstalt für Züchtungsforschung an Kulturpflanzen, die als Nachfolge des Instituts für Phytopathologie, das bereits im April 1920 als „Reichsanstalt für Land- und Forstwirtschaft“ gegründet wurde, wurden 2007 nach Quedlinburg verlagert und damit die phytopathologische Forschung in Aschersleben beendet.

### Verkehr

#### Straße
Aschersleben ist ein regionaler Verkehrsknotenpunkt. Bereits im Mittelalter führten in West-Ost-Richtung die Heerstraße von Braunschweig in Richtung Halle und Leipzig durch die Stadt und in Nord-Süd-Richtung die alte Heerstraße von Magdeburg nach Erfurt. Des Weiteren lag sie am Postkurs Dessau–Ballenstedt, der die beiden anhaltischen Landesteile miteinander verband.
Ausgehend von diesen älteren Handelswegen entwickelte sich im 20. Jahrhundert der zunehmende Autoverkehr zu einem Verkehrsproblem mit fast täglichen Staus im Berufsverkehr. So kreuzen sich mittlerweile drei Bundesstraßen (B 6, B 180 und B 185) am Johannisplatz und verlaufen im Bereich der Geschwister–Scholl–Straße deckungsgleich.
Inzwischen gibt es eine partielle nordseitige Umgehungsstraße. Diese ist Teil der Bundesautobahn 36 (Nordharzautobahn) und ermöglicht eine schnelle, überregionale Anbindung Richtung Hannover.  Etwa 20 Kilometer östlich verläuft die A 14.

#### Eisenbahn

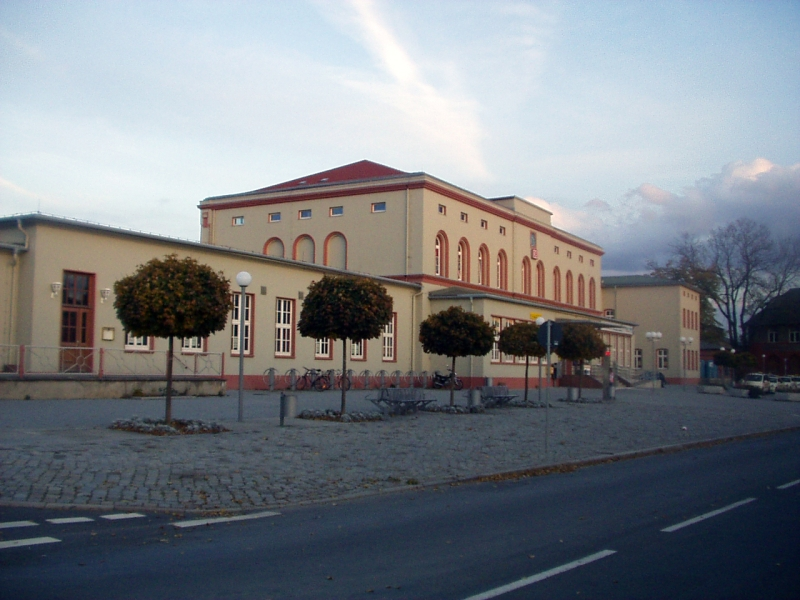
Bahnhof Aschersleben

Der Bahnhof Aschersleben ist ein regionaler Eisenbahnknotenpunkt. Im Jahr 2000 wurde er umfangreichen Umbaumaßnahmen unterzogen. Er liegt an der Bahnstrecke Halle–Vienenburg und verbindet diese mit den Nahverkehrsstrecken über Güsten nach Magdeburg, in Richtung Köthen und weiter nach Dessau, in Richtung Halle (Saale) über Sandersleben (Anhalt) und Könnern sowie in Richtung Goslar über Halberstadt und Wernigerode.
Der Betrieb auf der Bahnstrecke Aschersleben–Frose–Quedlinburg wurde inzwischen eingestellt oder Abschnitte der Strecke an die Selketalbahn verkauft. Bis zum Jahre 1966 existierte eine weitere, 46 Kilometer lange Strecke in Richtung Schneidlingen und Nienhagen. Diese Bahnstrecke Aschersleben–Nienhagen, erbaut von der Aschersleben-Schneidlingen-Nienhagener Eisenbahn (ASN), wurde im Jahre 1897 eröffnet. Auf der Strecke wurden vorwiegend Güter für die Kohleindustrie befördert, aber auch der Personenverkehr wurde in regelmäßigen Fahrplänen betrieben.
Aschersleben besaß zu DDR-Zeiten eine Direktverbindung nach Berlin-Schöneweide, die dreimal am Tag verkehrte.
Der achtständige Ringlokschuppen des ehemaligen Bahnbetriebswerkes steht mit Drehscheibe und Wasserturm unter Denkmalschutz. Dort hat ein regionales Eisenbahnmuseum seinen Platz.

#### Busverkehr
Der öffentliche Personennahverkehr wird unter anderem durch den PlusBus und TaktBus des Landesnetzes Sachsen-Anhalt erbracht. Folgende Verbindungen führen ab Aschersleben:
- Linie 140: Aschersleben ↔ Reinstedt ↔ Hoym ↔ Quedlinburg
- Linie 240: Aschersleben ↔ Meisdorf ↔ Ballenstedt ↔ Gernrode ↔ Quedlinburg
- Linie 410: Aschersleben ↔ Quenstedt ↔ Hettstedt ↔ Siersleben ↔ Eisleben

Die Kreisverkehrsgesellschaft Salzland (KVG) betreibt weitere Linien ab Aschersleben sowie den Stadtverkehr.
Seit April 2014 wird Aschersleben bis zu zweimal täglich von der Fernbuslinie 051 des Unternehmens Flixbus (zunächst: MeinFernbus) auf der Strecke von Düsseldorf nach Berlin angefahren, sodass auf diesem Weg wieder eine Direktverbindung besteht.

#### Flugverkehr
Am Stadtrand befindet sich der Flugplatz Aschersleben, der für Segelflugzeuge und kleine Motorflugzeuge geeignet ist. Etwa acht Kilometer nördlich der Stadt liegt der Flughafen Magdeburg-Cochstedt. Der nächste internationale Verkehrsflughafen ist der etwa 80 Kilometer entfernte Flughafen Leipzig/Halle.

### Trinkwasserversorgung und Abwasserentsorgung
Das Trinkwasser für Aschersleben wird durch die Fernwasserversorgung Elbaue-Ostharz aus der Rappbode-Talsperre im Harz gewonnen, im Wasserwerk Wienrode aufbereitet und per Fernleitung nach Aschersleben geliefert. Die Verteilung im Stadtgebiet übernehmen die Stadtwerke Aschersleben. Die Gesamthärte liegt mit 4,0 °dH im Härtebereich "weich". Der Brutto-Verbrauchspreis beträgt 1,35 €/m³.
Die Abwasserentsorgung übernimmt die Stadt Aschersleben mit dem Eigenbetrieb Abwasserentsorgung. 70 % des Stadtgebietes werden durch eine Mischkanalisation entwässert. Das Wasser wird in der zentralen Kläranlage  gereinigt. Die erste Kläranlage gab es bereits 1908, diese wurde bis in die 70er Jahre hinein betrieben. Die anschließend gebaute Anlage wurde der geforderten Reinigungsleistung nicht mehr gerecht, sodass im Jahr 2000 die heutige Anlage in Betrieb genommen wurde. Sie hat eine Ausbaukapazität von 48.000 Einwohnerwerten. Im Anschluss an die technische Reinigung wird das Abwasser in zwei Schönungsteiche geleitet, wo durch die UV-Strahlung der Sonne die Keimzahl im Wasser um bis zu 50 % reduziert wird. Der anfallende Klärschlamm wird auf einen Vererdungspolder aufgebracht, mit Gras besät und über einen Zeitraum von ca. drei bis fünf Monate vererdet.

### Medien
In Aschersleben erscheint die Ascherslebener Zeitung, eine Lokalausgabe der Mitteldeutschen Zeitung. Des Weiteren werden die kostenlosen Anzeigenblätter Wochenspiegel und Super Sonntag in ihren Lokalausgaben hier erstellt.
Zu Beginn der 1990er-Jahre wurde auch die Ascherslebener Allgemeine publiziert, die jedoch 1992 wieder eingestellt wurde.
Radio HBW, ein nichtkommerzielles Lokalradio, sendet aus seinem Studio in Aschersleben ein Musik- und Informationsprogramm für die Region.

## Persönlichkeiten

Adam Olearius
Rudolf Christian Böttger

Zu den Persönlichkeiten, die mit Aschersleben in Verbindung gebracht werden, zählt in erster Linie der Gelehrte Adam Olearius. Olearius wurde im September 1599 als Adam Ölschläger in Aschersleben geboren. Die Konstruktion des Gottorfer Riesenglobusses (Durchmesser 3,11 Meter) machte Adam Olearius über die Grenzen Deutschlands hinweg bekannt. Außerdem gilt Olearius als der Begründer der wissenschaftlichen Reisebeschreibung in Deutschland. Seine zahlreichen Reisen nach Russland und Persien während seiner Zeit am Hofe von Friedrich III. von Schleswig-Holstein-Gottorf machten ihn zum größten Russland-Kenner seiner Zeit. Seine „Moscowitische und Persianische Reisebeschreibung“, die im Jahre 1647 erschien, bestimmte noch lange das westeuropäische Bild Russlands.
Rudolf Christian Böttger war ein bedeutender deutscher Chemiker und Physiker und wurde am 28. April 1806 in Aschersleben geboren. Berühmtheit erlangte Boettger durch die Erfindung der Sicherheitszündhölzer. Besonders widmete er sich der angewandten Chemie und war an mehreren Erfindungen und Neuerungen federführend oder beteiligt.
Charles Johann Palmié war ein bedeutender Vertreter der Landschafts- und Stilllebenmalerei und einer der Gründungsmitglieder der Neuen Künstlervereinigung München, aus der er jedoch noch vor der 1. N.K.V.M.-Ausstellung im Winter 1909 wegen künstlerischer Differenzen austrat. Als alternativer Geburtsort wird Oschersleben genannt, siehe Artikel des Künstlers.
Herman Willkie, geboren 1875 in Aschersleben, war der Vater von Wendell Willkie (1892–1944), eines deutschstämmigen Politikers in den Vereinigten Staaten, der 1940 für die Republikanischen Partei in der Präsidentschaftswahl kandidierte. Er hatte zuvor nie ein politisches Amt bekleidet, erhielt 22 Millionen Stimmen und unterlag Franklin D. Roosevelt.
Walter Heise, geboren am 8. September 1899 in Aschersleben, war ein deutscher Politiker und Widerstandskämpfer im Nationalsozialismus. Er wurde am 8. Februar 1945 nach Verurteilung durch den Volksgerichtshof hingerichtet.
Der 1960 in Leipzig geborene Kunstmaler Neo Rauch ist in Aschersleben aufgewachsen und hat hier die nach ihm benannte Grafikstiftung errichtet.

## Sonstiges

### Möhrenköppe
„Möhrenköppe“ ist der alte Spitzname für die Ascherslebener Bürger. Mit dieser Bezeichnung wollte man den Einwohnern der Stadt im Mittelalter anhängen, dass ihre Lieblingsspeise Möhren waren, weil man nach altem Volksglauben klug wird, wenn man genug davon isst. Durch massenhaften Genuss wollten die Aschersleber die fehlende Schlauheit erlangen. Der Hintergedanke Anderer dabei war, dass der Erfolg bisher immer ausgeblieben ist.
Die Bürger trugen diesen Spottnamen insgeheim aber auch mit etwas Stolz. Sie kamen sich vielleicht etwas klüger vor als die anderen. Denn die zahlreich in der Stadt vertretenen Ackerbürger bauten nicht nur ihre Möhren so zahlreich und erfolgreich an, dass sie durch deren Weiterverkauf zu Wohlstand kamen, sondern auch andere Pflanzen wie beispielsweise Majoran. Dies stellten sie dann unter anderem in der Bauweise ihrer prächtigen Ackerbürgerhäuser zur Schau.

### Filmografie
Folgende Filme wurden teilweise in Aschersleben gedreht:
- Der 1976 ausgestrahlte Polizeiruf 110: Ein ungewöhnlicher Auftrag wurde teilweise in der damaligen Offiziersschule des MDI (heutige Fachhochschule Polizei) gedreht.
- 1979: Der Staatsanwalt hat das Wort: Risiko (TV-Reihe), einige Szenen am Zollberg sowie die entscheidende Szene des Einstiegs in den Kofferraum des Fluchtfahrzeugs in den Westen, wurden an einer Scheune an der Güstener Straße gedreht.
- Spielfilm: Vergiss Amerika, Deutschland 2000, Regie: Vanessa Jopp[56] spielt in Aschersleben (im Film heißt die Stadt Aschleben) und wurde neben den Drehorten Bernburg (Saale) und Aken (Elbe) unter anderem in der Innenstadt von Aschersleben gedreht. Im Januar 2001 feierte der Spielfilm in Anwesenheit von Hauptdarsteller Roman Knižka auch seine lokale Premiere im damaligen Ufa-Filmpalast Aschersleben.
- Spielfilm: Die Erbschaft, Deutschland 2005, Regie: Nico Sentner[57]
- Spielfilm: Wenn die Welt uns gehört, Deutschland 2008, Regie: Antje Kruska und Judith Keil.[58] Die vorletzte (eine gewalttätige Auseinandersetzung darstellende) Szene des Films wurde auf dem Gelände der ehem. Gustav Ramdohr AG am Bahnhof Aschersleben gedreht. Auch viele weitere Sequenzen entstanden in Aschersleben und Umgebung.[59]
- 2015: Staatsdiener, ein Dokumentarfilm von Marie Wilke, der das spannende und nervenaufreibende erste Studienjahr von einzelnen Polizeischülern an der Fachhochschule Polizei Sachsen-Anhalt in Aschersleben begleitet.[60]
- 2016: Neo Rauch – Gefährten und Begleiter, ein deutscher Dokumentarfilm und Künstlerportrait von Nicola Graef über den in Aschersleben aufgewachsenen Kunstmaler Neo Rauch.[61][62]

### Goethe-Zitat
„Die Gegend um Aschersleben, der nahe Harz, von dort aus so leicht zu bereisen, erschien für mich verloren, auch bin ich niemals wieder tief hineingedrungen.“

### Dialektgrenze
Aschersleben liegt unmittelbar südlich der Benrather Linie und somit am Übergang von den hochdeutschen – genauer: den ostmitteldeutschen – Dialekten zur niederdeutschen Sprache.